# Liste der Kulturdenkmale in Pegau

Wappen von Pegau

Die Liste der Kulturdenkmale in Pegau enthält die Kulturdenkmale in Pegau.
Diese Liste ist eine Teilliste der Liste der Kulturdenkmale in Sachsen.

## Legende
- Bild: Bild des Kulturdenkmals, ggf. zusätzlich mit einem Link zu weiteren Fotos des Kulturdenkmals im Medienarchiv Wikimedia Commons. Wenn man auf das Kamerasymbol klickt, können Fotos zu Kulturdenkmalen aus dieser Liste hochgeladen werden:
- Bezeichnung: Denkmalgeschützte Objekte und ggf. Bauwerksname des Kulturdenkmals
- Lage: Straßenname und Hausnummer oder Flurstücknummer des Kulturdenkmals. Die Grundsortierung der Liste erfolgt nach dieser Adresse. Der Link (Karte) führt zu verschiedenen Kartendiensten mit der Position des Kulturdenkmals. Fehlt dieser Link, wurden die Koordinaten noch nicht eingetragen. Sind diese bekannt, können sie über ein Tool mit einer Kartenansicht einfach nachgetragen werden. In dieser Kartenansicht sind Kulturdenkmale ohne Koordinaten mit einem roten bzw. orangen Marker dargestellt und können durch Verschieben auf die richtige Position in der Karte mit Koordinaten versehen werden. Kulturdenkmale ohne Bild sind an einem blauen bzw. roten Marker erkennbar.
- Datierung: Baubeginn, Fertigstellung, Datum der Erstnennung oder grobe zeitliche Einordnung entsprechend des Eintrags in der sächsischen Denkmaldatenbank
- Beschreibung: Kurzcharakteristik des Kulturdenkmals entsprechend des Eintrags in der sächsischen Denkmaldatenbank, ggf. ergänzt durch die dort nur selten veröffentlichten Erfassungstexte oder zusätzliche Informationen
- ID: Vom Landesamt für Denkmalpflege Sachsen vergebene, das Kulturdenkmal eindeutig identifizierende Objekt-Nummer. Der Link führt zum PDF-Denkmaldokument des Landesamtes für Denkmalpflege Sachsen. Bei ehemaligen Kulturdenkmalen können die Objektnummern unbekannt sein und deshalb fehlen bzw. die Links von aus der Datenbank entfernten Objektnummern ins Leere führen. Ein ggf. vorhandenes Icon  führt zu den Angaben des Kulturdenkmals bei Wikidata.

## Pegau
| Bild                                    | Bezeichnung | Lage | Datierung                                                | Beschreibung | ID       |
| --------------------------------------- | --- | --- | -------------------------------------------------------- | --- | -------- |
| Direkt Bild zu diesem Denkmal hochladen | Rote Brücke (Straßenbrücke über den Roten Graben) | (Karte) | bez. 1586, später überformt                              | Die zweibogige Brücke in Naturstein- und Ziegelmauerwerk, teils mit Erneuerung in Beton, überspannt auf der alten Verbindungsstraße Groitzsch–Pegau den Roten Graben an der Einmündung in die Schwennigke und besitzt verkehrsgeschichtliche Bedeutung. Es handelt sich um Ziegel- und Sandsteinmauerwerk mit Rundbögen, an der Ostseite mit Inschriftenstein (Datierungen) und gemauerter Wange mit Sandsteinabdeckung (2001 erneuert), 1958 um zwei Meter erweiterte Westseite mit Metallgeländer auf einem Betonträger, die Fahrbahndecke mit Granitpflaster. | 09305053 |
| Direkt Bild zu diesem Denkmal hochladen | Denkmalschutzgebiet Kernstadt mit Rathausturm und Stadtkirche und Amtsgericht sowie Kirchplatz und Markt | |                                                          | Grenzen südlich und östlich: Auen von Weißer Elster und Elstermühlgraben (Kleine Elster), nördlich und westlich: Stadtgraben, der Mühlgraben durchfließt von Süden nach Norden die Stadt und trennt Oberstadt von Unterstadt, auffallend ist die Geschlossenheit des Stadtbildes | 09299451 |
| Direkt Bild zu diesem Denkmal hochladen | Flutbrücke (Straßenbrücke über einen Flutkanal) | (Karte) | bez. 1904                                                | Eine fünfbogige Straßenbrücke als gut erhaltenes Brückenbauwerk der Jahrhundertwende von verkehrsgeschichtlicher Bedeutung. Die Brücke besteht aus fünf Brückenbögen aus Basaltlava, einem aufwendigen schmiedeeisernen Geländer in Jugendstilformen, und hat eine Länge von 60,40 m und einer Bogenhöhe zwischen 2,60 bis 3,00 m, die Breite beträgt 7,00 m. | 09258373 |
| Direkt Bild zu diesem Denkmal hochladen | Schwennigkebrücke (Straßenbrücke über die Schwennigke) | (Karte) | 1799                                                     | Eine gut erhaltene, zweibogige Sandsteinbogenbrücke des 18. Jahrhunderts, verkehrsgeschichtlich von Bedeutung. Es handelt sich um eine zweibogige Sandsteinbrücke, mit neuen Brüstungen in Backstein, dazu Kopfsteinpflaster. | 09258372 |
| Direkt Bild zu diesem Denkmal hochladen | Sachgesamtheitsbestandteil der Sachgesamtheit Elsterfloßgraben: Floßgraben (siehe Sachgesamtheit 09304747) | (Karte) | 1608–1610                                                | Die Festlegung der Trassenführung als kürzeste auch wirtschaftlich effektivste Verbindung zwischen Stöntzsch (einem wegen des Tagebaus Profen abgebrochenes Dorf westlich von Pegau) und Leipzig, die Kombination von künstlich geschaffenen Gräben und natürlichen Wasserverläufen macht den Elsterfloßgraben zu einem bedeutenden Zeugnis der Wasserbaukunst des 17. Jahrhunderts mit hohem regionalgeschichtlichen Wert. Der sogenannte Leipziger Floßgraben ist Teil des Pleiße-Elster-Floßsystems, über das seit dem späten 16. Jahrhundert Scheitholz aus den kurfürstlichen Wäldern des Vogtlands geflößt wurde. Es war ein System künstlich angelegter Gräben, die mit natürlichen Flussläufen oder Mühlgräben, verbunden und mit Wehren, Überläufen und Rechen versehen, den Holztransport ermöglichten. Der Kleine bzw. Leipziger Floßgraben zweigte bei dem Dorf Stöntzsch vom Großen Elsterfloßgraben ab, mündete hinter Pegau in die Elster, führte ab Wiederau über die begradigte Batschke an Zwenkau vorbei bis nach Gautzsch (Markkleeberg). Dieser Teil ist heute durch die Tagebaue von Profen, Zwenkau und Cospuden unterbrochen bzw. trockengelegt. Er war 1579 bereits fertiggestellt und mündete in die Dölitzer Mühlpleiße, wo sich zwischen Dölitz und Lößnig der Floßplatz („Die Flöße“) befand. Da diese Strecke durch die zahlreichen Mühlen oft an Wassermangel litt, begann 1608 der Bau eines neuen Floßgrabens, der direkt bis in die südliche Leipziger Vorstadt führte: Von ihm ist der Abschnitt erhalten, der als „Batschke“ in Markkleeberg-West östlich des Tagebaus beginnt, am Kees’schen Park und – parallel zum Equipagenweg – am Waldbad Lauer vorbei ins Connewitzer Holz fließt, von der „Weißen Brücke“ überquert wird und oberhalb der Hakenbrücke in die Pleiße mündet. Am Kopfwehr (in Höhe des späteren, heute nicht mehr existierenden Germania-Bades), wurde der Floßgraben vom 1287 angelegten Nonnenmühlgraben aufgenommen, führte am Brandvorwerk vorbei, und zweigte an der Spießbrücke ab. Als Holzanlandegraben lief er im Bogen über den Floßplatz, der 1611 als Holzstapel- und Verkaufsplatz freigegeben worden war. Die Flößerei wurde bis zur Eröffnung des neuen fiskalischen Holzplatzes am Kohlebahnhof in der Körnerstraße 1864 betrieben. 1867 wurde der Graben auf dem Floßplatz verfüllt, der Nonnenmühlgraben wurde ab 1951 auf seiner ganzen Länge überwölbt. (Denkmaltopographie Bundesrepublik Deutschland, Denkmale in Sachsen, Stadt Leipzig, Südliche Stadterweiterung, 1998) 10m westlich der Eisenbahnbrücke im Nordwesten von Pegau beginnt das erhaltene Stück des Floßgrabens als wasserloses Gerinne. Nach dem Bahnübergang führt er ostwärts zwischen Bahndamm und Gärtnerei weiter, unterquert in einem Gewölbe die Carsdorfer Straße und führt an der nördlichen Stadtgrenze von Pegau in Richtung Elstermühlgraben, wo er heute endet, ursprünglich verband der Kleine Flößgraben den Hauptfloßgraben westlich von Stöntzsch bis zur Weißen Elster nördlich von Pegau. Teilstück zwischen Elstermühlgraben und Weißer Elster heute nicht mehr vorhanden. | 09257111 |
| Direkt Bild zu diesem Denkmal hochladen | Elsterbrücke (Fußgängerbrücke über die Weiße Elster) | (Karte) | 1927                                                     | Eine kühn geschwungene, segmentbogige frühe Stahlbetonbrücke mit schmiedeeisernem Geländer. | 09258371 |
| Direkt Bild zu diesem Denkmal hochladen | Villa in Ecklage Wasserturmstraße, mit Einfriedung | Abt-Windolf-Straße 2 (Karte)                                                                                          | um 1925                                                  | Ein auch im Detail gut erhaltenes Beispiel eines Landhauses im Stil der 1920er Jahre, baugeschichtlich von Bedeutung, die Putzfassade mit Klinkerelementen. Zwei Geschosse, Walmdach, halbrunder Standerker, ein Klinkersockel und Gewände, originale Fenster mit Horizontalteilung, Haustür. | 09257436 |
| Direkt Bild zu diesem Denkmal hochladen | Sachgesamtheit Stadtgraben: ehemals Wallgraben vor der Stadtbefestigung, später Stadtpark mit Treppenanlage, Bassin, Steineinfassungen, Wegesystem und Grünflächen als Sachgesamtheitsteile sowie zwei Denkmalen als Einzeldenkmale: Gefallenendenkmal 1. Weltkrieg (siehe Einzeldenkmal 09257411) und Goethedenkmal (siehe Einzeldenkmal 09257412)                      | Am Schwanenteich (Karte)                                                                                              | um 1400 (Graben)                                         | Die seit dem späten 19. Jahrhundert Stadtpark »Große Anlage« ist geschichtlich, städtebaulich und gartenkünstlerisch von Bedeutung. Eine in dem ehemaligen Wallgraben auf der Nordseite der Altstadt eingefügte Grünanlage, 1871 wurde Parkanlage mit dem Schwanenteich angelegt, der Eingangsbereich an der Breitstraße in den 1920er Jahren mit Treppenanlage und Bassin in Kalkstein (?) umgestaltet. | 09257840 |
| Direkt Bild zu diesem Denkmal hochladen | Einzeldenkmal der Sachgesamtheit Stadtgraben: Gefallenendenkmal (Sachgesamtheit siehe Obj. 09257840) | Am Schwanenteich (Karte)                                                                                              | 1928                                                     | Eine Granitstele mit Inschriften und einem Adler als Bekrönung, als Teil der Grüngestaltung des ehemaligen Stadtgrabens, ortsgeschichtlich und zeitgeschichtlich von Bedeutung. Ein hoher, obeliskartiger Sockel auf einem mehrfach gestuften Unterbau, als Bekrönung ein sitzender Adler mit geöffneten Schwingen, an der Vorderseite die Inschrift: Vergiß die teuren Toten nicht, an den Seiten Tafeln mit den Namen der Gefallenen, 1928 eingeweiht. | 09257411 |
| Direkt Bild zu diesem Denkmal hochladen | Wasserwerk Pegau (Wasserwerk mit technischer Ausstattung, bauzeitlicher Stationärmotor und Brückenkran sowie Beamtenwohnhaus) | Am Wasserwerk (Karte)                                                                                                 | 1906–1907                                                | Ein Zeugnis der städtischen Wasserversorgung mit den Resten der technischen Ausstattung, versorgungsgeschichtlich und ortsgeschichtlich von Bedeutung. Das Wasserwerk ist eingeschossig, in vier Achsen, Lisenengliederung, Backstein verputzt, Rundbogenfenster, originale Tür, teils originale Fenster, stuckierter Giebel und Traufe. Ein Wohnhaus mit 1½ Geschossen, unregelmäßige Achsen, Backstein verputzt, traufseitig je ein Zwerghaus, originale Fenster und Fensterläden, stuckierter Giebel und Traufe, Innen: bauzeitlicher Stationärmotor, Brückenkran, Öffnungen zu den Pumpen, originale Türen innen. Ein weiteres Wohnhaus mit zwei Geschossen, Satteldach mit Dachgaube, ist ein verputzter Ziegelbau, die Fenster erneuert, ehemals mit Fensterläden. | 09257309 |
| Direkt Bild zu diesem Denkmal hochladen | Wohnhaus (zwei Hausteile) in halboffener Bebauung, in Ecklage Hellmuthsgasse | An der Schule 2 (Karte)                                                                                               | um 1820                                                  | Als älterer Teil einer historischen Straßenzeile mit Putzfassade, baugeschichtlich und städtebaulich von Bedeutung. Das Gebäude hat zwei Geschosse in nicht durchgezogenen Achsen, Sandsteingewände und ein Krüppelwalmdach. | 09257341 |
|                                         | Nieder- oder Untermühle (ehem.); Filzfabrik (später) (Fabrikantenvilla (mit zwei Hausnummern, Nr. 2/4) mit Einfriedung des Gartens sowie ehemaliges Mühlengebäude mit Turbinenhaus und Resten der technischen Ausstattung (ohne Anschrift) und Portal eines Fabrikgebäudes (Nr. 1), im hinteren Bereich des ausgedehnten Fabrikgeländes ein Schornstein (hinter Nr. 10)) | An der Untermühle 1; 2; 4; 10 (Karte)                                                                                 | um 1890                                                  | Als gut erhaltenes Beispiel einer historistischen Industrieanlage des 19. Jahrhunderts (ehemaliges Mühlengebäude), baugeschichtlich, technikgeschichtlich und ortsgeschichtlich von Bedeutung. Die Fabrikantenvilla hat zwei Geschosse, fünf Achsen und ein Satteldach zwischen hohen Giebeln, Dachhäuschen, ein Zwerchhaus mit Statue, Sandsteinsockel, dazu ein zweigeschossiger Anbau mit Bodenerker um 1910, seitlich ein Bleiglasfenster, rückwärtig ein Treppenhausanbau der 20er Jahre, mit Putzfassade. Das ehemalige Mühlengebäude ist ein verputzter Ziegelbau, ein frühes und im Detail gut erhaltenes Mühlengebäude mit drei Geschossen, gekuppelte Segmentbogenöffnungen, im Inneren Reste der technischen Ausstattung u. a. Transmission, Mühlenaufzug und zwei Walzenstühle, auf der Südseite über dem Profener Elstermühlgraben errichtetes, eingeschossiges Turbinenhaus. Das Fabrikportal ist ein gut erhaltenes Detail einer historischen Industrieanlage, ein Rundbogenportal mit konsolgestütztem Gesims und originaler Tür. Die Einfriedung mit zwei Sandsteintorpfeilern. Der Schornstein ist ein gelber Klinkerbau. | 09257747 |
| Direkt Bild zu diesem Denkmal hochladen | Wohnstallhaus eines Bauernhofes | Angerstraße 12 (Karte)                                                                                                | um 1780                                                  | In der alten Ortslage Carsdorf als Teil der historischen Dorfkernbebauung, in Fachwerkbauweise, baugeschichtlich von Bedeutung. Das Gebäude besitzt zwei Geschosse, Bruchsteinsockel, im Erdgeschoss Backstein, im Obergeschoss teils Fachwerk mit Lehmausfachung, dazu ein originaler Dachstuhl und Dachziegel. | 09257735 |
| Direkt Bild zu diesem Denkmal hochladen | Wohnhaus (Umgebinde) eines Bauernhofes | Angerstraße 14 (Karte)                                                                                                | um 1780                                                  | In der alten Ortslage Carsdorf, ein für die Region typisches Fachwerkhaus mit ehemaliger Umgebinde-Konstruktion, eines der letzten Häuser dieser Art in Pegau, baugeschichtlich von Bedeutung. Das Haus besitzt zwei Geschosse und ist giebelständig, die Giebelwand in Backstein erneuert, das Obergeschoss aus offenliegendem Fachwerk, Krüppelwalmdach, Speicherluke. | 09257740 |
| Direkt Bild zu diesem Denkmal hochladen | Wohnstallhaus eines Bauernhofes | Angerstraße 17 (Karte)                                                                                                | um 1780                                                  | In der alten Ortslage Carsdorf, ein Gebäude mit ortsbildprägendem Charakter, baugeschichtlich von Bedeutung. Das Gebäude besitzt zwei Geschosse, das Erdgeschoss massiv, im Obergeschoss offenliegendes Fachwerk mit Ziegel- und Lehmausfachung, Sandsteinsockel. | 09257744 |
| Weitere Bilder                          | Ziegelei Erbs (Ziegeleigebäude (mit gestrecktem Hoffmannschen Ringofen und Schornstein), Trockenschuppen, Pressenhaus, Werkstattgebäude, Gleisanlage und technische Ausstattung eines Ziegelei) | Audigaster Straße 15 (Karte)                                                                                          | 1908–1910                                                | Ein von 1911 bis zur Produktionseinstellung 1978 ein reiner Familienbetrieb, kaum moderne Technik, bewahrte daher Frühform industrieller Ziegelproduktion, ortsgeschichtlich, wirtschaftsgeschichtlich und technikgeschichtlich von Bedeutung. Julius Erbs gründete 1909 die Ziegelei und nahm den Betrieb 1911 auf. Aus dieser Zeit stammt der langgestreckte Hoffmannsche Ringofen in Ziegelmauerung mit den Kammern bzw. dem Gewölbe des Brennkanals und einem seitlich angebrachten Schornstein, einem erhaltenen Trockenschuppen, dem Pressenhaus mit Schlickeysenpresse mit automatischem Abschneider von 1908/10 sowie Eimerkettenbagger und Feldbahn zum Transport des gewonnenen Lehms. Der einzig erhaltene von ursprünglich drei Trockenschuppen ist mit Regalen zur Lufttrocknung der Ziegel in Holzbauweise und mit Satteldach errichtet. Das Pressenhaus ist in Ziegelmauerwerk, mit Holzverschalung an der Giebelseite und dem Obergeschoss in Fachwerkbauweise aufgeführt. Im Zweiten Weltkrieg galt der Betrieb als kriegsunwichtig und die Produktion wurde eingestellt. Die Trockenschuppen wurden als Garagen zweckentfremdet. Nach dem Krieg wurde bis zur Enteignung Mitte der 1970er Jahre mit der Technik Ende des 19. Jh. im Familienbetrieb produziert. Circa 30 Mitarbeiter stellten in den Sommermonaten ca. 85.000 Ziegel, insbesondere für Bauprojekte in Leipzig, her. U. a. wurde die Leipziger Oper nach dem Zweiten Weltkrieg mit Ziegeln des Betriebs wieder aufgebaut. 1980 wurde die Anlage unter Denkmalschutz gestellt und 1992/93 umfassend restauriert. Sie ist seit dem museale Anlage. Die Ziegelei ist die letzte, weitgehend im Original erhaltene Anlage von ehemals über zehn Anlagen im Raum Pegau. Die technische Ausstattung repräsentiert die typische frühindustrielle Bauform eines langgestreckten Hoffmannschen Ringofens von Ende des 19. Jahrhunderts bis ca. 1970. Die seitliche Anordnung des Schornsteins ist dabei eine technische Besonderheit. Daraus resultierend begründet sich ihr technik-, wirtschafts- und ortsgeschichtlicher Wert. (LfD/2013) Ziegelei Julius Erbs mit langgestrecktem Hoffmannsche Ringofen in Ziegelmauerung mit den Kammern bzw. Gewölbe des Brennkanals und einem seitlich angebrachten Schornstein, einem erhaltenen Trockenschuppen in Holzbauweise, Pressenhaus mit Schlickeysenpresse, mit automatischem Abschneider von 1908/10 sowie Eimerkettenbagger und Feldbahn zum Transport des gewonnenen Lehms. | 09302347 |
| Direkt Bild zu diesem Denkmal hochladen | Gartenpavillon | Auenstraße 12 (neben) (Karte)                                                                                         | um 1890                                                  | Ein seltenes Beispiel eines Gartenhauses des 19. Jahrhunderts, in Fachwerkbauweise, baugeschichtlich von Bedeutung. Das Fachwerkgebäude steht auf einem oktogonalen Grundriss, besitzt ein knaggengestütztes Zeltdach, Traufverbretterung und Sprossenfenster. | 09257555 |
| Direkt Bild zu diesem Denkmal hochladen | Villa mit Einfriedung | Bahnhofstraße 10 (Karte)                                                                                              | um 1870                                                  | Eine gut erhaltene klassizistisch-gründerzeitliche Villa mit interessanten späteren Details, Putzfassade, eine jüngere Einfriedung im Art-Déco-Stil, baugeschichtlich von Bedeutung. Eine zweigeschossige, klassizistische Villa mit Mittelrisalit mit Dreiecksgiebel, Rundbogenfenster im Obergeschoss, rückwärtig befindet sich ein Treppenhausanbau aus den Jahren um 1910 mit originaler Eingangstür, die Einfriedung im expressionistischen Stil um 1925. | 09257425 |
| Weitere Bilder                          | Postamt (Postgebäude in offener Bebauung, mit Anbau, Garagen und Einfriedung) | Bahnhofstraße 24 (Karte)                                                                                              | um 1930                                                  | Ein mit allen Bestandteilen erhaltenes Postgebäude im expressionistischen Stil und im Heimatstil, Putzfassade mit Verbretterung des obersten Geschosses, baugeschichtlich, straßenbildprägend und ortsgeschichtlich von Bedeutung. Das Gebäude besitzt drei Geschosse, vier Achsen, ein Zeltdach mit Dachhäuschen, die Verbretterung im zweiten Obergeschoss ist original, ein Vordach auf Holzpfeilern über einer Freitreppe, Tür, Fenster, eingeschossiger Anbau, Kraftfahrzeugschuppen, Einfriedung. | 09257434 |
| Direkt Bild zu diesem Denkmal hochladen | Mietshaus in geschlossener Bebauung | Bahnhofstraße 35 (Karte)                                                                                              | um 1900                                                  | Als Teil einer geschlossenen Zeile der gründerzeitlichen Stadterweiterung, mit Klinker-Putzfassade, baugeschichtlich und städtebaulich von Bedeutung. Das Gebäude besitzt drei Geschosse, sieben Achsen, ein übergiebelter Seitenrisalit, gelbe Klinker mit Stuckgliederung. | 09257432 |
| Direkt Bild zu diesem Denkmal hochladen | Mietshaus in geschlossener Bebauung | Bahnhofstraße 37 (Karte)                                                                                              | um 1900                                                  | Als Teil einer geschlossenen Zeile der gründerzeitlichen Stadterweiterung mit Klinker-Putzfassade, baugeschichtlich und städtebaulich von Bedeutung. Das Gebäude hat drei Geschosse, sieben Achsen, ein übergiebelter Seitenrisalit, rote Klinker mit Stuckgliederung, die Haustür ist original. Treppenhaus. | 09257431 |
| Direkt Bild zu diesem Denkmal hochladen | Mietshaus in geschlossener Bebauung | Bahnhofstraße 39 (Karte)                                                                                              | um 1905                                                  | Als Teil einer geschlossenen Zeile der gründerzeitlichen Stadterweiterung mit Anklängen an den Jugendstil, eine Putzfassade mit Klinkerelementen, baugeschichtlich und städtebaulich von Bedeutung. Das Gebäude mit Tordurchfahrt hat drei Geschosse, sieben Achsen, ein seitliches Zwerghaus und besteht aus roten Klinker mit Jugendstilstuckgliederung, die Tür ist original erhalten. | 09257430 |
| Direkt Bild zu diesem Denkmal hochladen | Mietshaus in geschlossener Bebauung | Bahnhofstraße 41 (Karte)                                                                                              | bez. 1903                                                | Als Teil einer geschlossenen Straßenzeile der gründerzeitlichen Stadterweiterung, Klinkerfassade, baugeschichtlich und städtebaulich von Bedeutung. Das Gebäude hat drei Geschosse, sieben Achsen, ein übergiebelter Seitenrisalit und ist aus roten und gelben Klinkern mit Stuckgliederung errichtet. | 09257429 |
| Direkt Bild zu diesem Denkmal hochladen | Mietshaus in halboffener Bebauung in Ecklage Bahnhofsvorplatz | Bahnhofstraße 43 (Karte)                                                                                              | bez. 1903                                                | Als Teil einer geschlossenen Straßenzeile der gründerzeitlichen Stadterweiterung, Klinkerfassade, baugeschichtlich und stadtentwicklungsgeschichtlich von Bedeutung, in ortsbildprägender Lage gegenüber dem Bahnhof der Stadt. Das Gebäude verkörpert einen baugeschichtlichen und stadtentwicklungsgeschichtlichen Aussagewert. In der Folge des Eisenbahnanschlusses 1873 kam es in der einstigen Ackerbürgerstadt Pegau zur Gründung kleinerer Industriebetriebe und zu städtebaulichen Erweiterungen über den Altstadtkern hinaus. Von dieser Entwicklungsphase zeugt insbesondere die Bahnhofsvorstadt. Sie zeigt die typischen Merkmale eines Stadterweiterungsgebietes der Zeit um 1900: ein planmäßiger Grundriss und geschlossene Mietshausbebauung in Kombination mit villenartigen Anwesen. Das Mietshaus Bahnhofstraße 43 gehört zu den besonders wichtigen Bauten in der Bahnhofsvorstadt, die die angesprochene Entwicklung dokumentieren. Bei dem 1903 errichteten Eckgebäude handelt es sich um einen für kleinstädtische Verhältnisse sehr anspruchsvollen Bau, der den zeitgleichen Mietshäusern in Leipzig oder anderen Großstädten nicht nachsteht. Es zeigt somit, wie sich damals Bauherren und Bauausführende des Kleinstadtmilieus bei ihren Bauvorhaben am großstädtischen Baugeschehen orientierten. Die aufwändige architektonische Gestaltung des Gebäudes entspricht zudem seiner Stellung im städtebaulichen Gefüge. Der Bau bildet den Auftakt der südlichen Mietshauszeile an der Bahnhofstraße und bietet für den Reisenden, der vom Bahnhof in die Stadt geht, einen ersten wirkungsvollen Blickpunkt. Zu den aufgezeigten stadtentwicklungsgeschichtlichen Aspekten, die den Denkmalwert des in Rede stehenden Mietshauses begründen, tritt der baugeschichtliche Zeugniswert. Aufgrund seiner Ausprägung und Gestaltung ist das Gebäude geeignet, die allgemeine Entwicklung des für die Zeit um 1900 charakteristischen Mietshausbaues aufzuzeigen. (LfD/2011) Drei Geschosse, 7:1:5 Achsen, übergiebelte Seitenrisalite, Eckrisalit mit dreifachem Giebel, gelbe und rote Klinker mit Stuckgliederung, original: Haustür, Treppenhaus, Wohnungstüren, Ätzglasfenster im Treppenhaus. | 09257428 |
| Direkt Bild zu diesem Denkmal hochladen | Mietshaus in halboffener Bebauung in Ecklage | Bismarckstraße 22 (Karte)                                                                                             | bez. 1905                                                | Ein dominanter Eckbau mit Laden als Teil der gründerzeitlichen Stadterweiterung mit Klinker-Putzfassade, baugeschichtlich und städtebaulich von Bedeutung. Das Gebäude hat drei Geschosse, 7:6 Achsen, einen übergiebelten Eckrisalit, die Klinkerfassade mit Stuckgliederung. | 09257422 |
| Direkt Bild zu diesem Denkmal hochladen | Wohnhaus in geschlossener Bebauung, in Ecklage Kirchplatz | Breitstraße 1 (Karte)                                                                                                 | um 1830                                                  | Als Teil der historischen Platzrandbebauung in markanter Ecklage mit vorgründerzeitlicher Putzfassade, baugeschichtlich und heimatgeschichtlich von Bedeutung. Das Gebäude hat drei Geschosse, 5:4 Achsen, Sandsteintür- und Fenstergewände, eine originale Haustür mit Oberlicht, sowie mit Laden. | 09257482 |
| Direkt Bild zu diesem Denkmal hochladen | Wohnhaus in geschlossener Bebauung | Breitstraße 2 (Karte)                                                                                                 | bez. 1811                                                | Als Teil der historischen Straßenzeile mit schlichter Putzfassade und Laden, eine schöne klassizistische Haustür, baugeschichtlich und heimatgeschichtlich von Bedeutung. Das Gebäude hat zwei Geschosse, sechs Achsen, einen späteren Ladeneinbau, originale Sandsteingewände, eine zweiflügelige Haustür, diese datiert im Keilstein mit 1811. | 09257395 |
| Direkt Bild zu diesem Denkmal hochladen | Mietshaus in geschlossener Bebauung | Breitstraße 5 (Karte)                                                                                                 | um 1890                                                  | Ein aufwendig gestalteter Gründerzeitbau mit Laden, die Putzfassade mit straßenbildprägendem Erker, baugeschichtlich und städtebaulich von Bedeutung. Das Gebäude hat drei Geschosse, sechs Achsen, einen zweiseitigen, zweigeschossigen Erker mit Haubendach, Stuckgliederung, ein verkröpftes Traufgesims, eine originale zweiflügelige Haustür, Treppenhaus. | 09257483 |
| Direkt Bild zu diesem Denkmal hochladen | Wohnhaus in geschlossener Bebauung sowie Hinterhaus an der Straße Vorwerk | Breitstraße 10 (Karte)                                                                                                | um 1800                                                  | Das Haupthaus ist ein markanter Eckbau am Beginn einer platzartigen Straßenerweiterung mit einer einfachen Putzfassade, das Hinterhaus ein Teil der historischen Ortskernbebauung, baugeschichtlich und heimatgeschichtlich von Bedeutung. Das Gebäude besitzt zwei Geschosse, drei Achsen, Eingang an der Giebelseite, originaler, sehr steiler Dachstuhl, ein hölzerner Traufkasten, das Hinterhaus an der Straße Vorwerk mit Tordurchfahrt, zwei Geschosse, vier Achsen, das Erdgeschoss verändert, Sandsteingewände, alte Sprossenfenster. | 09257396 |
| Direkt Bild zu diesem Denkmal hochladen | Wohnhaus in geschlossener Bebauung und Nebengebäude im Hof | Breitstraße 11 (Karte)                                                                                                | um 1800                                                  | Als Teil der historischen Stadtkernbebauung von geschichtlicher Bedeutung mit einfacher klassizistischer Putzfassade, baugeschichtlich und heimatgeschichtlich von Bedeutung. Ein Gebäude mit Tordurchfahrt, zwei Geschossen, im Obergeschoss sieben originale Fensterlaibungen, ein alter Dachstuhl, das Nebengebäude mit Fachwerkgiebel, Satteldach, einseitig abgewalmt, wohl ehemals als Stall genutzt. | 09257308 |
| Direkt Bild zu diesem Denkmal hochladen | Wohnhaus in geschlossener Bebauung | Breitstraße 12 (Karte)                                                                                                | um 1820                                                  | Ein Teil der historischen Zeilenbebauung mit schlichter Putzfassade, Korbbogenportal, baugeschichtlich und heimatgeschichtlich von Bedeutung. Ein Gebäude mit zwei Geschossen in nicht durchgezogenen Achsen und mit alter Haustür. | 09257397 |
| Direkt Bild zu diesem Denkmal hochladen | Mietshaus in geschlossener Bebauung | Breitstraße 15 (Karte)                                                                                                | um 1890                                                  | Ein anschauliches Beispiel gründerzeitlicher Bebauung mit Klinkerfassade, baugeschichtlich und städtebaulich von Bedeutung. Das Gebäude hat drei Geschosse, vier Achsen, eine gelbe Klinkerfassade mit Segmentbogenfenstern, der Ladeneinbau stammt aus den 20er Jahren. | 09257310 |
| Direkt Bild zu diesem Denkmal hochladen | Wohnhaus in geschlossener Bebauung | Breitstraße 16 (Karte)                                                                                                | 1. Hälfte 19. Jh.                                        | Als Teil einer geschlossenen historischen Zeilenbebauung mit einer ausgewogen gegliederten Putzfassade, baugeschichtlich und heimatgeschichtlich von Bedeutung. Das Gebäude hat drei Geschosse, vier Achsen und besteht aus Backstein mit Putzfassade, eine hohe Giebelwand in Fachwerk. | 09257398 |
| Direkt Bild zu diesem Denkmal hochladen | Wohnhaus in halboffener Bebauung, in Ecklage Vorwerkstraße | Breitstraße 18 (Karte)                                                                                                | um 1810, später überformt                                | Als Teil der geschlossenen Zeilenbebauung mit interessanten Details, eine gründerzeitlich-klassizistische Putzfassade, baugeschichtlich und heimatgeschichtlich von Bedeutung. Das Gebäude hat zwei Geschosse, vier Achsen, einen Sandsteinsockel und Eckquader, im Obergeschoss eine spätklassizistische Putzgliederung, aus dieser Zeit stammt auch der seitliche Eingang mit zweiflügeliger Tür. | 09257399 |
| Direkt Bild zu diesem Denkmal hochladen | Wohnhaus in geschlossener Bebauung und Hintergebäude (mit Oberlaube) im Hof | Breitstraße 19 (Karte)                                                                                                | bez. 1820                                                | Das Vorderhaus ist Teil der historischen Straßenzeile, Putzfassade mit schönem Tor, das Hintergebäude in Fachwerk mit seltener Oberlaube, baugeschichtlich und heimatgeschichtlich von Bedeutung. Das Gebäude mit Tordurchfahrt hat zwei Geschosse, sechs Achsen und besitzt originale Fenstergewände, im Erdgeschoss befinden sich Rundbogenfenster, die Tordurchfahrt ist segmentbogig mit einer vierteiligen klassizistischen Tür. | 09257311 |
| Direkt Bild zu diesem Denkmal hochladen | Wohnhaus in halboffener Bebauung in Ecklage Vorwerkstraße, mit Anbau im Hof | Breitstraße 20 (Karte)                                                                                                | um 1850                                                  | Als Teil der geschlossenen Straßenzeile, klassizistische Putzfassade, mit älterem, gut erhaltenem Fachwerkanbau, baugeschichtlich und heimatgeschichtlich von Bedeutung. Das Gebäude hat zwei Geschosse, vier Achsen, einen späteren Ladeneinbau, Putzfassade, rückwärtig befindet sich ein Fachwerkanbau aus der Zeit um 1800 mit originaler Dacheindeckung und Fensterverglasung, der Denkmalwert des Objektes liegt hauptsächlich in diesem Anbau. | 09257400 |
| Direkt Bild zu diesem Denkmal hochladen | Wohnhaus in geschlossener Bebauung | Breitstraße 21 (Karte)                                                                                                | bez. 1787                                                | Als Bestandteil einer geschlossenen Zeilenbebauung mit einer einfachen Putzfassade, Segmentbogenportal, baugeschichtlich und heimatgeschichtlich von Bedeutung. | 09257312 |
| Direkt Bild zu diesem Denkmal hochladen | Wohnhaus in geschlossener Bebauung | Breitstraße 22 (Karte)                                                                                                | um 1870                                                  | Als Teil der geschlossenen Zeilenbebauung mit einer gründerzeitlichen Putzfassade noch von klassizistischer Wirkung, baugeschichtlich und städtebaulich von Bedeutung. Das Gebäude hat zwei Geschosse, vier Achsen, Putzgliederung, Sandsteinsohlbänke, eine originale zweiflügelige Haustür. | 09257401 |
| Direkt Bild zu diesem Denkmal hochladen | Wohnhaus in geschlossener Bebauung | Breitstraße 23 (Karte)                                                                                                | um 1840                                                  | Als Bestandteil einer geschlossenen Straßenzeile mit schlichter Putzfassade, baugeschichtlich und städtebaulich von Bedeutung verfügt das Gebäude über zwei Geschosse in nicht durchgezogenen Achsen und einen originalen Dachstuhl. | 09257313 |
| Direkt Bild zu diesem Denkmal hochladen | Wohnhaus in geschlossener Bebauung | Breitstraße 24 (Karte)                                                                                                | um 1800                                                  | Als Teil der historischen Straßenzeile mit schlichte Putzfassade, ein stattlicher Bau mit steilem Satteldach, baugeschichtlich und städtebaulich von Bedeutung in zwei Geschossen und sechs Achsen. | 09257402 |
| Direkt Bild zu diesem Denkmal hochladen | Wohnhaus in geschlossener Bebauung | Breitstraße 26 (Karte)                                                                                                | um 1800                                                  | Als Teil der historischen Straßenzeile mit einfacher Putzfassade und ehemaligem Rundbogenportal mit Tordurchfahrt, ein stattlicher Bau mit steilem Satteldach, baugeschichtlich und städtebaulich von Bedeutung. Das Gebäude hat zwei Geschosse in nicht durchgezogenen Achsen, ein ehemaliger Eingang mit Rundbogen zu einem Fenster vermauert. | 09257403 |
| Direkt Bild zu diesem Denkmal hochladen | Wohnhaus in geschlossener Bebauung | Breitstraße 28 (Karte)                                                                                                | um 1800                                                  | Als Teil der historischen Zeilenbebauung mit einer schlichten Putzfassade, Rundbogenportal, steiles Satteldach, baugeschichtlich und städtebaulich von Bedeutung. Das Gebäude hat zwei Geschosse, fünf Achsen, einen Sandsteinsockel und -stufen, der Eingang mit Rundbogen. | 09257404 |
| Direkt Bild zu diesem Denkmal hochladen | Wohnhaus in geschlossener Bebauung | Breitstraße 30 (Karte)                                                                                                | um 1800                                                  | Als Teil der historischen Straßenzeile, mit Putzfassade, Korbbogenportal und Tür der 1920er Jahre, mit Laden, baugeschichtlich und städtebaulich von Bedeutung hat das Gebäude zwei Geschosse. | 09257405 |
| Direkt Bild zu diesem Denkmal hochladen | Wohnhaus in geschlossener Bebauung, in Ecklage Neugasse, dort ein Anbau (mit Tordurchfahrt) | Breitstraße 33 (Karte)                                                                                                | um 1820                                                  | Ein markanter Baukörper von ortsbildprägendem Charakter mit Putzfassade, Mansarddach, Segmentbogenportal, baugeschichtlich und städtebaulich von Bedeutung. Das Gebäude mit Laden, zwei Geschossen, neun Achsen, Mansarddach mit Kopfwalm, Sandsteinlaibungen, hat eine originale Haustür mit Segmentbogen, der Anbau mit Tor zur Neugasse in verputztem Fachwerk. | 09257844 |
| Direkt Bild zu diesem Denkmal hochladen | Wohnhaus in geschlossener Bebauung (Fachwerknebengebäude zur Roßgasse vor 2008 abgebrochen) | Breitstraße 45 (Karte)                                                                                                | um 1860                                                  | Als Teil einer geschlossenen historischen Häuserzeile mit originalen Details, eine frühhistoristische Putzfassade mit Natursteinelementen, schöne Hauseingangstür, baugeschichtlich und städtebaulich von Bedeutung. Das Gebäude hat zwei Geschosse, sieben Achsen, Mitteleingang, neogotische Fassadengestaltung, die zweiflügelige Haustür ist original, Fensterläden im Erdgeschoss, Sandsteinsockel, Fenster- und Türgewände, Stockgesims. | 09257471 |
|                                         | Mietshaus in geschlossener Bebauung | Breitstraße 49 (Karte)                                                                                                | um 1905                                                  | Ein interessantes gründerzeitliches Gebäude mit Laden, Jugendstilelementen und originalen Details, die Putzfassade mit Klinkerelementen und Fachwerkerker, baugeschichtlich und städtebaulich von Bedeutung. Das Gebäude hat drei Geschosse, fünf Achsen und ist ein asymmetrischer Erkervorbau mit Turmaufsatz, mit Wappenfeld über der Tür, eine zweiflügelige Haustür mit Klinke ist original, Treppenhaus. | 09257472 |
| Direkt Bild zu diesem Denkmal hochladen | Mietshaus in geschlossener Bebauung | Breitstraße 50 (Karte)                                                                                                | bez. 1906                                                | Ein gut erhaltenes Beispiel späthistoristischer Bauweise im kleinstädtischen Bereich mit Putz-Klinkerfassade, baugeschichtlich und städtebaulich von Bedeutung, als ehemalige Pegauer Baby-Schuhfabrik Richard Härter & Sohn von ortsgeschichtlichem Interesse. Das Gebäude mit Tordurchfahrt hat drei Geschosse, fünf Achsen, einen übergiebelten Seitenrisalit, die Klinkerfassade mit Stuckgliederung, ein originales Tor mit Klinke, Fenster, Treppenhaus, Wohnungstüren, Inschrift: Erbaut mit Gott 1906. | 09257407 |
| Weitere Bilder                          | Einzeldenkmale der Sachgesamtheit Friedhofskirche St. Johannis: Kirche, Leichenhalle und einige Grabmale (siehe auch Sachgesamtheit 09300524) | Carsdorfer Straße (Karte)                                                                                             | 1676                                                     | Ein stadtgeschichtlich bedeutendes Ensemble mit historischen Grabmalen und barocker Kirche, die Kirche mit Fachwerkchor, Leichenhalle, Grabmale und Fragmente des 18.–20. Jahrhunderts. | 09257839 |
| Direkt Bild zu diesem Denkmal hochladen | Sachgesamtheit Friedhofskirche St. Johannis, mit folgenden Einzeldenkmalen: Kirche, Leichenhalle und Grabmale (siehe Obj. 09257839) sowie Einfriedung des Friedhofs als Sachgesamtheitsteil | Carsdorfer Straße (Karte)                                                                                             | 1676 (Kirche)                                            | von ortshistorischer Bedeutung | 09300524 |
| Direkt Bild zu diesem Denkmal hochladen | Einzeldenkmal der Sachgesamtheit Stadtgraben: Goethedenkmal: Denkmalsockel (Sachgesamtheit siehe Obj. 09257840) | Ernst-Reinsdorf-Straße (Karte)                                                                                        | um 1890                                                  | Von dem Goethedenkmal ist nur der Sockel mit der Inschrift „Goethe“ erhalten, Basaltlava und Rosengranit, geschichtlich von Bedeutung. | 09257412 |
|                                         | Feuerwache Pegau (Feuerwache (mit Schlauchturm), Inschrifttafel) | Ernst-Reinsdorf-Straße 1 (Karte)                                                                                      | um 1890                                                  | Ein seltenes Beispiel einer Feuerwache des 19. Jahrhunderts, Putzbau mit Backsteingliederung, ortsgeschichtlich, baugeschichtlich und städtebaulich von Bedeutung. Das Gebäude hat zwei Geschosse, große Segmentbogentore und -fenster, Backsteingliederung, ein viergeschossiger Schlauchturm auf quadratischem Grundriss, das oberste Geschoss verbrettert. | 09257748 |
| Direkt Bild zu diesem Denkmal hochladen | Neue Schule (ehem.); Frédéric Joliot-Curie-Schule (Schulgebäude) | Ernst-Reinsdorf-Straße 3 (Karte)                                                                                      | 1903–1904, bez. 1903                                     | Ein repräsentatives Jugendstilgebäude mit außerordentlich qualitätvollen Ausstattungsdetails, baugeschichtlich und ortsgeschichtlich von Bedeutung. das Gebäude hat drei Geschosse, einen geschweiften Seitengiebel, einen Treppenhausrisalit mit versetzten Geschossebenen, die Putzfassade mit Stuckgliederung, Natursteinsockel, Inschrift:„Leb um zu Lernen, Lern um zu Leben“, die Eingangstür mit Klinke ist original, Windfang mit Tür, Treppenhaus, Innentüren. | 09257755 |
| Weitere Bilder                          | Obermühle (Mühlenanlage an der Kleinen Elster (Profener Elstermühlgraben), bestehend aus Wohnhaus (Anschrift: Flur am Stadtbad 2) mit Stallgebäude und zwei Schuppen, weiterhin Nebengebäude (Anschrift: Eulauer Straße 5/7), Mühlengebäude und frei stehendem Schornstein, Hofpflasterung)                                                                              | Eulauer Straße 5; 7 (Karte)                                                                                           | bez. 1804                                                | Das Wohnhaus ein Putzbau mit Mansarddach, das Stallgebäude ein Klinkerbau, das Nebengebäude in Fachwerkbauweise, das Mühlengebäude ein verputzter Massivbau, zusammen ein bedeutendes Denkmal der Frühindustrialisierung mit allen wichtigen Nebengebäuden, Kontinuität des Standortes: von der Wasser- zur Dampfkraft, ortsgeschichtlich und technikgeschichtlich von Bedeutung. Das Mühlengebäude hat vier Geschosse, neun Achsen, Sandsteinsockel, barocke Kartusche mit späterer Jahreszahl 1864, zwei Holzwellen für Mühlräder, Backsteinanbauten aus dem Ende des 19. Jh., hohe, achtseitige, konisch zulaufende Esse, Fachwerkgebäude, zwei Geschosse, elf Achsen, um 1800 mit späterem Backsteinanbau, teils originale Fenster. Das Wohnhaus hat zwei Geschosse, 7:4 Achsen, Mansardwalmdach, Sandsteinsockel und -gewände, originale zweiflügelige Haustür mit Oberlicht, Klinke, Segmentbogen mit Keilstein: F.W.H. 1805, der langgestreckte Backsteinstall mit originalen Segmentbogenöffnungen, besitzt teils Sandsteingewände, dazu ein Fachwerkschuppen, Backsteinremise, Backsteintorpfeiler mit Radabweisern. | 09257474 |
| Weitere Bilder                          | Mühlenanlage an der Kleinen Elster (Profener Elstermühlgraben), bestehend aus Wohnhaus (Anschrift: Flur am Stadtbad 2) mit Stallgebäude und zwei Schuppen, weiterhin Nebengebäude (Anschrift: Eulauer Straße 5/7), Mühlengebäude und frei stehendem Schornstein, Hofpflasterung                                                                                          | Flur am Stadtbad 2 (Karte)                                                                                            | bez. 1804                                                | Das Wohnhaus ist ein Putzbau mit Mansarddach, das Stallgebäude ein Klinkerbau, die Nebengebäude in Fachwerkbauweise, das Mühlengebäude ein verputzter Massivbau, zusammen ein bedeutendes Denkmal der Frühindustrialisierung mit allen wichtigen Nebengebäuden, die Kontinuität des Standortes: von der Wasser- zur Dampfkraft, ortsgeschichtlich und technikgeschichtlich von Bedeutung. Das Mühlengebäude hat vier Geschosse, neun Achsen, Sandsteinsockel, barocke Kartusche mit späterer Jahreszahl 1864, zwei Holzwellen für Mühlräder, Backsteinanbauten aus dem Ende des 19. Jh., hohe, achtseitige, konisch zulaufende Esse, Fachwerkgebäude, zwei Geschosse, elf Achsen, um 1800 mit späterem Backsteinanbau, teils originale Fenster. Das Wohnhaus hat zwei Geschosse, 7:4 Achsen, Mansardwalmdach, Sandsteinsockel und -gewände, originale zweiflügelige Haustür mit Oberlicht, Klinke, Segmentbogen mit Keilstein: F.W.H. 1805, der langgestreckte Backsteinstall mit originalen Segmentbogenöffnungen, besitzt teils Sandsteingewände, dazu ein Fachwerkschuppen, Backsteinremise, Backsteintorpfeiler mit Radabweisern. | 09257474 |
| Direkt Bild zu diesem Denkmal hochladen | Wohnhaus in ehemals geschlossener Bebauung | Frankeplatz 3 (Karte)                                                                                                 | um 1820                                                  | Ein Teil der historischen Platzrandbebauung mit einfacher Putzfassade und Mansarddach, baugeschichtlich und städtebaulich von Bedeutung. Das Gebäude hat zwei Geschosse, drei Achsen, Fachwerk verputzt, Jugendstiltür, Mansarddach. | 09257416 |
| Direkt Bild zu diesem Denkmal hochladen | Wohnhaus in ehemals geschlossener Bebauung | Frankeplatz 6 (Karte)                                                                                                 | um 1810                                                  | Ein Teil der historischen Platzrandbebauung mit einfacher Putzfassade, baugeschichtlich und städtebaulich von Bedeutung. Das Gebäude hat zwei Geschosse, drei Achsen, Sandsteingewände, Tür rechts. | 09257417 |
| Direkt Bild zu diesem Denkmal hochladen | Hintergebäude | Frankeplatz 9 (Karte)                                                                                                 | um 1810                                                  | Ein platzbildprägender Putzbau mit Fachwerkgiebel im historischen Ortskern, baugeschichtlich von Bedeutung mit einem Geschoss, Blockrahmenfenster im Giebel, Fachwerkgiebel. | 09257476 |
| Direkt Bild zu diesem Denkmal hochladen | Wohnhaus in geschlossener Bebauung | Frankeplatz 13 (Karte)                                                                                                | um 1830                                                  | Als Bestandteil der kleinteiligen historischen Bebauung des Frankeplatzes, eine einfache Putzfassade, baugeschichtlich und städtebaulich von Bedeutung hat das Gebäude zwei Geschosse, drei Achsen, das Erdgeschoss verändert, ein hohes Dach mit drei Fledermausgauben. | 09257536 |
| Direkt Bild zu diesem Denkmal hochladen | Wohnhaus in geschlossener Bebauung | Frankeplatz 14 (Karte)                                                                                                | um 1810                                                  | Ein ortstypisches Bauwerk mit einfacher Putzfassade und Korbbogenportal, baugeschichtlich und städtebaulich von Bedeutung. Das Gebäude besitzt zwei Geschosse in nicht durchgehenden Achsen, Sandsteintürgewände mit Segmentbogen, eine zweiflügelige klassizistische Haustür mit Jugendstilklinke, ein ehemaliger Schuppenanbau zur Garage ausgebaut, Sandsteinfensterbänke. | 09257537 |
| Direkt Bild zu diesem Denkmal hochladen | Mietshaus in halboffener Bebauung, in Ecklage Helbigstraße | Frankeplatz 15 (Karte)                                                                                                | um 1910                                                  | Ein stadtbildprägender Bau mit strenger Jugendstilfassade, baugeschichtlich und städtebaulich von Bedeutung. Das Gebäude hat zwei Geschosse, ein ausgebautes Mansarddach, übergiebelte Zwerghäuser, Jugendstilornamentik, Fenster, Türen sowie Innenausbau neu. | 09257832 |
| Direkt Bild zu diesem Denkmal hochladen | Mietshaus in halboffener Bebauung, in Ecklage Zeitzer Straße | Friedensstraße 2 (Karte)                                                                                              | um 1880                                                  | Ein dominanter Eckbau der gründerzeitlichen Stadterweiterung mit aufwändiger Putzfassade, baugeschichtlich und städtebaulich von Bedeutung. Das Gebäude hat zwei Geschosse, 5:1:5 Achsen, dreigeschossiger Eckrisalit, die Klinker- und Putzfassade mit Stuckgliederung. | 09257421 |
| Direkt Bild zu diesem Denkmal hochladen | Mietshaus in halboffener Bebauung, in Ecklage Bahnhofstraße | Friedensstraße 18 (Karte)                                                                                             | um 1900                                                  | Als Teil einer geschlossenen Straßenzeile der gründerzeitlichen Stadterweiterung mit Klinker-Putzfassade, baugeschichtlich und städtebaulich von Bedeutung. Das Gebäude mit Laden besitzt drei Geschosse, 4:1:3 Achsen, übergiebelte Seitenrisalite, gelbe Klinker mit Stuckgliederung, die Eckachsen sind verändert. | 09257433 |
| Direkt Bild zu diesem Denkmal hochladen | Gartenhaus | Friedrichshöhe 2 (neben) (Karte)                                                                                      | um 1890                                                  | Ein bis ins Detail erhaltenes hölzernes Gartenhaus mit Schwebegiebel und überkragendem Satteldach der Jahrhundertwende, Holzkonstruktion, originaler Verglasung mit Ätzglasfenster, künstlerisch-handwerklich von Bedeutung. | 09257473 |
| Weitere Bilder                          | Wasserturm | Georg-Heydemann-Platz (Karte)                                                                                         | bez. 1906                                                | Ein Klinkerbau mit Haubendach, wichtiges Bauwerk der Stadtversorgung mit stadtbildprägendem Charakter. Der 45 Meter hohe, runde Wasserturm wurde 1906 im Zuge der Errichtung eines städtischen Wasserversorgungsnetzes nach Plänen des Leipziger Baurats Otto Enke gebaut. Markant hebt sich der von einem von Konsolen getragenen Mansarddach bekrönte Eingang vom ansonsten schmucklosen, aus gelben Klinkern gemauerten Turmschaft ab. Die Sockelzone ist verputzt. Eine Reihe Schlitzfenster am oberen Ende des Turmschaftes verleiht dem Wasserturm den wehrhaften Eindruck eines Burgturmes. Darüber kragt das Behältergeschoss auf einer Vielzahl Klinkerkonsolen aus und wird von einem Zeltdach mit Entlüftungshaube abgeschlossen. Der stählerne Wasserbehälter (Hängebodenbehälter), der bis heute zur Wasserspeicherung dient und einen konstanten Wasserdruck gewährleistet, fasst 350 m³ Wasser. Der Turm legt Zeugnis von den Anfängen der kommunalen Wasserversorgung um 1900 ab und ist daher von technikgeschichtlichem Wert. Darüber hinaus kommt ihm eine stadtbildprägende Bedeutung zu. (LfD/2017) Ein runder, konisch zulaufender Schaft, überkragender Wasserbehälter auf Konsolen, gelbe Klinker, verputzter Portalvorbau, achtseitiges Haubendach mit Laterne. | 09257437 |
| Direkt Bild zu diesem Denkmal hochladen | Wohnhaus (zwei Hausteile) in geschlossener Bebauung, in Ecklage Mühlgasse | Gerbergasse 2 (Karte)                                                                                                 | um 1820                                                  | Ein Gebäude von ortsbildprägendem Charakter mit schlichter Putzfassade, Segmentbogenportal, baugeschichtlich und städtebaulich von Bedeutung. Das Gebäude hat zwei Geschosse, sechs Achsen, und originale Sandsteinfensterlaibungen. | 09257322 |
| Direkt Bild zu diesem Denkmal hochladen | Stallgebäude auf dem Grundstück | Grünes Tal 3 (Karte)                                                                                                  | um 1830                                                  | Eines der letzten Beispiele landwirtschaftlicher Nutzbauten im Ortskern, zum Teil Fachwerk, ortsentwicklungsgeschichtlich von Bedeutung. Das Stallgebäude hat zwei Geschosse, das Sockelgeschoss massiv, im Obergeschoss offenliegendes Fachwerk. | 09257682 |
|                                         | Wohnhaus in offener Bebauung, in Ecklage Mariengasse, mit rückwärtigem Anbau | Helbigstraße 1 (Karte)                                                                                                | 1562, später überformt                                   | Ein ortsgeschichtlich bedeutendes Bauwerk unmittelbar hinter dem Rathaus mit einfacher Putzfassade, baugeschichtlich und städtebaulich von Bedeutung. Das Gebäude hat zwei Geschosse, vier Achsen, Sandsteineckquaderung, Fachwerkgiebel, dazu ein eingeschossiger Anbau mit Satteldach, die Sandsteingewände mit originalen Gittern, diente als Gefängnis. | 09257822 |
| Direkt Bild zu diesem Denkmal hochladen | Wohnhaus in geschlossener Bebauung | Helbigstraße 2 (Karte)                                                                                                | um 1750                                                  | Ein wichtiger Bestandteil der historischen Ortskernbebauung, Putzfassade, baugeschichtlich und städtebaulich von Bedeutung. Das Gebäude hat drei Geschosse in nicht durchgezogenen Achsen, das Erdgeschoss mit Sandsteingewänden, die Segmentbögen und Schlagläden wohl älter, Obergeschosse in drei Achsen. | 09257827 |
| Direkt Bild zu diesem Denkmal hochladen | Wohnhaus in geschlossener Bebauung | Helbigstraße 5 (Karte)                                                                                                | um 1820                                                  | Ein wichtiger Bestandteil der historischen Straßenzeile mit originalen Details, mit schlichter Putzfassade, barockem Mansarddach, Segment- und Korbbogenportal, baugeschichtlich und städtebaulich von Bedeutung mit Laden. Das Gebäude hat zwei Geschosse, vier Achsen, ein Mansarddach mit zwei Dachhäuschen, die Laibungen der Haus- und Ladentür sind original, eine zweiflügelige Haustür mit Oberlicht. | 09257517 |
| Direkt Bild zu diesem Denkmal hochladen | Wohnhaus in halboffener Bebauung | Helbigstraße 6 (Karte)                                                                                                | um 1810                                                  | Ein markanter Baukörper in wichtiger Lage, in Ecklage zur Kleinen Elster, mit schlichter Putzfassade (vermutlich Fachwerk-Obergeschoss), Korbbogenportal, baugeschichtlich und städtebaulich von Bedeutung mit Laden, besitzt das Gebäude zwei Geschosse in nicht durchgezogenen Achsen, Krüppelwalmdach, Sandsteintürgewände, die Tür aus der Zeit um 1930. | 09257825 |
| Direkt Bild zu diesem Denkmal hochladen | Wohnhaus in geschlossener Bebauung | Helbigstraße 7 (Karte)                                                                                                | um 1820                                                  | Als Teil der historischen Straßenzeile mit einfacher Putzfassade, baugeschichtlich und städtebaulich von Bedeutung besitzt das Gebäude zwei Geschosse, fünf Achsen, der Dachstuhl ist original, Sandsteinfenstergewände im Erdgeschoss, im Obergeschoss Holz. | 09257518 |
| Direkt Bild zu diesem Denkmal hochladen | Wohnhaus in halboffener Bebauung, mit rückwärtigem Anbau | Helbigstraße 8 (Karte)                                                                                                | um 1780                                                  | Ein markanter Baukörper von ortsbildprägender Bedeutung, in Ecklage zur Kleinen Elster, mit Putzfassade, barockem Mansarddach, Korbbogenportal, baugeschichtlich und städtebaulich von Bedeutung. Das Gebäude hat zwei Geschosse, 6 Achsen, Mansarddach mit Gauben, Ladeneinbau um 1900, zweiflügelige Haustür mit Oberlicht, teils Schlagläden, Sandsteingewände, schwache Reste von Volutenmalerei über der Haustür, rückwärtig befand sich ein Fachwerkanbau mit Ziegelausfachung – dieser wohl vor 2012 abgebrochen bis auf das Erdgeschoss. | 09257826 |
| Direkt Bild zu diesem Denkmal hochladen | Wohnhaus in ehemals geschlossener Bebauung (rückwärtiger Anbau mittlerweile abgebrochen) | Helbigstraße 12 (Karte)                                                                                               | 1661 Dendro                                              | Als Teil einer historischen Straßenzeile mit schön gegliederte Putzfassade, heimatgeschichtlich und baugeschichtlich von Bedeutung hat das Gebäude zwei Geschosse, vier Achsen, Sandsteinsohlbänke und Schlagläden im Erdgeschoss, dazu eine schlichte Putzgliederung. | 09257824 |
| Direkt Bild zu diesem Denkmal hochladen | Wohnhaus in geschlossener Bebauung | Helbigstraße 14 (Karte)                                                                                               | um 1800                                                  | Als Teil einer historischen Straßenzeile mit bedeutenden Details mit spätbarocker Putzfassade, Mansarddach, schönem Torbogen mit verziertem Schlussstein, baugeschichtlich und städtebaulich von Bedeutung. Das Gebäude mit Tordurchfahrt hat zwei Geschosse, sechs Achsen, Mansarddach mit Zwerghäuschen, alter Keilstein über der Tordurchfahrt mit Cherub und Inschrift 1651 C.E, Sandsteinfenstergewände. | 09257821 |
| Weitere Bilder                          | Löwenapotheke (Wohnhaus (mit Apotheke) in halboffener Bebauung (zwei Hausteile), in Ecklage Martin-Luther-Platz) | Helbigstraße 22 (Karte)                                                                                               | bez. 1709                                                | Ein stadtgeschichtlich bedeutendes Objekt mit künstlerischen Details, markante Putzfassade mit Zwerchhausgiebel, schönes barockes Portal, baugeschichtlich und städtebaulich von Interesse, ein wichtiger Bestandteil der historischen Platzrandbebauung. Das Gebäude hat zwei Geschosse, 5:5 Achsen, Mittelzwerghäuser mit geschweiften Giebeln, ein reichverziertes barockes Portal mit ovalem Oberlicht und zweiflügeliger Tür ist original erhalten, Stuckgliederung in den Mittelachsen, zwei Ätzglasscheiben mit Werbeinschriften: „Allopathische und homöopathische Offizin. Künstliche und natürliche Mineralwässer. Verbandsstoffe aller Art. In- und ausländische Specialitäten, Medizinische und Toilett-Seifen etc. Sämtliche Artikel zur Zahn- und Mundpflege. Feinstes Speiseöl.“ | 09257526 |
| Direkt Bild zu diesem Denkmal hochladen | Wohnhaus in geschlossener Bebauung, in Ecklage Markt | Hellmuthsgasse 1 (Karte)                                                                                              | um 1790                                                  | Als Bestandteil der historischen Platzrandbebauung mit schlichter Putzfassade, baugeschichtlich und städtebaulich von Bedeutung besitzt das Gebäude zwei Geschosse in nicht durchgezogenen Achsen, ein dreiachsiger Anbau des 19. Jahrhunderts, originaler Dachstuhl. | 09257340 |
| Direkt Bild zu diesem Denkmal hochladen | Mietshaus in geschlossener Bebauung | Hellmuthsgasse 2 (Karte)                                                                                              | um 1890                                                  | Ein gut erhaltenes Beispiel gründerzeitlicher Bauweise im kleinstädtischen Kontext, Putz-Klinkerfassade, baugeschichtlich und städtebaulich von Bedeutung. Das Gebäude hat drei Geschosse, sieben Achsen, die Klinkerfassade mit Kunststeingliederung, das Erdgeschoss mit Putz geglättet, ehemals mit Laden, originale Haustür, Stufen, Fenster, Treppenhaus, Wohnungstüren. | 09257339 |
| Direkt Bild zu diesem Denkmal hochladen | Wohnhaus in geschlossener Bebauung | Hellmuthsgasse 6 | bez. 1810 (Wohnhaus)                                     | Teil einer historischen Straßenzeile, schönes Portal, baugeschichtlich und städtebaulich von Bedeutung | 09257343 |
| Direkt Bild zu diesem Denkmal hochladen | Wohnhaus in geschlossener Bebauung | Hellmuthsgasse 11 (Karte)                                                                                             | bez. 1823                                                | Die kleinteilige Gassenbebauung ist von ortstypischem Charakter, Putzfassade, Segmentbogenportal, baugeschichtlich und städtebaulich von Bedeutung. Das Gebäude hat zwei Geschosse, im Erdgeschoss verändert, originale Türgewände, datiert auf 1823. | 09257843 |
| Direkt Bild zu diesem Denkmal hochladen | St.-Laurentius-Kirche Pegau (Kirche (mit Ausstattung)) | Kirchplatz (Karte) | bez. 1408 und bez. 1463, im Kern älter                   | Eine große spätgotische Hallenkirche, der Kirchturm ist barock überformt, baugeschichtlich, ortsbildprägend, ortsgeschichtlich, platzbildprägend, städtebaulich und künstlerisch von Bedeutung. Die dreischiffige Hallenkirche mit Westbau und 5/8-Chorschluss, hat zwei achtseitige Turmaufbauten mit barocken Hauben. | 09257687 |
| Direkt Bild zu diesem Denkmal hochladen | Wohnhaus in offener Bebauung | Kirchplatz 2 (Karte)                                                                                                  | um 1830                                                  | Als Teil der kleinteiligen Ortskernbebauung, ein eingeschossiger Putzbau mit Mansarddach, sozialgeschichtlich von Bedeutung. Das Mansarddach des Gebäudes besitzt Zwerghäuser, Das Gebäude hat einen Sandsteinsockel und -stufen, sowie Sandsteintürgewände mit einer originalen Tür. | 09257829 |
|                                         | Alte Knabenschule; später Gaststätte Deutsches Haus; heute Volkshaus (Wohnhaus (ehemals mit Gaststätte, vorher Schulgebäude) in offener Bebauung, mit Saalanbau und Gartenhaus (bei Kirchplatz 2)) | Kirchplatz 3 (Karte)                                                                                                  | 1553-1554, später überformt                              | Ein schlichter Renaissancebau, ehemals Knabenschule, ab 1835 Mädchenschule, ab 1869 Gasthaus, überstand als eines der wenigen Gebäude den Stadtbrand von 1644, baugeschichtlich, heimatgeschichtlich, hausgeschichtlich und ortsgeschichtlich von Bedeutung. Ein Fachwerkgartenhaus im Schweizerstil Putzfassade, zwei Geschosse in nicht durchgezogenen Achsen, ein steiles Dach mit Gauben, im Obergeschoss, die Renaissancefenstergewände in Sandstein, ein massiver Giebel mit Sandsteingewänden, teils aus späterer Zeit. Die Tür verändert, Das Fachwerkgartenhaus im Schweizerstil um 1910, Saalanbau von 1883, erhielt den Namen Börsenhalle, dann Deutsches Haus, nach 1945 Volkshaus (so auch der heutige Name im Jahr 2012) | 09257831 |
| Direkt Bild zu diesem Denkmal hochladen | Wohnhaus in geschlossener Bebauung | Kirchplatz 5 (Karte)                                                                                                  | um 1810                                                  | Als Teil der historischen Platzrandbebauung mit einer schlichten barocken Putzfassade, baugeschichtlich und städtebaulich von Bedeutung. Das Gebäude mit Tordurchfahrt hat zwei Geschosse in nicht durchgezogenen Achsen, Sandsteintürgewände mit Oberlicht, ein hölzernes Traufgesims, der Sockel und die Fenster sind erneuert. | 09257835 |
|                                         | Pfarrhaus (zwei Hausnummern) in geschlossener Bebauung | Kirchplatz 6; 7 (Karte)                                                                                               | um 1650 (wohl 1647)                                      | Als eines der ältesten Gebäude Pegaus von großer städtebaulicher Dominanz, ein Renaissancebau (in späterer Zeit leicht überformt), mit einer schlichten Putzfassade, baugeschichtlich und ortsgeschichtlich von Bedeutung. Das Gebäude mit Tordurchfahrt besitzt drei Geschosse in nicht durchgezogenen Achsen. Es ist ein breitgelagerter Bau mit Renaissancefenstergewänden im ersten Obergeschoss, Eckquaderung und zwei Rundbogentüren mit zweiflügeligen Türen um 1800. | 09257836 |
| Weitere Bilder                          | Napoleonhaus (Wohnhaus (mit Inschrifttafel) in geschlossener Bebauung, in Ecklage Schloßstraße) | Kirchplatz 9 (Karte)                                                                                                  | 1744                                                     | Ein markantes und historisch bedeutsames Gebäude, der schlichte spätbarocke Bau war 1813 Quartier Napoleons, baugeschichtlich, ortshistorisch und städtebaulich von Bedeutung. Die Tordurchfahrt befindet sich an der Schloßstraße, zwei Geschosse, 8:8 Achsen, ein Sandsteinsockel und -gewände, eine zweiflügelige spätbarocke Tür und Treppe, zwei Reihen Dachhäuschen, Inschrift: Quartier des Kaisers Napoleon I. und des Kaisers Alexander I. 1813, dazu ein spätbarockes Treppenhaus. | 09257350 |
|                                         | Alte Post (Wohnhaus in geschlossener Bebauung, ehemaliges Postgebäude) | Kirchplatz 11 (Karte)                                                                                                 | Ende 18. Jh.                                             | Als Teil der geschlossenen historischen Kirchplatzbebauung, ein einfacher Barockbau, ehemalige Postexpedition, baugeschichtlich und städtebaulich von Bedeutung. Das Gebäude mit Tordurchfahrt, hat drei Geschosse in nicht durchgezogenen Achsen, verputztes Fachwerk, einen Sandsteinsockel und die originale Pflasterung in der Tordurchfahrt, sowie eine zweiflügelige Haustür. | 09257393 |
| Direkt Bild zu diesem Denkmal hochladen | Postamt (Ehemaliges Postamt, heute Mietshaus in geschlossener Bebauung) | Kirchplatz 12 (Karte)                                                                                                 | um 1890                                                  | Ein reich gestalteter gründerzeitlicher Klinkerbau im Stil der deutschen Neorenaissance, ortsgeschichtliche, baugeschichtlich und städtebaulich von Bedeutung. Das Gebäude mit Tordurchfahrt, besitzt drei Geschosse, sechs Achsen, und einen übergiebelten Mittelrisalit, dazu eine Klinkerfassade mit Sandstein- und Stuckgliederung sowie originaler Tür, Tor und Gitter im Erdgeschoss, Treppenhaus, Stuck und Pflaster in der Tordurchfahrt. | 09257394 |
| Direkt Bild zu diesem Denkmal hochladen | Wohnhaus in geschlossener Bebauung | Kirchplatz 14 (Karte)                                                                                                 | um 1790                                                  | Als Teil der historischen Zeilenbebauung mit einer einfachen Putzfassade (vermutlich Fachwerkbau verputzt), baugeschichtlich und heimatgeschichtlich von Bedeutung. Das Gebäude besitzt zwei Geschosse in nicht durchgezogenen Achsen, Fachwerk verputzt, die Dachhäuser sind verschiefert. | 09257349 |
| Direkt Bild zu diesem Denkmal hochladen | Wohnhaus in geschlossener Bebauung (nach ALKIS Anschrift: Vorwerk 8, hier auch Zugang zum Grundstück, deshalb als zusätzliche Anschrift vermerkt) | Kirchplatz 15 (Karte)                                                                                                 | um 1850                                                  | Als Teil der historischen Platzrandbebauung mit einer Putzfassade mit spätklassizistischem Dekor, einer schönen Ladenfront, baugeschichtlich und heimatgeschichtlich von Bedeutung. - zwei Geschosse, fünf Achsen, spätklassizistische Stuckfassade, Konsolfries, Neorenaissanceladeneinbau, verzierte Firststeine, alte Fenster, Wohnhaus - Vorwerk: zweigeschossig, zwei Achsen, Putzfassade, Sandsteinsockel, -gewände (21. Juli 1998 lt. Liste LRA abgebrochen), Abbruch Wohnhaus mit Tordurchfahrt Vorwerkstraße | 09258143 |
| Direkt Bild zu diesem Denkmal hochladen | Wohnhaus in geschlossener Bebauung, mit Seitenflügel im Hof (das zugehörige Hinterhaus an der Straße Vorwerk 1995 abgebrochen) | Kirchplatz 16 (Karte)                                                                                                 | um 1820, später überformt                                | Ein Gebäude von ortsbildprägendem Charakter, die Hofgebäude in Fachwerk, eines davon mit seltener Oberlaube, baugeschichtlich und heimatgeschichtlich von Bedeutung. Das Gebäude hat zwei Geschosse, vier Achsen, die spätklassizistische Putzfassade stammt aus der Zeit um 1860, Konsolfries, Dachhäuschen in zwei Reihen. Das Wohnhaus Vorwerkstraße hat zwei Geschosse, drei Achsen, Putzfassade, Sandsteinsockel, -gewände, ein originales Tor mit Kastenschloß – neugebaut in alten Formen. | 09258142 |
| Direkt Bild zu diesem Denkmal hochladen | Wohnhaus in halboffener Bebauung in Ecklage Huhnsgässchen, sowie Hinterhaus (Wohnhaus) an der Straße Vorwerk | Kirchplatz 17 (Karte)                                                                                                 | um 1810                                                  | Als ortstypische Parzellenstruktur der langgestreckten Hofgrundstücke mit Wohnhausbebauung zu beiden Straßen, Wohnhaus zum Kirchplatz mit schlichter Putzfassade, baugeschichtlich und heimatgeschichtlich von Bedeutung. - erstes Wohnhaus: zwei Geschosse in sechs Achsen, Natursteingewände, Dachhäuschen in zwei Reihen, Giebel und Anbau Lehmfachwerk - zweites. Wohnhaus in Vorwerkstraße: mit Tordurchfahrt, zwei Geschosse, fünf Achsen, Backstein verputzt, nicht durchgezogene Achsen, Sandsteingewände an Fenstern und Tür, zwei höhere Fensterlaibungen 1860, Quaderputz im Erdgeschoss, Konsolfries. – 24. April 1997: Abbruchgenehmigung lt. Liste LRA, dann Sanierung. | 09257348 |
| Direkt Bild zu diesem Denkmal hochladen | Mietshaus (Kirchplatz 18) in halboffener Bebauung in Ecklage, dazu Scheune (Vorwerk neben Nr. 24) an der Straße Vorwerk | Kirchplatz 18 (Karte)                                                                                                 | um 1870                                                  | Ein Vorderhaus mit Laden als interessantes Beispiel spätklassizistisch-frühhistoristischer Bauweise im kleinstädtischen Bereich mit älteren Details, baugeschichtlich und städtebaulich von Bedeutung, von wirtschaftsgeschichtlicher Bedeutung die Fachwerkscheune im Grundstück. Das Gebäude hat drei Geschosse, fünf Achsen und besteht aus verputztem Backstein, spätklassizistischer Stuck mit Palmetten und Rosetten, der Ladeneinbau erfolgte später, Haustür, Treppenhaus, Wohnungstüren, Bodenfliesen sind alt, auf dem rückwärtigen Teil des Grundstücks befindet sich eine ältere Fachwerkscheune mit Ziegelausfachung, Sandsteinsockel und Giebelverbretterung. | 09257347 |
| Direkt Bild zu diesem Denkmal hochladen | Wohnhaus in geschlossener Bebauung und Nebengebäude im Hof | Kirchplatz 19 (Karte)                                                                                                 | bez. 1787                                                | Ein schlichter Barockbau mit schönem Portal, Bestandteil der historischen Platzrandbebauung, baugeschichtlich und heimatgeschichtlich von Bedeutung. Das Gebäude hat zwei Geschosse in nicht durchgezogenen Achsen, Natursteingewände, zweiflügelige spätbarocke Haustür, im Keilstein datiert mit 1787. | 09257346 |
| Direkt Bild zu diesem Denkmal hochladen | Portalgewände eines Wohnhauses | Kirchplatz 20 (Karte)                                                                                                 | bez. 1750                                                | Ein flachbogiges Sandsteingewände mit datiertem Schlussstein, Zeugnis der Hausgeschichte in der Pegauer Altstadt, heimatgeschichtlich von Bedeutung. | 09257345 |
| Direkt Bild zu diesem Denkmal hochladen | Wohnhaus in geschlossener Bebauung | Kirchplatz 21 (Karte)                                                                                                 | um 1820                                                  | Als Teil der historischen Kirchplatzbebauung mit einer einfachen Putzfassade und Segmentbogenportal, baugeschichtlich und städtebaulich von Bedeutung. Das Gebäude hat zwei Geschosse, sechs Achsen, drei Dachhäuschen, Sandsteintüreinfassung, das Erdgeschoss zum Teil verändert, vermutlich ehemals mit Gaststätte „Schiller-Schlößchen“. | 09257679 |
| Direkt Bild zu diesem Denkmal hochladen | Wohnhaus in geschlossener Bebauung, in Ecklage Schlossergasse | Kirchplatz 22 (Karte)                                                                                                 | um 1820                                                  | Als Teil der historischen Kirchplatzbebauung mit originalen Details, einer einfachen Putzfassade mit altem Türstock, baugeschichtlich und städtebaulich von Bedeutung besitzt das Gebäude zwei Geschosse in nicht durchgezogenen Achsen, originale Türlaibung mit zweiflügeliger Haustür, das Erdgeschoss ist durch einen Ladeneinbau verändert. | 09257684 |
| Direkt Bild zu diesem Denkmal hochladen | Wohnhaus in offener Bebauung und Wappenstein am Nebengebäude (Anbauten im Hof abgebrochen) | Klostergasse 2 (Karte)                                                                                                | um 1850                                                  | Ein gut erhaltenes klassizistisches Wohnhaus mit Putzfassade und weiteren historischen Details, baugeschichtlich von Bedeutung, das Wappenstein des 17. Jahrhunderts vom ehemaligen Klostertor in die Hauswand des Nebengebäudes eingelassen, ortsgeschichtlich von Bedeutung. Das Gebäude hat zwei Geschosse, sieben Achsen, fünf Dachhäuschen, die Rundbogenfenster im Erdgeschoss mit teils originalen Fenstern, Haustür, Sandsteinfreitreppe, Klötzchenfries, dazu L-förmige Fachwerk-Anbauten mit zwei Geschossen, das Fachwerk mit Ziegelausfachung, an den Anbauten in die Straßenwand eingelassenes Wappenschild (mit Löwen) vom abgebrochenen Klostertor. | 09257688 |
| Direkt Bild zu diesem Denkmal hochladen | Wohnhaus in geschlossener Bebauung, in Ecklage Markt | Kramergasse 1 (Karte)                                                                                                 | um 1820                                                  | Ein für das Stadtbild wichtiger Eckbau der historischen Marktplatzbebauung, Putzfassade mit Korbbogenportal zur Kramergasse, baugeschichtlich und städtebaulich von Bedeutung. Das Gebäude hat zwei Geschosse, fünf Achsen zum Markt, teils originale Sandsteingewände und eine originale Haustür. | 09257677 |
| Direkt Bild zu diesem Denkmal hochladen | Wohnhaus in geschlossener Bebauung | Kramergasse 4 (Karte)                                                                                                 | um 1800                                                  | Ein gut erhaltenes Bauwerk im historischen Ortskern mit einer einfachen Putzfassade mit hübschem Korbbogenportal, heimatgeschichtlich und baugeschichtlich von Bedeutung. Das Gebäude hat zwei Geschosse in nicht durchgezogenen Achsen, Sandsteingewände und eine originale Haustür. | 09257675 |
| Direkt Bild zu diesem Denkmal hochladen | Wohnhaus in geschlossener Bebauung | Kramergasse 6 (Karte)                                                                                                 | bez. 1822                                                | Als Teil der geschlossenen historischen Gassenbebauung mit einer einfachen Putzfassade mit Korbbogenportalen, heimatgeschichtlich und baugeschichtlich von Bedeutung. Das Gebäude besitzt zwei Geschosse in nicht durchgezogenen Achsen sowie die originale Haustür. | 09257676 |
| Direkt Bild zu diesem Denkmal hochladen | Wohnhaus in geschlossener Bebauung | Kramergasse 11 (Karte)                                                                                                | um 1900                                                  | Als Teil der kleinteiligen Gassenbebauung im historischen Ortskern mit spätgründerzeitlicher Klinkerfassade, baugeschichtlich und städtebaulich von Bedeutung. Das Gebäude hat zwei Geschosse, im Erdgeschoss ein Ladeneinbau, im Obergeschoss ein Fenster, Zwerghaus, die Klinkerfassade mit Stuckgliederung. | 09257673 |
| Direkt Bild zu diesem Denkmal hochladen | Wohnhaus in geschlossener Bebauung | Kramergasse 13 (Karte)                                                                                                | um 1900                                                  | Ein gut erhaltener Gründerzeitbau, die Klinker-Putz-Fassade im neogotischen Stil, baugeschichtlich und städtebaulich von Bedeutung. Ein Gebäude mit zwei Geschossen, drei Achsen, ein getreppter Giebel, aufwendige Fassadengliederung, originaler Ladeneinbau sowie Haustür und Fenster. | 09257674 |
| Direkt Bild zu diesem Denkmal hochladen | Wohnhaus in ehemals geschlossener Bebauung | Kreuzgasse 8 (Karte)                                                                                                  | um 1820                                                  | Ein Beispiel eines kleinbürgerlichen Hauses mit originalen Details, ein eingeschossiger Putzbau mit sozialgeschichtlicher Bedeutung. | 09257560 |
| Direkt Bild zu diesem Denkmal hochladen | Wohnhaus in geschlossener Bebauung | Leipziger Straße 2 (Karte)                                                                                            | um 1800                                                  | Ein dominanter historischer Baukörper am Beginn einer platzartigen Straßenraumerweiterung mit einfacher Putzfassade, baugeschichtlich und städtebaulich von Bedeutung. Das Gebäude mit Tordurchfahrt und Laden hat zwei Geschosse in nicht durchgezogenen Achsen, einen alten Dachstuhl, die Ladentür stammt aus der Zeit um 1900. | 09257523 |
| Direkt Bild zu diesem Denkmal hochladen | Mietshaus in geschlossener Bebauung | Leipziger Straße 4 (Karte)                                                                                            | um 1905                                                  | Ein qualitätvoller Jugendstilbau mit historistischen Anklängen, einer bis ins Detail erhaltenen historischen Ausstattung, eine aufwändige Putzfassade, Bleiglasfenster, baugeschichtlich und städtebaulich von Bedeutung. Das Gebäude hat zwei Geschosse, fünf Achsen, Mittelerker und Zwerghaus, ein bossierter Sandsteinsockel, die Putzfassade mit Jugendstilornamentik. Die Haustür, Wohnungstüren, Fenster, Treppenhaus und Bodenfliesen sind original. Bleiglasfenster im Treppenhaus. | 09257522 |
| Direkt Bild zu diesem Denkmal hochladen | Mietshaus in geschlossener Bebauung | Leipziger Straße 6 (Karte)                                                                                            | bez. 1894                                                | Ein gut erhaltener Gründerzeitbau mit einer Vielzahl originaler Details, baugeschichtlich und städtebaulich von Bedeutung. Das Gebäude besitzt zwei Geschosse, ein Mansarddach, ein breites Zwerghaus mit Attikaabschluß und Obelisken und eine aufwendige Fassade aus roten und gelben Klinkern. Die Fenster und der Laden sind original erhalten, eine Haustür mit Buntglas im Oberlicht. | 09257535 |
| Direkt Bild zu diesem Denkmal hochladen | Wohnhaus in geschlossener Bebauung | Leipziger Straße 10 (Karte)                                                                                           | um 1840                                                  | Als Teil einer historischen Zeilenbebauung mit einer einfachen Putzfassade, baugeschichtlich und städtebaulich von Bedeutung. Das Gebäude hat zwei Geschosse, fünf Achsen, ein Mansarddach mit drei Schleppgauben, Sandsteingewände im Obergeschoss. | 09257534 |
| Direkt Bild zu diesem Denkmal hochladen | Wohnhaus in geschlossener Bebauung | Leipziger Straße 16 (Karte)                                                                                           | um 1810                                                  | Als Teil einer historischen Zeile mit originalen Details, einer einfachen Putzfassade mit Korbbogenportal, baugeschichtlich und städtebaulich von Bedeutung. Das Gebäude hat zwei Geschosse, fünf Achsen, originale Fenster- und Türgewände, das Korbbogenportal mit zweiflügeliger, klassizistischer Haustür, das Erdgeschoss ist durch einen Garageneinbau verändert. | 09257529 |
|                                         | Wohnhaus in offener Bebauung und Wappenstein am Haus | Leipziger Straße 24 (Karte)                                                                                           | 1. Hälfte 19. Jh.                                        | Ein gut erhaltener frühgründerzeitlich-klassizistischer Bau an städtebaulich wichtiger Stelle, Putzfassade, aufwändig gestalteter Hauseingangstür, ein Wappenstein von 1683 vom ehemaligen Leipziger Tor in die Hauswand eingelassen, baugeschichtlich und ortsgeschichtlich von Bedeutung, verfügt das Gebäude über zwei Geschosse, sechs Achsen, zwei Seitenrisalite, ein hölzernes Traufgesims und eine seitliche Giebeleinfassung sowie eine originale zweiflügelige Haustür mit Korbbogen, eingelassene Inschriftplatte von 1683 mit Wappen. | 09257667 |
| Direkt Bild zu diesem Denkmal hochladen | Landwirtschaftliche Schule (ehem.) (Schule in offener Bebauung, mit Einfriedung) | Leipziger Straße 26 (Karte)                                                                                           | 1925                                                     | Ein breitgelagerter Bau in den Formen des Reform- und Heimatstils, mit gut erhaltenen Details, baugeschichtlich und ortsgeschichtlich von Bedeutung. Das Gebäude hat zwei Geschosse, ein Krüppelwalmdach, zwei Risalite, der Mitteleingang mit Pilasterrahmung, originale Sprossenfenster und Schlagläden, eine originale Einfriedung. | 09257666 |
| Weitere Bilder                          | Kursächsische Postmeilensäulen (Sachgesamtheit): Postmeilensäule | Leipziger Vorstadt (Karte)                                                                                            | bez. 1723                                                | Die Kopie einer Distanzsäule ist verkehrsgeschichtlich von Bedeutung. Kopie einer Kursächsischen Distanzsäule aus Zeitzer Buntsandstein, Sockel, Plinte und Obelisk mit Wappenkartusche (ursprl. aus Nebraer Sandstein), bezeichnet 1723. Die Säule wird dem Zeitzer Bildhauer Adam Bockfleisch zugeordnet. An zwei Seiten der Distanzsäule sind Entfernungsinschriften entsprechend der zwei Poststraßen, die durch Pegau gingen, vorhanden. „L.Th.“ (Leipziger Tor), Pegau, 1723, Posthornzeichen, das nach links geöffnet ist. Im Fuß des Sockels ist eine spätere Inschrift angebracht: „Im 25. Jahr der Regierung König Albrechts neu aufgestellt...“ Als heraldische Besonderheit gilt das kursächsische Wappen dieser Säule. Der „Fehler“ wurde 1983 aus Unkenntnis bei der Neugestaltung des Schriftteils „korrigiert“. 1991 fertigte der Steinmetzmeister Lothar Franz (Leipzig) eine Kopie der Säule an. Der Originalschriftblock der Säule wurde 2010 zum Kunstwerk Distanz-Säule umgestaltet und in Pegau aufgestellt. In einem ehem. Ehrenhain der Stadt steht zudem noch das stark verwitterte Originalwappen. Der Rest der zweiten Pegauer Distanzsäule vom ehem. Obertor existiert noch verschleppt als Kriegerdenkmal in Profen. Im Jahre 1722 begann man im Kurfürstentum Sachsen mit der Aufstellung der Kursächsischen Postmeilensäulen. Kurfürst Friedrich August I. wollte hierdurch ein zeitgemäßes Verkehrs- und Transportleitsystem im Kurfürstentum aufbauen, um Handel und Wirtschaft zu fördern. Er beauftragte mit Generalvollmacht Magister Adam Friedrich Zürner (1679–1742) mit der Durchführung. Das System der Postmeilensäulen umfasste Distanzsäulen, Viertelmeilensteine, Halb- und Ganzmeilensäulen. Die Distanzsäulen sollten in den Städten vor den Stadttoren, später nur auf den Marktplätzen aufgestellt werden. Entlang der Poststraßen wurden Viertelmeilensteine, Halb- und Ganzmeilensäulen aufgestellt. Sie erhielten eine fortlaufende Nummerierung (Reihennummer), beginnend vom Anfang der Vermessung. Die Ganzmeilensäulen wurden außerhalb der Städte an den Poststraßen im Abstand von 1 Meile (= 9,062 km) aufgestellt. Die Distanzsäulen waren mit dem Monogramm „AR“ für „Augustus Rex“, dem kursächsisch und polnisch-litauischen Doppelwappen sowie der polnischen Königskrone gekennzeichnet. Die Ganzmeilen-, Halbmeilensäulen und Viertelmeilensteine waren alle ähnlich beschriftet, alle trugen kein Wappen, aber das Monogramm „AR“. Die Entfernungsangaben erfolgten in Wegestunden (1 Stunde= ½ Postmeile = 4,531 km). Dieses Meilensystem war das erste europäische Verkehrsleitsystem. Der hier betrachteten Säule kommt als Teil des überregional bedeutenden Postwegesystems eine hohe verkehrsgeschichtliche Bedeutung zu. (LfD/2013) | 09257556 |
|                                         | König-Albert-Denkmal (ehem.) (Denkmalsockel) | Lindenstraße (Karte)                                                                                                  | 1912                                                     | Ein Sockel mit seitlichen Sitzbänken, Inschrift: „Frieden, Einheit, Sozialismus“, ehemals Denkmal für König Albert, 1912 geschaffen vom Dresdner Bildhauer Reinhard Schnauder, geweiht am 2. September 1912 (Sedantag), 1943 eingeschmolzen. | 09258053 |
| Direkt Bild zu diesem Denkmal hochladen | Mietshaus in halboffener Bebauung | Lindenstraße 6 (Karte)                                                                                                | bez. 1898                                                | Ein reich gestalteter Gründerzeitbau mit originaler Ausstattung, Klinkerfassade, baugeschichtlich von Bedeutung. Das Gebäude mit Tordurchfahrt besitzt drei Geschosse, sieben Achsen, das Mansarddach mit originalen Dachhäuschen, eine rote und gelbe Klinkerfassade mit Stuckgliederung. Die Tür und die Fenster sind original, eine preußische Kappendecke in der Tordurchfahrt, Schablonenmalerei. | 09257427 |
| Direkt Bild zu diesem Denkmal hochladen | Gast- und Logierhaus „Stadt Straßburg“ (Wohnhaus (mit Gaststätte) in halboffener Bebauung) | Lindenstraße 12 (Karte)                                                                                               | um 1800                                                  | Ein wichtiges historisches Gebäude mit interessanten Details, einer einfachen Putzfassade, vorgründerzeitliche Vorstadtbebauung, baugeschichtlich und stadtbaugeschichtlich von Bedeutung. Das Gebäude mit Tordurchfahrt hat zwei Geschosse, acht Achsen, ein altes Tor, Fenster, Holzgewände im Obergeschoss, die Haustür mit facettiertem Glas aus der Zeit um 1910. | 09257426 |
| Weitere Bilder                          | Rathaus | Markt 1 (Karte) | bez. 1561                                                | Ein herausragendes Bauwerk der deutschen Renaissancearchitektur, Architekt: Hieronymus Lotter aus Leipzig, architekturgeschichtlich, künstlerisch, kunsthistorisch und städtebaulich von Bedeutung, mit ortsbildprägendem Turm, ein repräsentatives Doppelportal am Turm. Das Gebäude hat zwei Geschosse, einen asymmetrisch angeordneten Treppenturm mit geschweifter Haube, die Sandsteinportale wurden 1900 erneuert, die Innenausstattung stammt aus der Zeit um 1900. | 09257327 |
| Direkt Bild zu diesem Denkmal hochladen | Hotel Zum Mohr (ehem.); Sparkasse (später) (Wohn- und Geschäftshaus in geschlossener Bebauung (ehemaliges Hotel, heute Sparkasse)) | Markt 2 (Karte) | bez. 1786, Umbau bez. 1927                               | Ein markantes Bauwerk mit historischen Details in zentraler Ortslage, gründerzeitliche Putzfassade mit Balkon, Umbau im traditionalistischen Stil der 1920er Jahre, baugeschichtlich, ortsgeschichtlich und städtebaulich von Bedeutung. Das Gebäude mit Tordurchfahrt hat drei Geschosse, sieben Achsen, der Baukörper stammt aus der Zeit um 1900, 1927 im expressionistischen Stil zur Sparkasse (1928 eröffnet) umgestaltet, in der Tordurchfahrt die originale Tür und Türgewände von 1786 mit Datierung im Schlussstein, Sandsteinstufen zum ersten Obergeschoss, das Treppenhaus und die Wohnungstüren alt, Schablonenmalerei in der Tordurchfahrt. | 09257338 |
| Weitere Bilder                          | Gasthaus „Goldene Krone“ (Ehemaliges Gasthaus, in Ecklage Schlossergasse, zum Grundstück gehört auch benachbartes Wohnhaus in geschlossener Bebauung) | Markt 3 (Karte) | bez. 1815                                                | Ein markantes Eckgebäude in zentraler Ortslage mit einfacher Putzfassade mit schönem barocken Portal, als Teil der Marktplatzbebauung baugeschichtlich, ortsgeschichtlich und städtebaulich von Bedeutung. Das Gasthaus besitzt zwei Geschosse in nicht durchgezogenen Achsen, das Sandsteintürgewände mit einer Datierung 1815, Sandsteinsockel, das Erdgeschoss um 1910 mit großen Korbbogenfenstern umgestaltet, eine nicht lesbare Inschrifttafel über der Tür, Klötzchen- und Konsolfries unter der Traufe. Das Wohnhaus mit Tordurchfahrt hat zwei Geschosse, vier Achsen, ein Klötzchenfries unter der Traufe. | 09257337 |
| Direkt Bild zu diesem Denkmal hochladen | Wohnhaus in geschlossener Bebauung, mit Seitenflügel im Hof | Markt 7 (Karte) | um 1810                                                  | Als Bestandteil einer geschlossenen Zeilenbebauung in zentraler Ortslage, die Putzfassade mit schöner Hauseingangstür, baugeschichtlich und städtebaulich von Bedeutung. Das Gebäude hat zwei Geschosse, fünf Achsen, Sandsteingewände, eine zweiflügelige klassizistische Haustür. | 09257335 |
| Direkt Bild zu diesem Denkmal hochladen | Wohnhaus in halboffener Bebauung, mit Seitenflügel im Hof | Markt 8 (Karte) | um 1800                                                  | Ein breitgelagertes Gebäude in zentraler Ortslage, die Putzfassade mit barockem Portal und Tordurchfahrt, baugeschichtlich und städtebaulich von Bedeutung. Das Gebäude mit Tordurchfahrt hat zwei Geschosse, acht Achsen, das Erdgeschoss mit Sandsteinlaibungen, eine zweiflügelige klassizistische Haustür, im Obergeschoss Blockrahmen mit Winterfenstern. | 09257334 |
| Direkt Bild zu diesem Denkmal hochladen | Wohnhaus in halboffener Bebauung | Markt 9 (Karte) | um 1790                                                  | Ein dominantes Bauwerk an zentraler Stelle des Ortes, die Putzfassade mit Korbbogenportal, baugeschichtlich und städtebaulich von Bedeutung. Das Gebäude mit Laden hat zwei Geschosse, 7:6 Achsen, teils spätbarocke Sandsteinfensterlaibungen, Sandsteinstufen- und Türlaibung, dazu ein Krüppelwalmdach. | 09257333 |
| Direkt Bild zu diesem Denkmal hochladen | Wohnhaus in ehemals geschlossener Bebauung | Markt 12 (Karte) | bez. 1861                                                | Als Teil der zentralen Ortsbebauung neben dem Rathaus, eine schlichte Putzfassade mit barockem Portal, baugeschichtlich und städtebaulich von Bedeutung. Das Gebäude hat zwei Geschosse in nicht durchgezogenen Achsen, eine Sandsteintürlaibung, die Giebelwand in Lehmfachwerk, in den Jahren 1992/93 renoviert, neue Tür, Fenster sowie Putz. | 09257328 |
| Direkt Bild zu diesem Denkmal hochladen | Wohnhaus in halboffener Bebauung, in Ecklage Mühlgasse | Martin-Luther-Platz 4 (Karte)                                                                                         | bez. 1864                                                | Ein markanter Eckbau von stadtbildprägender Wirkung, Putzfassade, aufwändiges Portal im Stil der frühen Neorenaissance, baugeschichtlich und städtebaulich von Bedeutung. Das Gebäude hat zwei Geschosse und neun Achsen. Die Fensterlaibungen sind in beiden Geschossen original, ein aufwendiges Mittelportal mit Segmentbogen, eine Pilasterrahmung mit Rankenwerk, Sandstein, Rolladenkästen mit Palmettenverzierung. | 09257520 |
| Direkt Bild zu diesem Denkmal hochladen | Mietshaus in geschlossener Bebauung | Martin-Luther-Platz 8 (Karte)                                                                                         | bez. 1905                                                | Ein gut erhaltener Gründerzeitbau, die Klinkerfassade mit Mittelerker und Zwerchgiebel, als Teil einer geschlossenen Platzbebauung baugeschichtlich und städtebaulich von Bedeutung. Das Gebäude hat zwei Geschosse in nicht durchgezogenen Achsen, einen dreiseitigen Erker und Zwerghaus, die Klinkerfassade mit Stuckgliederung, das Erdgeschoss verändert. | 09257521 |
| Direkt Bild zu diesem Denkmal hochladen | Wohnhaus in geschlossener Bebauung | Martin-Luther-Platz 9 (Karte)                                                                                         | um 1850, später überformt                                | Als Teil der historischen Platzrandbebauung mit Klinker- und Putzfassade, baugeschichtlich und städtebaulich von Bedeutung. Das Gebäude besitzt zwei Geschosse, fünf Achsen, das Erdgeschoss verputzt, im Obergeschoss gelbe Klinker. | 09257538 |
| Direkt Bild zu diesem Denkmal hochladen | Mietshaus in halboffener Bebauung und in Ecklage Leipziger Straße | Martin-Luther-Platz 10 (Karte)                                                                                        | um 1910                                                  | Ein dominanter, reichgegliederter Baukörper von städtebaulicher Bedeutung sowie baugeschichtlichem Wert, im Heimat- und Reformstil der Zeit um 1910 hat das Gebäude zwei Geschosse in nicht durchgezogenen Achsen, teils mit Mansard-, teils mit Walmdach, Erker, Zwerghäuser, originale Fenster und Haustür, Jugendstilornamentik sowie eine alte Firmeninschrift „Hufbeschlag. Wagenbau. Ludwig Parche“. | 09257539 |
| Direkt Bild zu diesem Denkmal hochladen | Mietshaus in geschlossener Bebauung | Martin-Luther-Platz 17 (Karte)                                                                                        | um 1925                                                  | Ein markantes Bauwerk im Reformstil der Zeit nach 1910 mit expressionistisch wirkenden Details, Putzfassade, baugeschichtlich und städtebaulich von Bedeutung. Das Gebäude hat zwei Geschosse, sechs Achsen, Mansarddach, Runderker, ein aufwendiges Portal mit Putzgliederung sowie die original erhaltene Haustür. | 09257524 |
| Direkt Bild zu diesem Denkmal hochladen | Wohnhaus in halboffener Bebauung | Mühlgasse 1 (Karte)                                                                                                   | um 1810                                                  | Ein Gebäude von ortsbildprägendem Charakter mit schlichter Putzfassade, baugeschichtlich und städtebaulich von Bedeutung. Das Gebäude besitzt zwei Geschosse, fünf unregelmäßige Achsen, Fachwerkgiebel und ein Krüppelwalmdach. | 09257326 |
| Direkt Bild zu diesem Denkmal hochladen | Wohnhaus in halboffener Bebauung, mit rückwärtigem Anbau | Mühlgasse 4 (Karte)                                                                                                   | um 1820                                                  | Ein markanter Baukörper in zentraler Lage, die Putzfassade mit Fachwerkkern, Korbbogenportal, rückwärtiger Fachwerkanbau, baugeschichtlich und städtebaulich von Bedeutung. Das Gebäude hat zwei Geschosse und wurde in mehreren Bauphasen errichtet, links drei ältere Achsen, rechts acht unregelmäßige Achsen, die Fenster- und Türgewände sind original, rückwärtig befindet sich ein großer zweigeschossiger Fachwerkanbau. | 09257325 |
| Direkt Bild zu diesem Denkmal hochladen | Wohnhaus in geschlossener Bebauung | Ottomarsplatz 1 (Karte)                                                                                               | um 1820                                                  | Als Teil einer historischen Straßenzeile, mit interessanten originalen Details, schlichte Putzfassade mit Korbbogenportal, heimatgeschichtlich und baugeschichtlich von Bedeutung. Das zweigeschossige Fachwerkhaus entstand um 1820, seine Bewohner waren Handwerker (lt. Grundbucheintrag 1854 Besitzer Stellmachermeister Friedrich August Herrmann). Die Vorderfront ist verputzt, die Fachwerkbauweise zeigt sich hier an der Wandstärke des Obergeschosses. Der Hauseingang weist eine Korbbogenrahmung mit Schlussstein auf, diese ist wie die Fenstergewände des Erdgeschosses in Holz ausgeführt. Am östlichen Fachwerkgiebel sowie auf der Hofseite liegt die Fachwerkkonstruktion offen. Dabei wird erkennbar, dass das Gebäude ursprünglich auch im Erdgeschoss weitgehend aus Fachwerk bestand. Im Inneren sind ebenfalls denkmalbegründende Originalelemente wie Dachstuhl oder Türblätter erhalten. Als Teil der historischen Bebauung im östlichen Bereich der Pegauer Altstadt, der sogenannten Unterstadt, ist das im Wesentlichen authentisch erhaltene Objekt ein wichtiges Zeugnis der hier einst bestehenden Bau- und Bevölkerungsstruktur. Es verweist auf die für eine Kleinstadt wie Pegau in der Vergangenheit charakteristische, durch Handwerk und Gewerbe geprägte Bau- und Lebensweise. Hierdurch erlangt das Gebäude heimatgeschichtliche Aussagekraft. In seiner zeittypischen Ausprägung als kleinstädtisches Handwerkerhaus hat es zudem baugeschichtliche Bedeutung. | 09257540 |
| Direkt Bild zu diesem Denkmal hochladen | Wohnhaus in geschlossener Bebauung | Ottomarsplatz 8 (Karte)                                                                                               | um 1820                                                  | Ein anschaulich erhaltener Teil einer geschlossenen Straßenzeile, die Putzfassade mit Segmentbogenportal, baugeschichtlich und städtebaulich von Bedeutung. Das Gebäude besitzt zwei Geschosse und ehemals fünf Achsen, die Türlaibung und ein Teil der Fensterlaibungen sind original, Stockgesims. | 09257494 |
| Direkt Bild zu diesem Denkmal hochladen | Wohnhaus in halboffener Bebauung, in Ecklage Webergasse | Ottomarsplatz 10 (Karte)                                                                                              | bez. 1785                                                | Als Teil der historischen Platzrandbebauung mit originalen Details, einer schlichten Putzfassade mit barockem Portal baugeschichtlich und städtebaulich von Bedeutung. Das Gebäude hat zwei Geschosse in nicht durchgezogenen Achsen, im Erdgeschoss die originalen Tür- und Fensterlaibungen, ein Segmentbogen mit Keilstein und Datierung 1785, eine zweiflügelige Haustür. | 09257488 |
| Direkt Bild zu diesem Denkmal hochladen | Mietshaus in halboffener Bebauung | Ottomarsplatz 18 (Karte)                                                                                              | um 1890                                                  | Ein aufwendig gestalteter Gründerzeitbau, mit Klinkerfassade, ortsentwicklungsgeschichtlich und baugeschichtlich von Bedeutung. Das Gebäude hat zwei Geschosse, vier Achsen, der Dachbereich ist verändert, Seitenrisalit, das originale Traufgesims ist erhalten, die Klinkerfassade mit Kunststeingliederung, ein aufwendiges Portal mit zweiflügeliger Haustür, Klinke und Treppenhaus. | 09257493 |
| Direkt Bild zu diesem Denkmal hochladen | Anbau (Seitenflügel) in halboffener Bebauung (das Wohnhaus selber kein Denkmal) | Ottomarsplatz 21 (Karte)                                                                                              | um 1790                                                  | Ein gut erhaltener Fachwerkbau in unmittelbarer Nähe des historischen Ortskerns, baugeschichtlich und städtebaulich von Bedeutung. Das Gebäude hat zwei Geschosse, das Sockelgeschoss massiv, das Obergeschoss mit offenliegendem Fachwerk, eine originale Dachdeckung mit langgestreckter Lüftungsgaube. | 09257664 |
| Direkt Bild zu diesem Denkmal hochladen | Elsterbrücke (Bogenbrücke über die Kleine Elster (Profener Elstermühlgraben)) | Salzgasse (Karte) | um 1850                                                  | Ein wichtiger Bestandteil des Ortsbildes, ortsgeschichtlich und verkehrstechnisch von Bedeutung. Die Brücke wurde auf alten Fundamenten und unter Verwendung alter Bruchsteine erneuert. | 09257331 |
| Direkt Bild zu diesem Denkmal hochladen | Hintergebäude über winkelförmigem Grundriss | Salzgasse 8 (Karte)                                                                                                   | um 1810                                                  | Ein in wichtigen Details erhaltener Fachwerkbau im historischen Ortskern, baugeschichtlich von Bedeutung. Der Fachwerkbau ist zweigeschossig mit originalen Fenstern und Verglasung. | 09304503 |
| Direkt Bild zu diesem Denkmal hochladen | Drogerie Carl Schumann (Wohnhaus in geschlossener Bebauung) | Salzgasse 9 (Karte)                                                                                                   | um 1800                                                  | Ein schlichter Barockbau, als Teil einer geschlossenen Straßenzeile in zentraler Lage mit ortsgeschichtlicher Bedeutung als Drogerie-Geschäft, baugeschichtlich und städtebaulich von Bedeutung. Das Gebäude hat zwei Geschosse, fünf Achsen, Putzfassade, ein Mansarddach mit Schleppgauben, der Ladeneingang mit Korbbogen, originale Fensterlaibungen, Laden: Drogerie Carl Schumann, Drogerieeinrichtung, vorwiegend aus Regalen mit Schüben bestehend, dazu Porzellandosen und Glasflaschen. | 09257320 |
| Direkt Bild zu diesem Denkmal hochladen | Wohnhaus in geschlossener Bebauung, in Ecklage Gerberplatz | Salzgasse 15 (Karte)                                                                                                  | um 1810                                                  | Ein markanter Eckbau mit ortsbildprägendem Charakter, die Putzfassade mit Segmentbogenportal, baugeschichtlich und städtebaulich von Bedeutung. Das Gebäude hat zwei Geschosse, vier Achsen, originale Fenster- und Türlaibungen zur Salzgasse, an der Ecke Strebepfeiler mit Grenzstein, zum Gerberplatz eine Inschrifttafel mit Kugel: Zum Andenken an den 3. Mai 1813. | 09257321 |
| Direkt Bild zu diesem Denkmal hochladen | Wohnhaus in geschlossener Bebauung | Schlossergasse 1 (Karte)                                                                                              | um 1830                                                  | Als Teil der historischen Straßenzeile am Markt mit einer schlichten Putzfassade, baugeschichtlich und städtebaulich von Bedeutung. Das Gebäude besitzt zwei Geschosse in unregelmäßigen Achsen, eine gründerzeitliche Haustür mit Klinke, das Erdgeschoss durch einen Ladeneinbau verändert. | 09257670 |
| Direkt Bild zu diesem Denkmal hochladen | Wohnhaus in geschlossener Bebauung | Schlossergasse 5 (Karte)                                                                                              | um 1905                                                  | Das Gebäude ist ein schlichter Gründerzeitbau mit Jugendstilanklängen, mit originalen Details, Klinkerfassade, baugeschichtlich und städtebaulich von Bedeutung. Das Gebäude hat zwei Geschosse, einen übergiebelten Seitenrisalit, der Ladeneinbau ist original erhalten, eine zweiflügelige Haustür und die Erdgeschossfenster sin original. | 09257671 |
| Direkt Bild zu diesem Denkmal hochladen | Wohnhaus in geschlossener Bebauung | Schlossergasse 7 (Karte)                                                                                              | um 1820                                                  | Als Teil einer historischen Straßenzeile, einer Putzfassade mit altem Türstock, baugeschichtlich und städtebaulich von Bedeutung. Das Gebäude besitzt zwei Geschosse, Blendmezzanin, vier Achsen, einen Sandsteinsockel und zum Teil Laibungen, die originale Haustür, Fensterläden im Erdgeschoss, Klötzchenfries unter der Traufe. | 09257672 |
| Direkt Bild zu diesem Denkmal hochladen | Valtersches Haus (Wohnhaus in halboffener Bebauung) | Schloßplatz 1 (Karte)                                                                                                 | um 1800                                                  | Ein großes, klassizistisches Wohnhaus mit bedeutenden Ausstattungsdetails (Bleiglasfenster), einer schlichten Putzfassade mit prächtigem Portal, baugeschichtlich, ortsgeschichtlich und städtebaulich von Bedeutung. Das Gebäude hat zwei Geschosse, sieben Achsen, ein klassizistisches Portal mit originaler Tür, Fachwerkanbauten auf L-förmigem Grundriss, rückwärtig befinden sich einige originale Fenster, im Obergeschoss ein Vorbau mit Jugendstilbleiverglasung. | 09257689 |
| Direkt Bild zu diesem Denkmal hochladen | Wohnhaus in geschlossener Bebauung, in Ecklage Kreuzgasse | Schloßplatz 4 (Karte)                                                                                                 | bez. 1600, Umbau bez. 1846                               | Als Teil der geschlossenen Platzrandbebauung mit wertvollem historischem Detail, Reste eines Sitznischenportals der Renaissancezeit (bezeichnet 1600, Umbau bezeichnet 1846), baugeschichtlich und städtebaulich von Bedeutung. Das Gebäude ist zweigeschossig und hat vier Achsen, ein Sitznischenportal aus Porphyr von 1600, ein ehemaliger Rundbogen beim Umbau 1846 verlorengegangen, heute gerader Sturz und zweiflügelige Tür. | 09257559 |
| Weitere Bilder                          | Stadtbefestigung (Stadtmauer und Turmreste der Stadtbefestigung (siehe auch Stadtbefestigungsturm bei Schloßplatz 12 – Obj. 09257686)) | (Carsdorfer Straße, Helbigstraße, Ottomarsplatz, Schloßstraße, Am Schwanenteich, Ernst-Reinsdorf-Straße, Breitstraße) | 15. Jh. (Stadtmauer)                                     | wichtiges Beispiel einer städtischen Befestigungsanlage des Mittelalters, geschichtlich von Bedeutung | 09257665 |
| Weitere Bilder                          | Amtsgericht (ehem.) (Ehemaliges Gerichtsgebäude und angebautes Wohnhaus, sowie Stadtmauerturm auf dem Grundstück, Einfriedung des Geländes und Torbogen) | Schloßplatz 12 (Karte)                                                                                                | 1912 (Amtsgericht), Teile der Stadtmauer erheblich älter | Ein einheitlich gestalteter Bau im Reformstil der Zeit um 1910, mit neobarocken Formen, mit integrierten Teilen der Stadtbefestigung, baugeschichtlich, baukünstlerisch, ortsgeschichtlich und städtebaulich von Bedeutung. Das Gebäude hat drei Geschosse, mehrere Baukörper, aufwendige Portal- und Treppenanlagen, einen verschieferten Turmaufsatz, überbauter Stadtmauerturm mit Löwenfigur, die Einfriedung mit Torbogen und Überdachung. | 09257686 |
| Direkt Bild zu diesem Denkmal hochladen | Wohnhaus in geschlossener Bebauung | Schloßstraße 10 (Karte)                                                                                               | um 1820                                                  | Als Teil der historischen Zeilenbebauung mit originalen Details, die Putzfassade mit Korbbogenportal, baugeschichtlich und ortsentwicklungsgeschichtlich von Bedeutung. Das Gebäude ist zweigeschossig in nicht durchgezogenen Achsen, hat ein originales Türgewände mit zweiflügeliger Haustür und Korbbogen, Sandsteingewände im Obergeschoss. | 09257571 |
| Direkt Bild zu diesem Denkmal hochladen | Wohnhaus in halboffener Bebauung | Schloßstraße 11 (Karte)                                                                                               | um 1810                                                  | Als markanter Teil der historischen Straßenzeile, mit schlichter barock-klassizistischer Putzfassade mit Segmentbogenportal, baugeschichtlich und ortsentwicklungsgeschichtlich von Bedeutung. Das Gebäude mit Laden hat zwei Geschosse, neun Achsen, das Erdgeschoss durch einen Ladeneinbau verändert, originale Tür- und Fensterlaibungen, teils Fenster mit Innenläden um 1900, eine restaurierte klassizistische Haustür mit Oberlicht. | 09257568 |
| Direkt Bild zu diesem Denkmal hochladen | Wohnhaus in geschlossener Bebauung | Schloßstraße 23 (Karte)                                                                                               | um 1810                                                  | Als Teil der historischen Straßenzeile mit erhaltenen Originaldetails, Putzfassade mit altem Türstock, baugeschichtlich und städtebaulich von Bedeutung. Das Gebäude besitzt zwei Geschosse, sechs Achsen, die Fenster- und Türlaibungen sind original, zweiflügelige Haustür, Fensterläden. | 09257565 |
| Direkt Bild zu diesem Denkmal hochladen | Mietshaus in halboffener Bebauung und in Ecklage | Schloßstraße 30 (Karte)                                                                                               | bez. 1911                                                | Ein markantes Eckgebäude im Reformstil der Zeit um 1910, baugeschichtlich und ortsentwicklungsgeschichtlich von Bedeutung. Das zweigeschossige Gebäude in nicht durchgezogenen Achsen hat ein Krüppelwalmdach, Zwerghaus, einen Eckeingang, Putzgliederung und originale Fenster. | 09257569 |
| Direkt Bild zu diesem Denkmal hochladen | Wohnhaus in geschlossener Bebauung | Schloßstraße 32 (Karte)                                                                                               | um 1810                                                  | Als Teil der historischen Straßenzeile mit originalen Details, einer Putzfassade mit Korbbogen-Tordurchfahrt, baugeschichtlich und ortsentwicklungsgeschichtlich von Bedeutung. Das Gebäude hat zwei Geschosse in nicht durchgezogenen Achsen, die originalen Tür- und Fenstergewände, eine Haustür mit Korbbogen, Fensterläden. | 09257570 |
| Direkt Bild zu diesem Denkmal hochladen | Wohnhaus in geschlossener Bebauung | Schloßstraße 33 (Karte)                                                                                               | um 1790                                                  | Ein großzügiges barockes Bauwerk mit bemerkenswerten originalen Details, einer schlichten Putzfassade mit hübschem barocken Portal, bemerkenswerter Ausstattung, baugeschichtlich, ortsgeschichtlich und städtebaulich von Bedeutung. Das Gebäude mit Tordurchfahrt, hat zwei Geschosse, neun Achsen, ein Mansarddach mit Zwerchgiebel (um 1950 errichtet) und Dachhäuschen, eine barocke zweiflügelige Haustür mit Rahmung, teils originale Fensterlaibungen, ein großzügiges barockes Treppenhaus, das Gebäude wurde um 1890 verändert. | 09257564 |
| Direkt Bild zu diesem Denkmal hochladen | Wohnhaus in halboffener Bebauung | Schloßstraße 38 (Karte)                                                                                               | um 1810                                                  | Ein breitgelagertes Gebäude des frühen 19. Jahrhunderts in straßenbildprägender Lage mit historischen Details, spätbarock wirkender Putzfassade mit Korbbogenportal, baugeschichtlich und ortsentwicklungsgeschichtlich von Bedeutung. Das Gebäude hat zwei Geschosse, neun Achsen, die Hoffassade und Ostgiebel mit Fachwerk, original erhalten sind Tür- und Fensterlaibungen in Sandstein, eine zweiflügelige Haustür mit Oberlicht, Fensterläden, Mansarddach. | 09257567 |
| Direkt Bild zu diesem Denkmal hochladen | Gartenhaus | Vorwerk 7 (neben) (Karte)                                                                                             | um 1890                                                  | Ein seltenes Gartenhaus des 19. Jahrhunderts in Verbindung mit den mittelalterlichen Stadtmauerresten, Fachwerk, baugeschichtlich von Bedeutung. Das Gebäude ist zweigeschossig, das Sockelgeschoss massiv aus Backstein, das Obergeschoss mit Fachwerk im Schweizerstil. | 09257834 |
| Direkt Bild zu diesem Denkmal hochladen | Wohnhaus in geschlossener Bebauung (nach ALKIS Anschrift: Vorwerk 8, hier auch Zugang zum Grundstück, deshalb als zusätzliche Anschrift vermerkt) | Vorwerk 8 (Karte) | um 1850                                                  | Als Teil der historischen Platzrandbebauung, Putzfassade mit spätklassizistischem Dekor, schöne Ladenfront, baugeschichtlich und heimatgeschichtlich von Bedeutung, (Hinterhaus an der Straße Vorwerk 1998 abgebrochen) zwei Geschosse, fünf Achsen, spätklassizistische Stuckfassade, Konsolfries, Neorenaissanceladeneinbau, verzierte Firststeine, alte Fenster. | 09258143 |
| Direkt Bild zu diesem Denkmal hochladen | Mietshaus (Kirchplatz 18) in halboffener Bebauung in Ecklage, dazu Scheune (Vorwerk neben Nr. 24) an der Straße Vorwerk | Vorwerk 24 (neben) (Karte)                                                                                            | um 1870                                                  | Ein interessantes Beispiel spätklassizistisch-frühhistoristischer Bauweise im kleinstädtischen Bereich mit älteren Details, baugeschichtlich und städtebaulich von Bedeutung, von wirtschaftsgeschichtlicher Bedeutung die Fachwerkscheune im Grundstück. Das Gebäude hat drei Geschosse, fünf Achsen, Backstein verputzt, spätklassizistischer Stuck mit Palmetten und Rosetten, der Ladeneinbau später, Haustür, Treppenhaus, Wohnungstüren, Bodenfliesen alt, auf dem rückwärtigen Teil des Grundstücks befindet sich eine ältere Fachwerkscheune mit Ziegelausfachung, Sandsteinsockel, Giebelverbretterung. | 09257347 |
| Direkt Bild zu diesem Denkmal hochladen | Wohnhaus in geschlossener Bebauung | Webergasse 10 (Karte)                                                                                                 | um 1800                                                  | Ein im Detail erhaltenes Gebäude aus der Zeit um 1800, die Putzfassade mit altem Türstock, baugeschichtlich und städtebaulich von Bedeutung. Das Gebäude verfügt über zwei Geschosse, fünf Achsen, einen Sandsteinsockel, originale Tür- und Fenstergewände, eine zweiflügelige Haustür sowie Schlagläden. | 09257485 |
| Direkt Bild zu diesem Denkmal hochladen | Einfriedung eines Vorgartens | Zeitzer Straße 14 (Karte)                                                                                             | um 1905                                                  | Ein seltenes Beispiel einer Garteneinfriedung aus Schmiedeeisen der Jahrhundertwende, im Jugendstil, künstlerisch-handwerklich von Bedeutung. | 09257847 |
| Direkt Bild zu diesem Denkmal hochladen | Mietshaus in offener Bebauung und in Ecklage Bismarckstraße, mit Einfriedung | Zeitzer Straße 16 (Karte)                                                                                             | um 1905                                                  | Eine dominante Eckbebauung der Jahrhundertwende, spätgründerzeitliche Putzfassade, baugeschichtlich von Bedeutung. Das Gebäude ist dreigeschossig mit Mittelrisaliten mit Zwerghäusern zu beiden Straßen, seitlich befinden sich drei übereinanderliegende Balkone mit originaler Holzverkleidung. | 09257418 |
| Direkt Bild zu diesem Denkmal hochladen | Fabrikantenvilla und Nebengebäude im Hof | Zeitzer Straße 18 | um 1905 (Villa)                                          | gut erhaltener Gründerzeitbau, Klinkerfassade mit Sandsteingliederung, Nebengebäude in Fachwerkbauweise, baugeschichtlich und städtebaulich von Bedeutung | 09258140 |
| Direkt Bild zu diesem Denkmal hochladen | Wohnhaus in geschlossener Bebauung | Zeitzer Straße 19 (Karte)                                                                                             | um 1890                                                  | Ein gut erhaltener Gründerzeitbau mit reicher Stuckgliederung, repräsentativer Putzfassade, baugeschichtlich und städtebaulich von Bedeutung. Das Gebäude mit späterem Ladeneinbau hat zwei Geschosse, fünf Achsen, einen Seitenrisalit, die Putzfassade mit reicher Stuckgliederung, Figuren, Medaillons sowie eine originale Haustür. | 09257848 |
| Direkt Bild zu diesem Denkmal hochladen | Fabrikantenvilla mit Einfriedung | Zeitzer Straße 20 (Karte)                                                                                             | um 1905                                                  | Ein gut erhaltener Gründerzeitbau, die Klinkerfassade mit Sandsteingliederung, baugeschichtlich und städtebaulich von Bedeutung. Das Gebäude hat zwei Geschosse über einem hohen Sockel, vier Achsen, einen Mittelrisalit, eine gelbe Klinkerfassade mit Sandsteingliederung, originale Fenster und einen Metallgitterzaun. | 09258141 |
| Direkt Bild zu diesem Denkmal hochladen | Mietshaus in halboffener Bebauung, in Ecklage Friedensstraße | Zeitzer Straße 29 (Karte)                                                                                             | um 1875                                                  | Ein markanter Eckbau der gründerzeitlichen Stadterweiterung mit aufwändiger Putzfassade, baugeschichtlich und städtebaulich von Bedeutung. Das Gebäude besitzt zwei Geschosse, 4:1:4 Achsen, ein dreigeschossiger Eckrisalit, die Putzfassade mit Stuckgliederung, original sind die zweiflügelige Haustür mit Oberlicht, Fenster. | 09257420 |

## Eisdorf
| Bild                                    | Bezeichnung                                                                                     | Lage                          | Datierung                  | Beschreibung | ID       |
| --------------------------------------- | ----------------------------------------------------------------------------------------------- | ----------------------------- | -------------------------- | --- | -------- |
| Direkt Bild zu diesem Denkmal hochladen | Einzeldenkmal der Sachgesamtheit Elsterfloßgraben: Brücke LXXII (siehe Sachgesamtheit 09304747) |                               | 1608-1610                  | Die Kombination von künstlich geschaffenen Gräben und natürlichen Wasserverläufen macht den Elsterfloßgraben zu einem bedeutenden Zeugnis der Wasserbaukunst des 17. Jahrhunderts mit hohem regionalgeschichtlichen Wert. Die Brücke Nummer LXXII, ist ein überbetoniertes Sandsteingewölbe mit Sandsteinbrüstung und Rohrgeländer. Die Brücke LXXII ist Teil des Großen Elsterfloßgrabens, der wiederum Teil des Pleiße-Elster-Floßsystems ist. Der Graben wurde ab 1579 errichtet und sollte der Holzversorgung der kursächsischen Salinen bei Weißenfels dienen. Die ursprünglich 79 parallel zum Grabenbau errichteten Brücken wurden mit römischen Ziffern ab Crossen (Thüringen) durchnummeriert. Nach dem Niedergang der Flößerei Anfang des 17. Jh. nutzte man den Graben zum Transport von Bau- und Brennholz der Stadt Leipzig. Dazu wurde ab 1610 der Kleine bzw. Leipziger Floßgraben ab dem Dorf Stöntzsch angelegt. Die Flößerei auf dem mit 93 km Gesamtlänge größten europäischen Floßgrabensystem wurde bis 1864 betrieben. Die Brücke LXXII belegt als originales Zeugnis die überregionale über 300 Jahre andauernde wirtschaftliche Bedeutung des Grabens als Transportsystem. | 09304748 |
|                                         | Denkmal für die Gefallenen des 1. Weltkrieges                                                   | Alte Handelsstraße (Karte)    | um 1920 (Kriegerdenkmal)   | Das Denkmal besitzt ortsgeschichtliche Bedeutung, es besteht aus Muschelkalk und ist ein mehrfach gestufter Sockel, darauf die Figur eines in sich gesunkenen Soldaten, auf dem Sockel eine wappenschildartige Inschrifttafel, darüber ein Eisernes Kreuz im Eichenkranz. | 08966044 |
| Weitere Bilder                          | Dorfkirche Eisdorf (Kirche mit Kirchhof und Einfriedung)                                        | Alte Handelsstraße (Karte)    | 2. Hälfte 12. Jh.          | Die Saalkirche ist ein riegelartiger Westbau mit zwei Turmspitzen, im Langhausbereich befinden sich Portalreste, im Kern romanisch, im 15. Jahrhundert verändert, baugeschichtlich, ortsgeschichtlich und ortsbildprägend von Bedeutung. Die Saalkirche hat einen 3/6-Chor, und ist ein riegelartiger Westbau mit zwei Turmspitzen, im oberen Bereich befinden sich rundbogige Zwillingsfenster, das Langhaus mit spitzbogigen Fenstern, an der Langhaussüdwand Rundbogenfenster, an der Nordwand ebenfalls, dort im Sockelbereich Portalreste. Dazu der Kirchhof mit Einfriedung. | 09255929 |
| Direkt Bild zu diesem Denkmal hochladen | Toreinfahrt eines Bauernhofes                                                                   | Alte Handelsstraße 3 (Karte)  | 2. Hälfte 19. Jh.          | Die Toreinfahrt besteht aus drei Sandsteinpfeilern, Pforte mit Schlussstein, baugeschichtlich von Bedeutung. Eine Toreinfahrt aus mächtigen Sandsteinquadern, der Türbogen als Korbbogen mit Schlussstein. | 09255915 |
| Direkt Bild zu diesem Denkmal hochladen | Seitengebäude eines Vierseithofes                                                               | Alte Handelsstraße 4 (Karte)  | um 1900                    | Ein Klinkerbau mit Drillingsfenstern im Giebel, baugeschichtlich von Bedeutung. Das Wohnstallhaus ist ein Klinkerbau mit Rechteck- und Segmentbogenfenstern, an der Giebelseite drei Fenster in einer Gruppe, von Gesimsstreifen und Dreiecksgiebel bekrönt, mit Satteldach. | 09255917 |
| Direkt Bild zu diesem Denkmal hochladen | Scheune eines Vierseithofes                                                                     | Alte Handelsstraße 7 (Karte)  | 2. Hälfte 19. Jh.          | Ein Fachwerkbau mit Ziegelausfachung, ortsgeschichtlich und baugeschichtlich von Bedeutung. Die Scheune besteht aus Klinkerfachwerk, mit einem großen, holzgiebelüberfangenem Tor und Satteldach. | 09255918 |
| Direkt Bild zu diesem Denkmal hochladen | Wohnhaus eines Bauernhofes                                                                      | Alte Handelsstraße 9 (Karte)  | im Kern 17. Jh.            | Ein verputzter Fachwerkbau mit galerieartigem Holzvorbau zum Hof, ortsgeschichtliche und baugeschichtliche Bedeutung. Das Bauernhaus besteht aus verputztem Fachwerk, an der Rückseite befindet sich ein galerieartiger Holzvorbau mit Rundbögen und kleinen Rechteckfenstern, dazu ein steiles Satteldach. | 09255919 |
| Direkt Bild zu diesem Denkmal hochladen | Scheune eines Bauernhofes                                                                       | Alte Handelsstraße 10 (Karte) | Anfang 19. Jh.             | Ein Fachwerkgebäude mit Satteldach, ortsgeschichtlich und baugeschichtlich von Bedeutung. | 09255920 |
| Direkt Bild zu diesem Denkmal hochladen | Scheune und Toreinfahrt eines Bauernhofes                                                       | Alte Handelsstraße 11 (Karte) | Anfang 19. Jh.             | Eine Toreinfahrt mit drei Pfeilern und originalen ornamentierten Torflügeln, die Scheune ist ein Fachwerkgebäude mit Satteldach, ortsgeschichtlich und baugeschichtlich von Bedeutung. | 09255921 |
| Direkt Bild zu diesem Denkmal hochladen | Wohnhaus eines Bauernhofes                                                                      | Alte Handelsstraße 12 (Karte) | 18. Jh.                    | Das Bauernhaus besteht im Obergeschoss aus verputztem Fachwerk und hat ein Krüppelwalmdach, die Proportionen sind original, baugeschichtlich von Bedeutung. | 09255923 |
| Direkt Bild zu diesem Denkmal hochladen | Seitengebäude eines Bauernhofes                                                                 | Der Ring 4 (Karte)            | 18. Jh.                    | Das Bauernhaus besteht im Erdgeschoss aus Mauerwerk, im Obergeschoss aus Fachwerk, das Satteldach mit weitem Dachvorstand. | 09255924 |
|                                         | Scheune eines Bauernhofes                                                                       | Der Ring 9 (Karte)            | Anfang 19. Jh.             | Ein Fachwerkgebäude mit Satteldach, ortsgeschichtlich und baugeschichtlich von Bedeutung. | 09255925 |
|                                         | Denkmal für die Gefallenen der Kriege 1866 und 1870/1871                                        | Zum Anger (Karte)             | bez. 1871 (Kriegerdenkmal) | Ein Gedenkstein über zweifach gestuftem Sockel in Postamentform, auf drei Seiten Inschriften, im vierten Feld befindet sich eine emblematische Darstellung mit Eisernem Kreuz, Helm und Waffen. | 08967022 |
| Direkt Bild zu diesem Denkmal hochladen | Wohnhaus eines Bauernhofes                                                                      | Zum Anger 2 (Karte)           | 18. Jh.                    | Das Bauernhaus besteht im Erdgeschoss aus Mauerwerk auf einem Werksteinsockel, im Obergeschoss aus Fachwerk, Krüppelwalmdach. Die Seitengebäude/Stallgebäude aus Fachwerk mit Satteldach – gehört zum Bauernhof Zum Anger. | 09255927 |
| Direkt Bild zu diesem Denkmal hochladen | Wassermühle Eisdorf (Mühlengebäude (mit Wasserrad) und Mühlgraben (Elsterfloßgraben))           | Zur Mühle (Karte)             | 1851                       | Das Wassermühlengebäude ist ein zweigeschossiger Putzbau mit Klinkerlisenen und einem flachen Satteldach, die Halbrundfenster sind mit Klinkern umrandet, das unterschlächtiges Wasserrad mit 5,6 m Durchmesser und 1,92 m Fallhöhe hat 0,7 m³/s Wasserdurchsatz, 7 PS, ein gusseisernes Mühlrad mit konkaven Schaufeln steht noch am Gerinne hinter der Mühle, schlechter Zustand, Mühlstein vorhanden, Anstauen des Wasser des Kleinen Floßgrabens (Elsterfloßgraben) bis 1,35 m. | 08970709 |

## Großschkorlopp
| Bild                                    | Bezeichnung                                                              | Lage                           | Datierung         | Beschreibung | ID       |
| --------------------------------------- | ------------------------------------------------------------------------ | ------------------------------ | ----------------- | --- | -------- |
| Direkt Bild zu diesem Denkmal hochladen | Wohnhaus eines Vierseithofes                                             | Schkeitbarer Straße 9 (Karte)  | bez. 1902         | Ein straßenbildprägendes Gebäude mit interessant gestaltetem Spitzbogengiebel, Ziegelfassade, ortshistorische, regionalentwicklungsgeschichtliche und baugeschichtliche Bedeutung. Ein zweigeschossiges, traufständiges Gebäude in rotem Ziegelmauerwerk, Schmuckelemente in gelben Klinkern, die Fassade durch Pilaster im Obergeschoss und Zwerchgiebel in der Mitte betont, Walmdach, seitlich des Zwerchgiebels je eine Gaupe, an der Gebäudeseite zur Hofeinfahrt Inschrifttafel mit Datierung, denkmalwürdig als Zeugnis der Wohn- und Lebensverhältnisse seiner Entstehungszeit im Ort und in der Region, dokumentiert das Eindringen städtischer Bauformen in den dörflichen Bereich auf Grundlage der industriellen Produktion von Baumaterialien. | 09259445 |
| Direkt Bild zu diesem Denkmal hochladen | Wohnhaus eines Bauernhofes                                               | Schkeitbarer Straße 10 (Karte) | Mitte 19. Jh.     | Als Teil der Ortskernbebauung von ortsgeschichtlicher und regionalgeschichtlicher Bedeutung. Ein zweigeschossiger, traufständiger Bau mit Krüppelwalmdach, Erdgeschoss massiv, wohl in Lehm, das Obergeschoss wahrscheinlich weitgehend aus Fachwerk, einheitlich überputzt, als Zeugnis der bäuerlichen Bauform und Bauweise um die Mitte des 19. Jh. im Ort und in der Region von denkmalwerter Bedeutung. Das Haus hat zwei Geschosse, ist traufständig, die Fenster der Traufseite original, Fensterläden im Erdgeschoss, im Giebel sind die Fenster zum Teil erneuert, der Dachstuhl original. | 09259439 |
| Direkt Bild zu diesem Denkmal hochladen | Wohnhaus, Seitengebäude, Scheune und Toreinfahrt eines Dreiseithofes     | Schkeitbarer Straße 12 (Karte) | bez. 1909         | Eine weitgehend authentisch erhaltene Hofanlage der Zeit nach 1900, Ziegelbauten, repräsentatives Wohnhaus in städtischen Bauformen, baugeschichtlich und regionalgeschichtlich von Bedeutung. Das Wohnhaus ist ein zweigeschossiger Massivbau mit Krüppelwalmdach, die Fassade aufwändig gestaltet, Natursteinsockel, Erdgeschoss mit Klinkerverkleidung in Rot und Grün, seitlich ein kleiner Standerker, die Fensterrahmungen in Kunststein, das Obergeschoss verputzt, ein großer Dreieckgiebel über der Mitte, davor ein angedeuteter Erker mit Klinkerverkleidung und Zierfachwerk im Giebel, die Brüstungsfelder am „Erker“ mit Festons, architektonisch Einflüsse des Landhausstils erkennbar. Die Seitengebäude und Scheune sind zeit- und regionaltypische Ziegelbauten, entsprechend Zierformen wie Konsolfriese, am Seitengebäude zugewandter Giebel im oberen Bereich verputzt, hinsichtlich des Anspruchs und der entsprechenden architektonischen Ausprägung ein hervorragendes Zeugnis der dörflichen Bau- und Wirtschaftsweise in der Region um 1900, deshalb von bau- und regionalgeschichtlicher Bedeutung. Das Wohnhaus auf Natursteinsockel, Klinker (rot und grün) im Erdgeschoss, Dreiecksgiebel an Traufseite (teilweise Fachwerk), im Erdgeschoss profilierte Sandsteinfenstergewände (Verzierung der Traufseite durch rote und grüne Klinker und Fruchtgehänge im Putz), Stall und Scheune aus Ziegel, Natursteinsockel, Giebel, teilweise verputzt. | 09259440 |
| Direkt Bild zu diesem Denkmal hochladen | Scheune eines ehemaligen Vierseithofes                                   | Schkeitbarer Straße 16 (Karte) | 2. Hälfte 19. Jh. | Ein weitgehend original erhaltener Fachwerkbau, ortsgeschichtlich und baugeschichtlich von Bedeutung. Ein regionaltypischer Bau in regelmäßigem Fachwerk mit Ziegelausfachung, Satteldach, und straßenseitigem Giebel, massiv, durch seine jetzt freigestellte Lage sowohl nach außen als auch zur Ortsstraße hin ortsbildprägend, ein typisches Zeugnis für die bäuerliche Bau- und Wirtschaftsweise in der Region in der zweiten Hälfte des 19. Jh., deshalb von baugeschichtlicher Bedeutung. Fachwerk mit Ziegelausfachung, ein alter Dachstuhl mit Biberschwanzdeckung. | 08970184 |
| Direkt Bild zu diesem Denkmal hochladen | Seitengebäude, Toranlage und Taubenhaus eines Vierseithofes              | Schkeitbarer Straße 19 (Karte) | bez. 1892         | Das Seitengebäude ist zweigeschossig, in roten und teilweise gelben Ziegeln ausgeführt, eine typische Ziegeldekorationen mit Satteldach, im Erdgeschoss mit Stallungen und Remisen, im Obergeschoss Kammern und Heuböden, an der Giebelseite eine Inschrifttafel in Sandstein. Das Taubenhaus ist ein Ziegelbau über sechseckigem Grundriss, in der Hofmitte an der Mistgrube, dient zudem als Abtritt. Die Toranlage besteht aus unverputzten Sandsteinpfeilern, das Seitengebäude ist ein typischer Vertreter der ländlichen Bauweise in der Region in seiner Entstehungszeit, daraus bau- und regionalgeschichtlicher Wert ableitbar, das Taubenhaus ein Zeugnis einer besonderen, reglementierten Tierhaltung, hierdurch Seltenheitswert, die Toranlage in Gestaltung und Material (Zeitzer Sandstein) ein Bauernhofbestandteil in der Region. | 09259444 |
| Direkt Bild zu diesem Denkmal hochladen | Zwei aneinandergebaute Seitengebäude und Toreinfahrt eines Dreiseithofes | Schkeitbarer Straße 20 (Karte) | um 1820           | Die Seitengebäude sind zweigeschossige Bauten, getrennt durch einen Brandgiebel im Erdgeschoss massiv, teilweise verändert, das Obergeschoss Fachwerk, zweiriegelig, wohl mit Lehmausfachung, das vordere Gebäude möglicherweise mit Kammern, das hintere mit Heuboden, Satteldächer. Die Toranlage besteht aus drei Ziegelpfeilern, jetzt verputzt, Überdachung, eine Leutepforte mit Flachbogen. Die beiden Seitengebäude sind als Fachwerkbauten der ersten Hälfte des 19. Jh. von Zeugniswert für die damalige bäuerliche Bau- und Wirtschaftsweise am Ort und in der Region, die Toranlage von besonderer und seltener Ausprägung. | 09259442 |
| Direkt Bild zu diesem Denkmal hochladen | Wohnstallhaus (rückwärtiger Teil) eines Dreiseithofes                    | Schkeitbarer Straße 26 (Karte) | 2. Hälfte 19. Jh. | Der rückwärtiger Teil des um 1900 durch einen Neubau teilweise ersetzten Bauernhauses, das Erdgeschoss ist heute massiv, ursprünglich wahrscheinlich ebenfalls Fachwerk, wohl als Stall genutzt, im Obergeschoss in zweiriegligen Fachwerk ausgeführt, Satteldach, ein Zeugnis für die traditionelle orts- und regionaltypische Bauweise bäuerlicher Gebäude, deshalb von bau- und regionalgeschichtlicher Bedeutung. Der Stall mit Fachwerk mit Lehmausfachung, eine schöne kleine Anlage am Ende der Straße, das Wohnhaus mit neuen Fenstern, doch aus Ensemblegründen hinzugenommen, Stall-Scheune bilden einen großen winkelförmigen Komplex (Ziegelbauten) – die Scheune ist kein Denkmal. | 09259443 |

## Großstorkwitz
| Bild                                    | Bezeichnung | Lage                         | Datierung                        | Beschreibung | ID       |
| --------------------------------------- | --- | ---------------------------- | -------------------------------- | --- | -------- |
| Weitere Bilder                          | St.-Leonhardi-Kirche Maschwitz-Großstorkwitz (Kirche (mit Ausstattung))                                               | Dorfstraße (Karte)           | 12. Jh., später überformt        | In der alten Ortslage Maschwitz, eine im Kern romanische einschiffige Chorturmkirche, barock überformt, baugeschichtlich, ortsbildprägend und ortsgeschichtlich von Bedeutung. Der Chorturm hat einen 5/8-Schluss. | 09258054 |
| Direkt Bild zu diesem Denkmal hochladen | Pfarrhof mit Pfarrhaus und zwei Seitengebäuden                                                                        | Dorfstraße 3 (Karte)         | um 1800                          | In der alten Ortslage Maschwitz, ein Ensemble von Fachwerkgebäuden, baugeschichtlich und ortsgeschichtlich von Bedeutung. Das Pfarrhaus hat zwei Geschosse, sieben Achsen, das Erdgeschoss ist massiv, das Obergeschoss offenliegendes Fachwerk, Krüppelwalmdach, Sandsteingewände und -stufen. Das erste Nebengebäude hat zwei Geschosse, das Erdgeschoss massiv, im Obergeschoss Fachwerk. Das zweite Nebengebäude ist ein eingeschossiges Fachwerkgebäude. | 09258055 |
| Direkt Bild zu diesem Denkmal hochladen | Wohnhaus, westliches Seitengebäude und Scheune eines Vierseithofes sowie Toreinfahrt                                  | Dorfstraße 4 (Karte)         | um 1800, Giebel später überformt | Eine geschlossene und ortsbildprägende Hofanlage, das Wohnhaus im Obergeschoss Fachwerk und mit repräsentativer massiver Giebelfront der Gründerzeit, die Scheune und Seitengebäude in Fachwerkbauweise, repräsentative Hofzufahrt mit Sandsteintorpfeilern, baugeschichtlich und ortsgeschichtlich von Bedeutung. Das Wohnhaus besitzt Geschosse, Krüppelwalmdach, um 1890, ist massiv mit Resten älteren Fachwerks im Obergeschoss, Stuckfassade, drei Sandsteintorpfeiler und Tor. Die Scheune besteht aus Fachwerk mit Ziegelausfachung, der Stall ist zweigeschossig in Fachwerkbauweise und mit originaler Deckung. | 09258060 |
| Direkt Bild zu diesem Denkmal hochladen | Gasthof Großstorkwitz (Ehemaliger Gasthof mit Saalanbau)                                                              | Dorfstraße 6 (Karte)         | bez. 1899                        | Ein markantes, ortsbildprägendes Gebäude mit einer Putzfassade aus der Gründerzeit, baugeschichtlich und ortsgeschichtlich von Bedeutung. Der Gasthof ist ein Gebäude mit zwei Geschossen, sieben Achsen und besitzt zwei originale zweiflügelige Türen, der Putz mit Stuck, originale Fenster im Erdgeschoss, ein rückwärtiger Eingang mit altem, hölzernem Vordach. Der Saal ist eingeschossig, vier Achsen, Backsteinlisenen, Rundbogenfenster, Sandsteinsockel. | 09258068 |
| Direkt Bild zu diesem Denkmal hochladen | Wohnhaus (mit Umgebinde), Seitengebäude, Scheune und daran angebauter Schuppen eines Vierseithofes, sowie Toreinfahrt | Dorfstraße 8 (Karte)         | um 1750                          | Eine gut erhaltene Hofanlage des 18. Jahrhunderts mit originalen Details, überwiegend Fachwerkbauten, das Wohnhaus ist ein für die Region seltenes Umgebindehaus, die Hofzufahrt mit schönen Sandsteintorpfeilern, baugeschichtlich und ortsgeschichtlich von Bedeutung. Das Wohnhaus besteht aus zwei Geschossen und ist ein ehemaliges Umgebindehaus aus Fachwerk mit Lehm, die große Scheune besteht aus Fachwerk mit Ziegeln, die Ställe und Schuppen in Fachwerk. | 09258066 |
| Direkt Bild zu diesem Denkmal hochladen | Wohnhaus eines Dreiseithofes                                                                                          | Dorfstraße 9 (Karte)         | um 1700                          | Das Fachwerkhaus ist eines der ältesten im Ort erhaltenen Gebäude, baugeschichtlich von Bedeutung. Es besitzt zwei Geschosse, das Erdgeschoss massiv, die Giebel verputzt, im Obergeschoss überkragend und offenliegendes Fachwerk. | 09258064 |
| Direkt Bild zu diesem Denkmal hochladen | Seitengebäude und Toreinfahrt eines Bauernhofes                                                                       | Dorfstraße 10 (Karte)        | bez. 1844                        | Ein gut erhaltenes Stallgebäude mit originalen Details, im Obergeschoss Fachwerk, baugeschichtlich von Bedeutung hat das Gebäude zwei Geschosse, das Erdgeschoss und die Giebel massiv, im Obergeschoss offenliegendes Fachwerk, originale Öffnungen. | 09258063 |
| Direkt Bild zu diesem Denkmal hochladen | Seitengebäude und Scheune eines Dreiseithofes, sowie Hofmauer mit Toreinfahrt                                         | Dorfstraße 11 (Karte)        | 1847                             | Eine Anlage von ortsbildprägendem Charakter, baugeschichtlich und ortsgeschichtlich von Bedeutung. Das Wohnstallhaus (1847 bezeichnet), hat zwei Geschosse, das Erdgeschoss massiv, im Obergeschoss offenliegendes Fachwerk, eine große Scheune (um 1900), Backsteinlisenen, Putzgliederung, zwei Tore, Öffnungen original, Backsteintorpfeiler und -mauer. | 09258062 |
| Direkt Bild zu diesem Denkmal hochladen | Seitengebäude (mit Oberlaube) eines Bauernhofes                                                                       | Dorfstraße 18 (Karte)        | um 1750                          | Ein hervorragend erhaltenes Fachwerkgebäude des 18. Jahrhunderts, mit seltener Oberlaube, baugeschichtlich von Bedeutung verfügt es über zwei Geschosse, das Erdgeschoss massiv, im Obergeschoss offenliegendes Fachwerk, mit Obergeschosslaube. | 09258061 |
| Weitere Bilder                          | Denkmal für die Gefallenen des 1. Weltkriegs                                                                          | Dorfstraße 23 (vor) (Karte)  | um 1920 (Kriegerdenkmal)         | Ein hoher Sockel mit der Figur eines knienden Soldaten, Muschelkalk, ortsgeschichtlich von Bedeutung. | 09258067 |
| Direkt Bild zu diesem Denkmal hochladen | Toreinfahrt eines Bauernhofes                                                                                         | Maschwitzer Straße 4 (Karte) | bez. 1889 (Torpfeiler)           | In der alten Ortslage Maschwitz, drei Sandsteintorpfeiler in neogotischen Formen und Radabweiser, aufwendige Hofeinfahrt mit ortstypischem Charakter, baugeschichtlich von Bedeutung. | 09258059 |
|                                         | Wohnstallhaus und Toreinfahrt eines Bauernhofes                                                                       | Maschwitzer Straße 6 (Karte) | um 1800 (Wohnstallhaus)          | In der alten Ortslage Maschwitz, ortsbildprägende Reste einer ehemaligen Hofanlage, das Wohnhaus mit Fachwerk-Obergeschoss in Thüringer-Leiter-Konstruktion, die Hofzufahrt mit drei Sandsteintorpfeilern, baugeschichtlich von Bedeutung. Das Wohnstallhaus besitzt zwei Geschosse, das Erdgeschoss und die Giebel massiv und verändert, Eckquaderung, im Obergeschoss Fachwerk mit Ziegelausfachung, drei Torpfeiler von 1883. | 09258056 |

## Kitzen
| Bild                                    | Bezeichnung | Lage                                | Datierung                      | Beschreibung | ID       |
| --------------------------------------- | --- | ----------------------------------- | ------------------------------ | --- | -------- |
| Direkt Bild zu diesem Denkmal hochladen | Sachgesamtheit Elsterfloßgraben, mit folgenden Sachgesamtheitsbestandteilen: Abzweig bei Pegau zum Profener Elstermühlgraben (sogenannter Kleiner Floßgraben, siehe Sachgesamtheitsbestandteil 09257111) und einzelnen Abschnitten in Zwenkau (sogenannter Batschke-Floßgraben, siehe Sachgesamtheitsbestandteil 09305755), Markkleeberg (sogenannter Batschke-Floßgraben, siehe Sachgesamtheitsbestandteil 0305752), Leipzig (sogenannter Batschke-Floßgraben, Sachgesamtheit 09296651), Markranstädt (Elsterfloßgraben, Sachgesamtheit 09305751) weiterhin mit den folgenden Einzeldenkmalen: Mittelbrücke (siehe Einzeldenkmal 09304844), Brücke LXXII (siehe Einzeldenkmal 09304748), Brücke LXVIII (siehe Einzeldenkmal 09304839), Brücke LXV (siehe Einzeldenkmal 09304747) und Brücke LXIV (siehe Einzeldenkmal 09305200) sowie Elsterwehr in Zwenkau (siehe Einzeldenkmal 09299655) und Markkleeberg (Brücke, siehe Einzeldenkmal 09256645) | (Karte)                             | 16./17. Jh. (Floßgraben)       | Die Kombination von künstlich geschaffenen Gräben und natürlichen Wasserverläufen macht den Elsterfloßgraben zu einem bedeutenden Zeugnis der Wasserbaukunst des 17. Jahrhunderts mit hohem regionalgeschichtlichen Wert. | 09304747 |
| Direkt Bild zu diesem Denkmal hochladen | Einzeldenkmal der Sachgesamtheit Elsterfloßgraben: Brücke LXVIII (siehe Sachgesamtheit 09304747) | (Karte)                             | 1608–1610                      | Die Kombination von künstlich geschaffenen Gräben und natürlichen Wasserverläufen macht den Elsterfloßgraben zu einem bedeutenden Zeugnis der Wasserbaukunst des 17. Jahrhunderts mit hohem regionalgeschichtlichen Wert. Brücke mit Betonbrücke auf Sandsteinsockeln, die Brücke LXVIII ist Teil des Großen Elsterfloßgrabens, der wiederum Teil des Pleiße-Elster-Floßsystems ist. Der Graben wurde ab 1579 errichtet und sollte der Holzversorgung der kursächsischen Salinen bei Weißenfels dienen. Die ursprünglich 79 parallel zum Graben errichteten Brücken wurden ab Crossen (Thüringen) mit römischen Ziffern durchnummeriert. Nach dem Niedergang der Flößerei Anfang des 17. Jh. nutzte man den Graben zum Transport von Bau- und Brennholz für die Stadt Leipzig. Dazu wurde ab 1610 der Kleine bzw. Leipziger Floßgraben ab dem Dorf Stöntzsch angelegt. Die Flößerei auf dem mit 93 km Gesamtlänge größten europäischen Floßgrabensystem wurde bis 1864 betrieben. Die Brücke LXXII belegt als originales Zeugnis die überregionale über 300 Jahre andauernde wirtschaftliche Bedeutung des Grabens als Transportsystem. (LfD/2013) Rundbogenbrücke mit überbetoniertem Sandsteingewölbe, Bruchstein | 09304839 |
|                                         | Körner-Denkmal (Denkmal für Theodor Körner) | Am Kulturhaus (Karte)               | 1863                           | Zur Erinnerung an den Dichter und Leutnant Theodor Körner (1791–1813) sowie an die Befreiungskriege 1813, ortsgeschichtliche Bedeutung. Ein Sandsteinkubus auf Sockel im ehemaligen Gutspark (Körnerwäldchen?), zwei Schriftfelder (eines mit erster Zeile des Sonetts „Abschied vom Leben“) und zwei Bildfelder: Kranz sowie Leier und Schwert, zur Erinnerung an das Lützowsche Lager und die Verwundung Theodor Körners 1813 bei Kitzen, personengeschichtliche Bedeutung und Erinnerungswert | 08966343 |
| Direkt Bild zu diesem Denkmal hochladen | Einzeldenkmal der Sachgesamtheit Rittergut Kitzen: ehemaliges Gutsverwalterhaus (siehe auch Sachgesamtheit 09305387, Am Kulturhaus 2, 4) | Am Kulturhaus 2 (Karte)             | um 1915                        | Ein barockisierender Putzbau mit erkennbaren Einflüssen des Heimatschutzes, baugeschichtliche und ortsgeschichtliche Bedeutung. Ein zweigeschossiger breitgelagerter Bau, verputzt, Mansarddach, sparsame Putzfgliederungen, loggiaartige Gestaltung des Eingangsbereiches, mit Treppenaufgang, an der straßenseitigen Giebelfront kleiner Eckerker, im Dachbereich an beiden Schmalseiten Zwerchhäuser, durch seine qualitätvolle architektonische Gestaltung, die auch vom Repräsentationsanspruch der Rittergutsherrschaft zeugt, erlangt das Gebäude eine baugeschichtliche Bedeutung, als ehemaliger Bestandteil des Rittergutes Kitzen hat es ortsgeschichtliche Bedeutung. (LfD/2010) Putzfassade, Treppe und Eingang unter Arkade zur Straße hin, Eckerker, zurückhaltende Putzornamentik, Zwerchhausgiebel, Schopfwalmdach mit Zwerchhäusern. | 09255893 |
| Direkt Bild zu diesem Denkmal hochladen | Sachgesamtheit Rittergut Kitzen mit folgenden Einzeldenkmalen: Herrenhaus (Am Kulturhaus 4, siehe Einzeldenkmal 09255893), Gutsverwalterhaus (Am Kulturhaus 2, siehe Einzeldenkmal 09255893) und Wirtschaftsgebäude (Dr.-Otto-Kunzmann-Straße 2a, siehe Einzeldenkmal 09255892) sowie Gutspark (Gartendenkmal) | Am Kulturhaus 2; 4 (Karte)          | um 1800 bis 1. Viertel 20. Jh. | Eine ortsbildprägende Rittergutsanlage mit spätbarockem Herrenhaus und Park im Landschaftsstil, ortsgeschichtliche, kulturgeschichtliche, baugeschichtliche und baukünstlerische sowie gartengeschichtliche Bedeutung. | 09305387 |
| Direkt Bild zu diesem Denkmal hochladen | Einzeldenkmal der Sachgesamtheit Rittergut Kitzen: ehemaliges Herrenhaus (siehe auch Sachgesamtheit 09305387, Am Kulturhaus 2, 4) | Am Kulturhaus 4 (Karte)             | um 1800                        | Ein spätbarockes, typisch sächsisches Herrenhaus, ortsgeschichtliche, kulturgeschichtliche und baugeschichtliche und baukünstlerische Bedeutung. Ein spätbarocker, typisch sächsischer Herrenhausbau, zweigeschossig, Mansarddach mit Belvedere, sowohl Hof- als auch Gartenseite durch dreiachsigen Mittelrisalit mit Pilastergliederung und Dreiecksgiebeln betont, auf der Hofseite konvex hervortretender Eingangsvorbau mit toskanischen Säulen, darüber Austritt mit schmiedeeisernem Gitter, auf der Gartenseite über die Breite des Risaltits Portikus, ebenfalls mit toskanischen Säulen, darüber Balkon, Fassadenschmuck in klassizistischer bzw. Zopfstilmanier stammt von Erneuerung um 1915, vom Anspruch und von der architektonischen Qualität eines der herausragenden Herrenhäuser aus der Zeit um 1800, Zeugnis für die Geschichte des Rittergutes Kitzen und für die Herrschaft der Rittergüter allgemein, welche über Jahrhunderte für die kulturelle und wirtschaftliche Entwicklung von Sachsen ein entscheidender Faktor war. (LfD/2012) Putzfassade, Säulenportal, Mittelrisalit, Zwerchhausgiebel, Rechteckfenster mit Schlusssteinmotiv, Putzstreifen, Zwerchhäuser, Schopfwalmdach. | 09255891 |
| Direkt Bild zu diesem Denkmal hochladen | Pfarrhof mit Pfarrhaus, Seitengebäude, Scheune, Einfriedung und Toreinfahrt | Brunnengasse 1 (Karte)              | Ende 19. Jh.                   | In der alten Ortslage Hohenlohe, das Pfarrhaus ist ein regionaltypischer Ziegelbau, die Nebengebäude ältere Fachwerkbauten, ortsgeschichtliche und sozialgeschichtliche Bedeutung. Zeugnis für die soziale Stellung und die Wirtschaftsweise eines Dorfpfarrers in der Vergangenheit, an den unterschiedlichen Zeiten stammenden Gebäudebestand die bauliche Entwicklung eines solchen Anwesens ablesbar - Pfarrhaus: um 1890, zweigeschossiger, roter Ziegelbau über Bruchsteinsockel, sparsame ziegelbautypische Schmuckformen, Satteldach - Seitengebäude: um 1820/30, zweigeschossig, Erdgeschoss massiv, Obergeschoss wohl Fachwerk, verschiedene Veränderungen (Fensterformate, Türen, Anbau), Krüppelwalmdach - Scheune: Mitte 19. Jahrhundert, Fachwerk, Satteldach, Mitteleinfahrt, seitliche wohl Remise - Toranlage und Einfriedung in Naturstein- und Ziegelmauerwerk | 08967023 |
| Direkt Bild zu diesem Denkmal hochladen | Wohnhaus eines Bauernhofes | Brunnengasse 5 (Karte)              | um 1800                        | In der alten Ortslage Hohenlohe, ein Fachwerkbau eines Kleinbauernhofes, baugeschichtliche und sozialgeschichtliche Bedeutung. Ein zweigeschossiger Bau, das Erdgeschoss teils Fachwerk, teils massiv, das Obergeschoss in Fachwerk, erneuerte Giebel massiv, Satteldach, als Zeugnis für die Wohn- und Lebensverhältnisse der unteren sozialen Schichten in der Dorfbevölkerung sowohl für die Orts- als auch für die Sozialgeschichte von Bedeutung. Bauernhaus, Fachwerk, Giebel Mauerwerk, verputzt, Satteldach | 09255912 |
| Direkt Bild zu diesem Denkmal hochladen | Häuslerhaus | Brunnengasse 8 (Karte)              | um 1800                        | In der alten Ortslage Hohenlohe, ein eingeschossiger Massivbau mit Fachwerkgiebel, ortsgeschichtliche und sozialgeschichtliche Bedeutung. Ein eingeschossiger Bau, das Erdgeschoss teils aus Mauerwerk, teils Lehm, die Giebel in Fachwerk, Krüppelwalmdach, es dokumentiert die Wohn- und Lebensverhältnisse der armen Dorfbevölkerung in der Vergangenheit, aus diesem Grund orts- und sozialgeschichtlich von Bedeutung. | 09255911 |
| Direkt Bild zu diesem Denkmal hochladen | Einzeldenkmal der Sachgesamtheit Rittergut Kitzen: Wirtschaftsgebäude (siehe auch Sachgesamtheit 09305387, Am Kulturhaus 2, 4) | Dr.-Otto-Kunzmann-Straße 2a (Karte) | um 1800                        | Der zum Teil aus Fachwerk bestehende Bau ist von ortsgeschichtlicher und baugeschichtlicher Bedeutung. Stallscheune, teils Fachwerk, teils massiv, Segmentbogenportal mit Schlussstein, quer gelegte Rechteckfenster, Krüppelwalmdach. | 09255892 |
| Direkt Bild zu diesem Denkmal hochladen | Seitengebäude und Toreinfahrt eines Bauernhofes | Dr.-Otto-Kunzmann-Straße 5 (Karte)  | um 1800                        | Das Seitengebäude im Erdgeschoss aus Mauerwerk, im Obergeschoss Fachwerk, die Toreinfahrt mit Sandsteinpfeilern, ortsgeschichtlich und baugeschichtlich von Bedeutung. | 09255905 |
| Direkt Bild zu diesem Denkmal hochladen | Wohnhaus eines Dreiseithofes | Dr.-Otto-Kunzmann-Straße 17 (Karte) | Mitte 18. Jh.                  | Das Bauernhaus eines Dreiseithofes ist im Erdgeschoss aus Lehmmauerwerk, im Obergeschoss Fachwerk, Satteldach, baugeschichtlich von Bedeutung. | 09255903 |
| Direkt Bild zu diesem Denkmal hochladen | Wohnhaus eines Bauernhofes | Dr.-Otto-Kunzmann-Straße 25 (Karte) | um 1800                        | Der Kleinbauernhof, im Erdgeschoss Mauerwerk, das Obergeschoss Fachwerk, ist baugeschichtlich von Bedeutung. | 09255901 |
| Direkt Bild zu diesem Denkmal hochladen | Scheune eines Vierseithofes | Dr.-Otto-Kunzmann-Straße 27 (Karte) | um 1880                        | Ein Klinkerbau mit Lisenen, teilweise verputzt, ortsgeschichtlich und baugeschichtlich von Bedeutung. Die Scheune eines Dreiseithofes, Klinkerbau, Lisenen, teilweise verputzt, Segmentbogentore, Satteldach. | 09255900 |
| Direkt Bild zu diesem Denkmal hochladen | Wohnhaus eines Bauernhofes | Großgörschener Weg 2 (Karte)        | um 1800                        | Ein Kleinbauernhof, im Erdgeschoss verputztes Mauerwerk, das Obergeschoss Fachwerk, die Giebel verputzt, Satteldach weit heruntergezogen, baugeschichtlich von Bedeutung. | 09255914 |
| Direkt Bild zu diesem Denkmal hochladen | Scheune eines Bauernhofes | Lützowstraße 1 (Karte)              | Anfang 19. Jh.                 | Ein Fachwerkbau mit ortsgeschichtlicher und baugeschichtlicher Bedeutung. Scheune in Fachwerkbauweise mit Krüppelwalmdach. | 09255899 |
| Direkt Bild zu diesem Denkmal hochladen | Gasthof Kitzen (Ehemaliges Gasthaus, heute Wohnhaus (Umgebinde) und seitliche Einfriedungsmauer mit Pforte und Toreinfahrt, sowie Gedenktafel am Haus) | Lützowstraße 12 (Karte)             | Mitte 18. Jh.                  | Ein bemerkenswertes Fachwerkgebäude, strebenreiches Gefüge mit Thüringer-Leiter-Fachwerk, ein für die Region seltenes Umgebindehaus, Lützow-Gedenktafel zur Erinnerung an die Befreiungskriege 1813, Einfriedungsmauer Kalkstein, baugeschichtlich und ortsgeschichtlich von Bedeutung. Das Obergeschoss Fachwerk, Krüppelwalmdach, Inschrifttafel bezüglich Lützows Bitte um Einlass, die Einfriedung Kalkstein. | 09255898 |
| Weitere Bilder                          | St.-Nicolai-Kirche Hohenlohe-Kitzen (Kirche (mit Ausstattung) sowie ein Grabstein für Johann August Schmidt und zwei Grufthäuser auf dem Kirchhof) | Schulstraße (Karte)                 | um 1200, später überformt      | In der alten Ortslage Hohenlohe, ein romanischer Kernbau mit Westriegel und Querhaus, zum Teil gotische Fenster, romanisches Säulenportal, späthistoristische Grufthäuser, baugeschichtlich, landes- und ortsgeschichtlich, künstlerisch und ortsbildprägend von Bedeutung. Die Nikolaikirche Kitzen-Hohenlohe ist ein romanischer Bau von ungewöhnlicher Ausprägung, die auf einen Zisterzienserinnenkonvent zurückzuführen ist, der hier wohl seit dem späten 12. Jh. für einige Zeit ansässig war. Als einschiffiger Bruchsteinbau mit Westturm im 12. Jh. begonnen oder ausgeführt, erfuhr die Kirche um 1200 im Zusammenhang mit der Klosternutzung tiefgreifende Veränderungen. Durch Errichtung von Querhaus und Chor entstand ein kreuzförmiger Grundriss mit zentralisierender Tendenz. Die einschneidende Bauphase zeigt sich auch in der stärkeren Verwendung von Werkstein. An den Stirnseiten des Querhauses sind gestufte Rundbogenportale in spätromanischen Formen eingefügt. Über die einstige Gestaltung des Ostschlusses fehlen gesicherte Angaben. Um die Mitte oder in der zweiten Hälfte des 13. Jh. erfolgte eine Erweiterung des Langhauses nach Osten mit geradem Chorschluss und Dreifenstergruppe, gerahmt von einem Blendbogen, auch die Lanzettfenster an Schiff und Querhaus sind diesem Umbau zuzuordnen. In spätgotischer Zeit Sakristeianbau in der Südostecke von Querhaus und Chor, spätestens damit Wegfall einer dort befindlichen Apsis, auch am nördlichen Querhausarm ist eine Apsis anzunehmen. 1631 Zerstörungen durch Brand, bald danach Erneuerung, Dachwerk und Holzdecke aus dieser Zeit. 1822 Renovierung. Ab 2007 Instandsetzungsarbeiten, begleitet von bauarchäologischen Untersuchungen und restauratorischen Maßnahmen. Die Nikolaikirche in Kitzen-Hohenlohe, wahrscheinlich ursprünglich als Pfarrkirche errichtet, ist durch ihre prägende Umnutzung zur Klosterkirche ein wichtiges Zeugnis für die Bautätigkeit der Zisterzienserinnen auf dem Gebiet des heutigen Sachsen. Zisterzienserinnenanlagen sind in Sachsen nur in geringer Anzahl und zumeist auch nur in Resten erhalten, sodass die Kirche in Hohenlohe durch ihren weitgehend erhaltenen historischen Baubestand einen besonderen Aussagewert erlangt. Damit kann sie auch als hervorgehobenes Beispiel für die spätromanischen Architekturentwicklung östlich der Saale gelten. Darüber hinaus ist sie ein prägender Bestandteil der Ortsgeschichte und des Ortsbildes. Unter diesen Aspekten hat die Nikolaikirche baugeschichtliche, landes- und ortsgeschichtliche sowie baukünstlerische und ortsbildprägende Bedeutung. (LfD/2015) | 09255909 |

## Kleinschkorlopp
| Bild                                    | Bezeichnung                                   | Lage                       | Datierung                | Beschreibung | ID       |
| --------------------------------------- | --------------------------------------------- | -------------------------- | ------------------------ | --- | -------- |
|                                         | Denkmal für die Gefallenen des 1. Weltkrieges | Kitzener Straße (Karte)    | um 1920 (Kriegerdenkmal) | Das Kriegerdenkmal für die Gefallenen des 1.Weltkrieges des Ortes Schkorlopp (Beton und Granit) ist ortsgeschichtlich von Bedeutung. | 09259428 |
| Weitere Bilder                          | Lützower-Denkmal                              | Kitzener Straße (Karte)    | bez. 1863                | Ein Denkmal zur Erinnerung an den Befreiungskampf 1813, ortsgeschichtlich von Bedeutung. „Luetzows Freicorps ueberfallen Durch Franzosen Und Wuertemberger Unter Fournier und Normann“ 17. Juni 1813, Sandsteinblock, das Denkmal bezeichnet das Terrain, auf welchem am 17. Juni 1813 das preußische Freikorps Lützow von Franzosen und Württembergern unter Founier und Normann auf Befehl Napoleons trotz Waffenstillstand und zugesichertem freien Geleit überfallen und zersprengt wurde (1863) | 09259429 |
| Direkt Bild zu diesem Denkmal hochladen | Wohnhaus eines Bauernhofes                    | Kitzener Straße 3 (Karte)  | bez. 1896                | Ein repräsentativer Putzbau mit schönen Fensterbekrönungen, als Dokument für das Vordringen städtischer Bauformen in den dörflichen Bereich, ortsgeschichtlich und baugeschichtlich von Bedeutung. Ein zweigeschossiger villenähnlicher Massivbau, Walmdach, Fensterbekrönungen in Stein und feine Putzdekorationen, Inschrifttafel: (... erbaut 1896 v. Emil Müller), Erbauer war wohl Viehhändler, Dokument für das Vordringen städtischer Bauformen in den dörflichen Bereich im ausgehenden 19. Jh., hier auch durch die besondere soziale Stellung des Bauherrn beeinflusst, die sich zudem in der Lage des Gebäudes am südwestlichen Ortsrand ausdrückt, daraus erwächst dem Gebäude außer seiner baugeschichtlichen Bedeutung auch ein ortsbildprägender Wert. Bestehend aus zwei Geschossen, villenähnliches Wohnhaus mit Fensterbekrönungen und leichter Putzdekoration, Inschrifttafel: (... erbaut 1896 v. Emil Müller), Erbauer war wohl Viehhändler, Fenster größtenteils original, Dach ebenso. | 09259437 |
| Direkt Bild zu diesem Denkmal hochladen | Ehemaliger Schafstall des Rittergutes Kitzen  | Kitzener Straße 27 (Karte) | um 1880                  | Der Natursteinbau mit Fachwerkgiebel besitzt baugeschichtliche, ortsgeschichtliche und wirtschaftsgeschichtliche Bedeutung. Ein eingeschossiger Bau, massiv aus Natursteinen (Sandstein) errichtet, Giebel in Fachwerk, Krüppelwalmdach, im Innern wohl noch ursprüngliche Konstruktion weitgehend erhalten, als ehemaliges Wirtschaftsgebäude (Schafstall) des Rittergutes Kitzen dokumentiert der Bau einen Bereich der gutsherrlichen Landwirtschaft in der Vergangenheit, Schafhaltung in größerem Umfang wohl in der Regel an Rittergüter gebunden, bau- und wirtschaftsgeschichtliche Bedeutung des Objektes resultiert aus seiner Bauaufgabe und deren Lösung, als ehemaliger Teil des Rittergutes Kitzen hat es einen ortsgeschichtlichen Aussagewert. | 09259435 |

## Löben
| Bild                                    | Bezeichnung                              | Lage                  | Datierung | Beschreibung | ID       |
| --------------------------------------- | ---------------------------------------- | --------------------- | --------- | --- | -------- |
| Direkt Bild zu diesem Denkmal hochladen | Wohnhaus und Scheune eines Vierseithofes | Lindengasse 2 (Karte) | um 1800   | Das Bauernhaus besteht im Obergeschoss aus Fachwerk, mit einer Thüringer-Leiter-Konstruktion zum Hof, im Erdgeschoss zum Teil entstellend verändert, die Scheune ist eine Fachwerkkonstruktion mit Satteldach, ortsgeschichtlich und baugeschichtlich von Bedeutung. | 09255812 |
| Weitere Bilder                          | Wohnhaus (Umgebinde) eines Bauernhofes   | Lindengasse 5 (Karte) | bez. 1759 | Fachwerkgebäude mit Umgebindekonstruktion, für die Region selten und mit baugeschichtlicher Bedeutung. Das Bauernhaus, im Erd- und Obergeschoss eine Fachwerkkonstruktion, Inschrift an der Giebelseite „1759“, Feldsteinsockel und Satteldach.                      | 09255813 |

## Peißen
| Bild                                    | Bezeichnung                                         | Lage                   | Datierung         | Beschreibung | ID       |
| --------------------------------------- | --------------------------------------------------- | ---------------------- | ----------------- | --- | -------- |
| Direkt Bild zu diesem Denkmal hochladen | Wohnhaus und Scheune eines ehemaligen Vierseithofes | Breite Gasse 2 (Karte) | um 1800           | Das Bauernhaus im Obergeschoss verputztes Fachwerk, die Scheune in Klinkermauerwerk mit Lisenen, Gesims und Segmentbogentoren, ortsgeschichtlich und baugeschichtlich von Bedeutung.                           | 09255849 |
| Direkt Bild zu diesem Denkmal hochladen | Wohnhaus und Scheune eines Bauernhofes              | Breite Gasse 4 (Karte) | 1. Hälfte 19. Jh. | Ein Bauernhaus im Obergeschoss Fachwerk, im Erdgeschoss verputzt, dazu eine Fachwerk-Scheune, ebenfalls Fachwerk, Bauernhaus und Scheune mit Satteldach. Ortsgeschichtlich und baugeschichtlich von Bedeutung. | 09255850 |
| Direkt Bild zu diesem Denkmal hochladen | Seitengebäude und Scheune eines Dreiseithofes       | Breite Gasse 5 (Karte) | 1. Hälfte 19. Jh. | Die Seitengebäude mit Fachwerk, Fachwerk-Scheune, baugeschichtlich von Bedeutung. Der Stall, Fachwerk verputzt und Scheune in Fachwerk eines Dreiseithofes, der Stall und die Scheune mit Satteldach.          | 09255851 |

## Scheidens
| Bild                                    | Bezeichnung                                                            | Lage                   | Datierung         | Beschreibung | ID       |
| --------------------------------------- | ---------------------------------------------------------------------- | ---------------------- | ----------------- | --- | -------- |
| Direkt Bild zu diesem Denkmal hochladen | Scheune eines Dreiseithofes                                            | Zum Rundling 1 (Karte) | nach 1870         | Ein regionaltypischer Klinkerbau, baugeschichtlich von Bedeutung. Die Scheune eines Dreiseithofes mit Lisenengliederung, Segmentbogentoren und Klinkerkonsolenfries. Das Satteldach mit Fledermausgauben.                                               | 09255804 |
| Direkt Bild zu diesem Denkmal hochladen | Wohnhaus eines Bauernhofes                                             | Zum Rundling 3 (Karte) | 2. Hälfte 18. Jh. | Ein Kleinbauerngehöft, sozialgeschichtlich von Bedeutung besteht das Häusleranwesen im Erdgeschoss aus Mauerwerk, im Obergeschoss Fachwerk, dazu ein entstellender Anbau. Satteldach.                                                                   | 09255806 |
| Direkt Bild zu diesem Denkmal hochladen | Wohnhaus, daran angebautes Seitengebäude und Scheune eines Bauernhofes | Zum Rundling 4 (Karte) | um 1800           | Charakteristische Fachwerkgebäude, ortsgeschichtlich und baugeschichtlich von Bedeutung. Ein Dreiseithof, das Bauernhaus mit Fachwerk, Scheune Fachwerk, Satteldach mit Dachgauben, das Wohnstallhaus in Fachwerk mit originalem Dachstuhl, Satteldach. | 09255807 |
| Direkt Bild zu diesem Denkmal hochladen | Wohnhaus eines Bauernhofes                                             | Zum Rundling 5 (Karte) | um 1800           | Das Haus ist ortsbildprägend und baugeschichtlich von Bedeutung. Das Bauernhaus ist im Erdgeschoss verputzt, im Obergeschoss Fachwerk. Originaler Dachstuhl mit Satteldach.                                                                             | 09255808 |

## Seegel
| Bild                                    | Bezeichnung | Lage                       | Datierung                                                | Beschreibung | ID       |
| --------------------------------------- | --- | -------------------------- | -------------------------------------------------------- | --- | -------- |
| Direkt Bild zu diesem Denkmal hochladen | Wohnhaus (Umgebinde) und daran angebautes Seitengebäude (Wohnstallhaus) eines Bauernhofes                       | Am Ring 3                  | um 1800 (Bauernhaus)                                     | beide Gebäude Obergeschoss Fachwerk, Wohnhaus mit für die Region seltener Umgebindekonstruktion, ortsgeschichtlich und baugeschichtlich von Bedeutung | 09255815 |
| Direkt Bild zu diesem Denkmal hochladen | Wohnstallhaus (rückwärtiger Teil), Scheune und Seitengebäude eines Vierseithofes                                | Am Ring 5 (Karte)          | 1903                                                     | Die Scheune und der hintere Bereich des Wohnstallhauses in regionaltypischer Klinkerbauweise, ein ortsbildprägendes Stallgebäude mit Fachwerk-Obergeschoss, ortsgeschichtlich und baugeschichtlich von Bedeutung. Scheune und Wohnstallhaus mit Lisenen aus rotem und gelben Klinker, Konsolgesims. Der Stall im Erdgeschoss Mauerwerk, im Obergeschoss Fachwerk darüber ein Satteldach. | 09255814 |
| Direkt Bild zu diesem Denkmal hochladen | Wohnhaus, zwei Seitengebäude und Scheune eines Vierseithofes                                                    | Am Ring 7 (Karte)          | um 1800                                                  | Das Wohnhaus und die Seitengebäude sind auf der Westseite Fachwerkbauten, die übrigen Hofgebäude in Klinkerbauweise, eine geschlossen erhaltene Hofanlage von ortsbildprägender Wirkung mit ortsgeschichtlicher und baugeschichtlicher Bedeutung. Das Bauernhaus ist im Erdgeschoss verputzt, im Obergeschoss Fachwerk, Krüppelwalmdach, der Stall im Erdgeschoss verputzt, das Obergeschoss Fachwerk. Das Wohnstallhaus mit Fensterstürzen aus gelben Klinkern, das Abschlussgesims Klinkerkonsolen. | 09255816 |
| Direkt Bild zu diesem Denkmal hochladen | Scheune eines Dreiseithofes                                                                                     | Am Ring 10 (Karte)         | um 1800                                                  | Das Fachwerkgebäude mit Satteldach ist von ortsgeschichtlicher und baugeschichtlicher Bedeutung. | 09255817 |
|                                         | Wohnhaus, daran angebautes Seitengebäude und Toreinfahrt eines ehemaligen Dreiseithofes                         | Am Ring 12 (Karte)         | um 1800                                                  | Das Wohnhaus ist ein Fachwerkgebäude und ehemaliges Umgebindehaus, die Seitengebäude zum Teil mit Fachwerk-Obergeschoss, die Toreinfahrt mit drei Sandsteinpfeilern, ortsgeschichtlich und baugeschichtlich von Bedeutung. Ein Bauernhaus mit vorgesetzter Giebelseite und Erker auf der Traufseite. Die Toreinfahrt aus Sandstein, bezeichnet 1918. Das Wohnstallhaus im Erdgeschoss Ziegelmauerwerk, das Obergeschoss Fachwerk, Satteldach. | 09255818 |
|                                         | Seegeler Wunderbrunnen (Ehemalige Brunnenschänke (später Wohnhaus), Quellhaus und Gartenanlage (Gartendenkmal)) | Am Wunderbrunnen 1 (Karte) | um 1840, später überformt (Gasthaus); 1898 (Brunnenhaus) | Die Schänke ist ein schlichter Putzbau, späthistoristisch überformt, das Quellhaus in Ziegelfachwerk, regionalgeschichtliche und kulturgeschichtliche Bedeutung. Die ehemalige Schänke ist ein eingeschossiger Putzbau mit Satteldach, errichtet um 1840, Tür und Fenster rundbogig geschlossen, verschiedene spätere Umbauten, hiervon u. a. Zwerchhaus mit historisierendem Schweifgiebel, Wandvertäfelung der Gaststube, rückwärtiger Anbau, Schankbetrieb bis in die 1940er Jahre, danach das Gebäude ausschließlich als Wohnhaus genutzt, 1898 Erbauung des Quellhauses, achteckig in Fachwerk mit roter Klinkerausfachung, flaches Pyramidendach mit Zwiebelhaube, im Innern zwei Inschriftentafeln zur Geschichte und Bedeutung der Quelle (wohl aus dem 17. Jh. stammend). Zwischen Brunnenschänke und Quellhaus ehem. Restaurationsgarten mit historischer Wegeführung und altem Gehölzbestand. Die 1646 entdeckte Solequelle erfuhr durch ihren weit verbreiteten Ruf als Heil- und Wunderbrunnen bald großen Zulauf. Durch die ihre zugeschriebenen Wunderkräfte wurde sie zeitweise eine Stätte religiöser Verehrung. Auch der sächsische Hof ließ sich mit Wasser aus Seegel versorgen. Nachdem die zunächst immer nur zeitweise sprudelnde Quelle durch Bohrung dauerhaft angezapft werden konnte, wurde das Wasser auch für fabrikmäßige Getränkeherstellung (Tafelwasser und Limonaden) genutzt (bis in DDR-Zeiten). Aufgrund seiner Geschichte verkörpert der „Seegeler Wunderbrunnen“ und die dazugehörigen Bauten und Gartenanlage einen wichtigen regionalgeschichtlichen und kulturgeschichtlichen Aussagewert. um 1900 Errichtung von zwei Fabrikationsgebäuden, die sich auf der Nordseite des Grundstücks an die Schänkenhaus anschließen, zweigeschossige Massivbauten, verputzt, Satteldächer, bauzeitlich u. a. Stahlrahmenfenster, Fußbodenfliesen (Streichung 2012) | 08970710 |

## Sittel
| Bild                                    | Bezeichnung                                                              | Lage               | Datierung    | Beschreibung | ID       |
| --------------------------------------- | ------------------------------------------------------------------------ | ------------------ | ------------ | --- | -------- |
| Direkt Bild zu diesem Denkmal hochladen | Wohnhaus eines ehemaligen Dreiseithofes                                  | Am Berg 9 (Karte)  | um 1750      | Ein landschaftstypischer Fachwerkbau als ehemaliges Umgebindehaus mit ortsgeschichtlicher, regionalgeschichtlicher und baugeschichtlicher Bedeutung. Wohnhaus eines ehemaligen Dreiseithofes, im Kern wohl um die Mitte des 18. Jh. erbaut, Giebel im ausgehenden 19. Jh. massiv in Ziegelmauerwerk ersetzt, dazu rückwärtige Erweiterung. Kleines zweigeschossiges Fachwerkhaus mit Satteldach, die Hofseite weist noch in beiden Geschossen weitgehend die ursprüngliche Bauweise auf, Wohnstubenbereich mit umgebindeartiger Konstruktion, dahinter wie im Obergeschoss zweiriegeliges Fachwerk, die massiven Giebel und der ebenfalls aus Mauerwerk bestehende rückwärtige Anbau verputzt, dieser mit flachem Pultdach. Die ehem. Stube mit Brettdecke des 18. Jahrhunderts, Auflagebretter und Unterzug profiliert. Das Gebäude ist ein Dokument für die ländliche Bau- und Lebensweise im Ort und in der Region, hierdurch erlangt es seine orts- und regionalgeschichtliche Bedeutung. Dabei ist sein hohes Baualter hervorzuheben, mit Sicherheit gehört das Haus zu den ältesten Bauten in Sittel. Als landschaftstypisches Fachwerkhaus mit charakteristischen, mittlerweile relativ selten gewordenen Konstruktionselementen (umgebindeartiges Erdgeschossgefüge) verkörpert es auch wichtige baugeschichtliche Aussagewerte. (LfD/2011) Häusleranwesen, Fachwerk mit Satteldach. | 09255930 |
| Direkt Bild zu diesem Denkmal hochladen | Wohnhaus eines Bauernhofes                                               | Am Berg 19 (Karte) | 19. Jh.      | Das Häusleranwesen besteht im Erdgeschoss aus Mauerwerk, im Obergeschoss Fachwerk, darüber ein Krüppelwalmdach und ist baugeschichtlich von Bedeutung. | 09255935 |
| Direkt Bild zu diesem Denkmal hochladen | Wohnhaus, daran angebautes Seitengebäude und Scheune eines Dreiseithofes | Am Berg 21 (Karte) | Ende 18. Jh. | Zeittypische und landschaftstypische Fachwerkbauten, ortsgeschichtlich und baugeschichtlich von Bedeutung. Stattlicher Dreiseithof, gelegen am Südwestrand des Sackgassendorfes, von den Baulichkeiten das Wohnhaus, das sich stumpfwinklig anschließende Seitengebäude und die den Hof feldseitig begrenzende Scheune denkmalwürdig. Es handelt sich um Fachwerkbauten, die um 1800 entstanden. Die Scheune könnte noch aus dem 18. Jahrhundert stammen. Das Wohnhaus zweigeschossig, Erdgeschoss massiv aus Bruchsteinmauerwerk, Obergeschoss in Fachwerk mit Flechtwerk ausgefacht, zweirieglig, Krüppelwalmdach, außenseitig jüngere Erweiterung, massiv, verputzt, Pultdach. Im Innern Wohnstube mit Brettdecke. Das Seitengebäude ebenfalls zweigeschossig, Erdgeschoss massiv, verputzt, Obergeschoss zweiriegeliges Fachwerk, Giebel zum Wohnhaus vollständig massiv, verputzt, Satteldach mit Fledermausgaupen. Das Gebäude ursprünglich als Stall und Futterboden genutzt, im zugewandten Teil wohl auch Knechtstuben, im Dach hofseitig große Ladeluke. Scheune vollständig in Fachwerk, sehr guter Originalzustand, im Satteldach hofseitig Fledermausgaupen. Die Gebäude sind Zeugnisse der früheren bäuerlichen Baukultur und Lebensweise im Leipziger Umland. Sie verweisen auf die Tradition der Fachwerkbauweise im Ort und in der Region. Unter diesen Aspekten verkörpern sie sowohl ortsgeschichtliche als auch baugeschichtliche Aussagewerte. Wohnstallhaus mit Garageneinbau, Scheune (Fachwerk) mit Fledermausgauben, Bauernhaus saniert, Wohnhaus teilsaniert, Scheune gefährdet. | 09255936 |

## Thesau
| Bild                                    | Bezeichnung                                                                                    | Lage                    | Datierung    | Beschreibung | ID       |
| --------------------------------------- | ---------------------------------------------------------------------------------------------- | ----------------------- | ------------ | --- | -------- |
| Direkt Bild zu diesem Denkmal hochladen | Einzeldenkmal der Sachgesamtheit Elsterfloßgraben: Brücke LXV (siehe Sachgesamtheit 09304747)  | (Karte)                 | 1608–1610    | Die Kombination von künstlich geschaffenen Gräben und natürlichen Wasserverläufen macht den Elsterfloßgraben zu einem bedeutenden Zeugnis der Wasserbaukunst des 17. Jahrhunderts mit hohem regionalgeschichtlichen Wert. Brücke Nummer LXIV mit Sandsteingewölbe: Die Brücke LXIV ist Teil des Großen Elsterfloßgrabens, der wiederum Teil des Pleiße-Elster-Floßsystems ist. Der Graben wurde ab 1579 errichtet und sollte der Holzversorgung der kursächsischen Salinen bei Weißenfels dienen. Die ursprünglich 79 parallel zum Graben errichteten Brücken wurden ab Crossen (Thüringen) mit römischen Ziffern durchnummeriert. Nach dem Niedergang der Flößerei Anfang des 17. Jh. nutzte man den Graben zum Transport von Bau- und Brennholz für die Stadt Leipzig. Dazu wurde ab 1610 der Kleine bzw. Leipziger Floßgraben ab dem Dorf Stöntzsch angelegt. Die Flößerei auf dem mit 93 km Gesamtlänge größten europäischen Floßgrabensystem wurde bis 1864 betrieben. Die Brücke LXXII belegt als originales Zeugnis die überregionale über 300 Jahre andauernde wirtschaftliche Bedeutung des Grabens als Transportsystem. | 09304838 |
| Direkt Bild zu diesem Denkmal hochladen | Einzeldenkmal der Sachgesamtheit Elsterfloßgraben: Brücke LXIV (siehe Sachgesamtheit 09304747) | (Karte)                 | 1608-1610    | Die Kombination von künstlich geschaffenen Gräben und natürlichen Wasserverläufen macht den Elsterfloßgraben zu einem bedeutenden Zeugnis der Wasserbaukunst des 17. Jahrhunderts mit hohem regionalgeschichtlichem Wert, Brücke, Sandsteingewölbe, Nummer LXIV | 09305200 |
| Direkt Bild zu diesem Denkmal hochladen | Wohnhaus und Toreinfahrt eines Bauernhofes                                                     | Im Winkel 1 (Karte)     | um 1800      | Das Bauernhaus besitzt im Obergeschoss Fachwerk und ist baugeschichtlich von Bedeutung. Das Erdgeschoss besteht vermutlich aus Mauerwerk, das Dach als Krüppelwalmdach ausgeführt, die Torpfeiler aus Naturstein. | 09255939 |
| Direkt Bild zu diesem Denkmal hochladen | Wohnhaus eines Bauernhofes                                                                     | Im Winkel 5 (Karte)     | um 1800      | Das Bauernhaus besitzt im Obergeschoss Fachwerk und ist baugeschichtlich von Bedeutung. Im Erdgeschoss vermutlich Lehmmauerwerk, Satteldach. | 09255941 |
| Direkt Bild zu diesem Denkmal hochladen | Wohnhaus eines ehemaligen Vierseithofes                                                        | Im Winkel 9 (Karte)     | um 1800      | Das Bauernhaus besitzt im Obergeschoss Fachwerk und ist baugeschichtlich von Bedeutung, im Erdgeschoss Ziegel-oder Lehmmauerwerk, originale Fenster, Satteldach. | 09255943 |
| Direkt Bild zu diesem Denkmal hochladen | Wohnhaus und Scheune eines Bauernhofes                                                         | Im Winkel 11 (Karte)    | um 1800      | Das Bauernhaus besitzt im Obergeschoss Fachwerk, dazu eine Fachwerk-Scheune, ortsgeschichtlich und baugeschichtlich von Bedeutung. Das Bauernhaus besteht im Erdgeschoss aus Mauerwerk, die Giebel verputzt, entstellende Anbauten im Osten und Norden, die Scheune mit Satteldach, das Bauernhaus ist teilsaniert, die Scheune unsaniert. | 09255944 |
| Direkt Bild zu diesem Denkmal hochladen | Wohnhaus und Scheune eines Bauernhofes                                                         | Schmale Gasse 2 (Karte) | um 1800      | Das Bauernhaus und die Scheune bestehen im Obergeschoss aus Fachwerk und sind ortsgeschichtlich und baugeschichtlich von Bedeutung. Das Bauernhaus, im Erdgeschoss Mauerwerk, Krüppelwalmdach, die Scheune ist durch einen Klinkerbau mit Bauernhaus verbunden, Satteldach. | 09255947 |
| Direkt Bild zu diesem Denkmal hochladen | Wohnhaus und Toreinfahrt eines Bauernhofes                                                     | Schmale Gasse 5 (Karte) | Ende 18. Jh. | Ein ortstypisches Bauernhaus mit Krüppelwalmdach, im Obergeschoss Fachwerk, das Erdgeschoss zum Teil Fachwerk, zum Teil Lehmmauerwerk, die Giebel mit Ziegelmauerwerk, baugeschichtlich von Bedeutung. | 09255948 |

## Weideroda
| Bild                                    | Bezeichnung                                                                               | Lage                              | Datierung                | Beschreibung | ID       |
| --------------------------------------- | ----------------------------------------------------------------------------------------- | --------------------------------- | ------------------------ | --- | -------- |
|                                         | Seitengebäude (über hakenförmigem Grundriss), Scheune und Toreinfahrt eines Vierseithofes | Ringstraße 2 (Karte)              | um 1800                  | Eine in weiten Teilen gut erhaltene Hofanlage in Fachwerkbauweise, mit ortsbildprägendem Charakter, die Hofzufahrt mit drei Sandsteintorpfeilern, baugeschichtlich und ortsgeschichtlich von Bedeutung. Durchfahrt, Scheune, Fachwerk mit Lehm auf Sandsteinsockel, Torscheune, Sockel massiv, Obergeschoss Fachwerk mit Lehm, originale Tore, Dachstuhl, drei Sandsteintorpfeiler. | 09258047 |
|                                         | Seitengebäude (über hakenförmigem Grundriss) und Toreinfahrt eines Vierseithofes          | Ringstraße 4 (Karte)              | um 1830                  | Ortsbildprägende Gebäude mit originalen Details, teilweise in Fachwerk, Stallanbau in Klinkerbauweise, baugeschichtlich und sozialgeschichtlich von Bedeutung. Das Wohnhaus (Altenteil und Stall) aus zwei Geschossen, Sandsteinsockel, der Stall Backstein, teils Fachwerk, mit originalem Dachstuhl, Deckung und Fledermausgauben.                                                | 09258048 |
|                                         | Seitengebäude eines Dreiseithofes                                                         | Ringstraße 5 (Karte)              | um 1830                  | Ein ortsbildprägendes Bauwerk mit historischen Details, das Obergeschoss Fachwerk, baugeschichtlich von Bedeutung. Die Seitengebäude (Altenteil und Stall) sind zweigeschossig, Erdgeschoss und Giebel Backstein, das Obergeschoss Fachwerk, originaler Dachstuhl, Fachwerk-Schuppen, Auszugshaus mit Stallanbau, ein Stallanbau wurde vor 2012 abgebrochen.                        | 09258049 |
| Direkt Bild zu diesem Denkmal hochladen | Scheune eines Dreiseithofes                                                               | Ringstraße 12 (Karte)             | um 1850                  | Die Fachwerkscheune ist ein ortsbildprägendes Bauwerk, ortsgeschichtlich und baugeschichtlich von Bedeutung. Das Fachwerk mit Lehmausfachung, die Giebel verbrettert, mit originalen Öffnungen, und Dachstuhl. | 09258051 |
| Direkt Bild zu diesem Denkmal hochladen | Denkmal für die Gefallenen des 1. Weltkriegs                                              | Zauschwitzer Straße (Karte)       | um 1920 (Kriegerdenkmal) | In der alten Ortslage Zauschwitz, Gedenkstein in Basaltlava, ortsgeschichtlich von Bedeutung. Denkmal für die Gefallenen des 1. Weltkrieges, Basaltlavablock mit Namenstafel, darüber eine Reliefdarstellung mit Stahlhelm. | 09257924 |
| Direkt Bild zu diesem Denkmal hochladen | Toreinfahrt eines Bauernhofes                                                             | Zauschwitzer Straße 2; 2a (Karte) | um 1860 (Torpfeiler)     | In der alten Ortslage Zauschwitz, eine ortstypische Hofeinfahrt mit Sandsteintorpfeilern, baugeschichtlich von Bedeutung aus Sandstein in Rautenornamentik, mit Radabweiser. | 09257927 |
| Direkt Bild zu diesem Denkmal hochladen | Seitengebäude (Auszugshaus mit Stallanbau) eines Dreiseithofes                            | Zauschwitzer Straße 6 (Karte)     | um 1700 (Auszugshaus)    | In der alten Ortslage Zauschwitz, ein Gebäude von ortsbildprägendem Charakter, Fachwerkbau mit strebenreicher Konstruktion, baugeschichtlich und sozialgeschichtlich von Bedeutung. Die Seitengebäude bestehend aus Stall und Altenteil sind zweigeschossig, Erdgeschoss und Stallanbau um 1900 in Backstein ersetzt, das Obergeschoss in offenliegendem Lehmfachwerk.              | 09257928 |
| Direkt Bild zu diesem Denkmal hochladen | Seitengebäude und Toreinfahrt eines Vierseithofes                                         | Zauschwitzer Straße 10 (Karte)    | um 1820 (Stallgebäude)   | In der alten Ortslage Zauschwitz, ein gut erhaltenes Gebäude einer Hofanlage, Fachwerkbau, ein Gittertor als Grundstückseinfahrt, ortsgeschichtlich und baugeschichtlich von Bedeutung. Zwei Geschosse, das Erdgeschoss massiv, im Obergeschoss offenliegendes Fachwerk, ein Gittertor um 1890.                                                                                     | 09257929 |
| Direkt Bild zu diesem Denkmal hochladen | Toreinfahrt eines Bauernhofes                                                             | Zauschwitzer Straße 12 (Karte)    | um 1880 (Toreinfahrt)    | In der alten Ortslage Zauschwitz, drei Sandsteintorpfeiler und Gittertor, eine gut erhaltene, ortstypische Hofeinfahrt, baugeschichtlich von Bedeutung, bestehend aus drei Torpfeilern (Neorenaissance), Rosettenornamentik, Radabweiser. | 09258045 |

## Werben
| Bild                                    | Bezeichnung | Lage                          | Datierung                 | Beschreibung | ID       |
| --------------------------------------- | --- | ----------------------------- | ------------------------- | --- | -------- |
| Direkt Bild zu diesem Denkmal hochladen | Scheune eines Bauernhofes                                                                                            | Mittelstraße 1 (Karte)        | Anfang 19. Jh.            | Eine ortsbildprägende Fachwerk-Scheune, baugeschichtlich von Bedeutung. | 09255830 |
| Direkt Bild zu diesem Denkmal hochladen | Wohnhaus und Scheune eines Dreiseithofes                                                                             | Mittelstraße 3 (Karte)        | 19. Jh.                   | Die Fachwerkbauten sind von ortsgeschichtlicher und baugeschichtlicher Bedeutung. Das Häusleranwesen ist verputzt, eine Gliederung erfolgt durch Putzstreifen und Lisenen, Rechteck- und Segmentbogenfenster, Rechteckportal, Satteldach, Scheune mit steilem Satteldach. | 09255831 |
| Direkt Bild zu diesem Denkmal hochladen | Wohnhaus, zwei Seitengebäude, Scheune und Toreinfahrt eines Vierseithofes sowie zweite Scheune unmittelbar am Gehöft | Mittelstraße 9 (Karte)        | bez. 1783                 | Das Wohnhaus mit Fachwerk-Obergeschoss ist ein ehemaliges Umgebindehaus, die beiden Scheunen ebenfalls in Fachwerk, die Seitengebäude massiv, die Toreinfahrt mit Sandsteinpfeilern, eine zeit- und landschaftstypische Hofanlage von großer Geschlossenheit, von ortsgeschichtlicher und baugeschichtlicher Bedeutung. Das Bauernhaus ist zweigeschossig mit Satteldach. Eine Scheune mit Inschrift „MDCCCX“ und Satteldach. Der Speicher/Seitengebäude mit Krüppelwalmdach und Zwerchhausgiebel. Die Toreinfahrt mit Sandsteinpfeilern und Segmentbogenportal, Speicher und Toreinfahrt sind unsaniert, das Bauernhaus saniert, die Scheune ist teilsaniert. | 09255834 |
| Direkt Bild zu diesem Denkmal hochladen | Wohnhaus eines Bauernhofes                                                                                           | Mittelstraße 10 (Karte)       | um 1820                   | Das im Obergeschoss aus Fachwerk errichtete Gebäude ist ortsbildprägend und baugeschichtlich von Bedeutung. Das Häusleranwesen ist zweigeschossig mit Satteldach, die Toreinfahrt unsaniert. | 09255835 |
| Direkt Bild zu diesem Denkmal hochladen | Wohnhaus eines Bauernhofes                                                                                           | Mittelstraße 11 (Karte)       | um 1700                   | Der Fachwerkbau ist ursprünglich ein Umgebindehaus, das Obergeschoss mit Andreaskreuzen, regionalgeschichtliche, ortsgeschichtliche und baugeschichtliche Bedeutung. Das Wohnhausist zweigeschossig, im Erdgeschoss Mauerwerk, das Dach als Satteldach. Dazu ein eingeschossiger Stallanbau mit Satteldach. Ein zweites Stallgebäude mit rot/gelber Ziegelgliederung, Segmentbogenfenster, Gesimse auf Konsolen, Rechteckportale, Segmententlastungsbögen, bezeichnet 1904. Seitengebäude 2014 gestrichen, zu geringer Denkmalwert. | 09255836 |
|                                         | Seitengebäude (mit Oberlaube) eines Bauernhofes                                                                      | Mittelstraße 13 (Karte)       | 18. Jh.                   | Das im Obergeschoss aus Fachwerk bestehende Gebäude ist baugeschichtlich von Bedeutung. Das Wohnstallhaus ist am Erdgeschoss verputzt, das Obergeschoss Fachwerk, ein ehemaliger Gang ist vermauert, Satteldach. | 09255837 |
|                                         | Wohnhaus eines Vierseithofes                                                                                         | Mittelstraße 16 (Karte)       | um 1890                   | Ein städtisch geprägter Bau mit aufwändiger Fassadengliederung in späthistoristischer Gestaltung mit auffälligem Eckerker, ortsgeschichtliche und baugeschichtliche Bedeutung. Das Wohnhaus ist zweigeschossig mit Bossensockel, das Erdgeschoss ist entstellend verputzt, Segmentbogenfenster, profiliertes Geschossgesims, Mittelrisalit, Obergeschoss Klinker, aufwendige Rechteckfenstergestaltung, die Sohlbänke und die Gesimsstreifenbedachung auf Konsolen, ein Dreieckserker mit Festons und Muschelmotiven, Rundbogenfenster, Zwerchhausgiebel über Mittelrisalit, putzquadergerahmt, Eckerker mit spitzen Zeltdach, blaue Kachelstreifen. | 09255838 |
| Direkt Bild zu diesem Denkmal hochladen | Scheune eines Vierseithofes                                                                                          | Mittelstraße 28 (Karte)       | bez. 1902                 | Ein regionaltypischer Klinkerbau, ortsgeschichtlich und baugeschichtlich von Bedeutung. Die Scheune besitzt Segmentbogenportale mit hölzernen Überdachungen, die Gliederung der Fassade erfolgt durch Konsolen und Lisenen. | 09255841 |
| Weitere Bilder                          | Dorfkirche Werben (Kirche mit Ausstattung)                                                                           | Pegauer Straße (Karte)        | 1. Hälfte 13. Jh.         | Ein neoromanisches Kirchenschiff als Emporenhalle, der Grundriss die ältere Substanz einschließend, beispielsweise der romanische Ostturm mit Rundbogenfenstern, ortsgeschichtliche, baugeschichtliche, kirchengeschichtliche und künstlerische Bedeutung. Die Apsis eingezogen, das Äußere mit Lisenen, Rundbogenfries, Rundbogenfenstern und Segmentbögen gegliedert. | 09255848 |
| Direkt Bild zu diesem Denkmal hochladen | Wohnhaus, Seitengebäude und Scheune eines Dreiseithofes                                                              | Pegauer Straße 5 (Karte)      | um 1800, später überformt | Das Häusleranwesen ist baugeschichtlich und heimatgeschichtlich von Bedeutung. Das Wohnhaus besteht zum Hof im Obergeschoss aus Fachwerk, Fachwerk-Scheune, das Erdgeschoss verputzt, im Obergeschoss Fachwerk, die Giebel aus Ziegelmauerwerk, Satteldach. | 09255819 |
| Direkt Bild zu diesem Denkmal hochladen | Wohnhaus, Seitengebäude und Scheune eines Dreiseithofes                                                              | Pegauer Straße 9 (Karte)      | 1903–1904                 | Klinkerbauten, das Wohnhaus mit aufwändiger Gestaltung in späthistoristischen Formen, die Scheune in Fachwerk mit Ziegelausfachung, ein geschlossen erhaltener Bauernhof, ortsgeschichtliche und baugeschichtliche Bedeutung. Das Bauernhaus ist zweigeschossig, Klinker, die Kanten Putzlisenen, im Erdgeschoss Segmentbogenfenster mit diamantierten Schlusssteinen, das Geschossgesims auf Konsolen, im Obergeschoss Segmentbogenfenster mit diamantierten Schlusssteinen und Gesimsstreifenbedachung auf Konsolen, Dreiecksgiebel, umlaufendes Fensterbankgesims, Satteldach. Die Scheune aus Fachwerk mit Ziegeln ausgefacht und Satteldach. Der Stall ist zweigeschossig, ein Klinkerbau mit Rechteck- und Segmentbogenfenstern, Traufgesims auf Konsolen, an der Giebelseite ein getreppter Fries auf Konsolen, Satteldach. | 09255820 |
| Direkt Bild zu diesem Denkmal hochladen | Torhaus (Seitengebäude), Scheune und Toreinfahrt eines Vierseithofes                                                 | Pegauer Straße 13 (Karte)     | bez. 1842                 | Die Fachwerkbauten sind von ortsgeschichtlicher und baugeschichtlicher Bedeutung. Die Seitengebäude sind zweigeschossig, Segmentbogentor, im Erdgeschoss Werkstein, das Obergeschoss Fachwerk, im Erdgeschoss kleine liegende Schlitzfenster, im Obergeschoss Rechteckfenster, ein Krüppelwalmdach mit Fledermausgauben. Ein Segmentbogenportal mit Schlussstein, die Gewände Werkstein, die Kämpfer profiliert. Die Scheune aus Fachwerk mit Satteldach. | 09255821 |
| Direkt Bild zu diesem Denkmal hochladen | Scheune eines Vierseithofes                                                                                          | Pegauer Straße 14; 16 (Karte) | Anfang 19. Jh.            | Fachwerkbau, ortsgeschichtlich und baugeschichtlich von Bedeutung, eine Scheune mit Satteldach. | 09255828 |
| Direkt Bild zu diesem Denkmal hochladen | Wohnhaus eines ehemaligen Dreiseithofes                                                                              | Pegauer Straße 19 (Karte)     | um 1800                   | Ein Fachwerkbau, ursprünglich wohl mit Umgebinde im Erdgeschoss, ortsgeschichtliche und baugeschichtliche Bedeutung. Ein Häusleranwesen mit Krüppelwalmdach und entstellendem Windfang. | 09255822 |
| Direkt Bild zu diesem Denkmal hochladen | Seitengebäude und Scheune eines Vierseithofes                                                                        | Pegauer Straße 20 (Karte)     | 18. Jh.                   | Die Fachwerkbauten sind von ortsgeschichtlicher und baugeschichtlicher Bedeutung. Das Häusleranwesen ist zweigeschossig mit Rechteckfenstern und Lisenengliederung sowie Satteldach. Das Wohnstallhaus besitzt in beiden Geschossen Fachwerk, das Dach als Krüppelwalmdach. Die Scheune mit Satteldach und teilsaniert, das Wohnstallhaus saniert. | 09255827 |
| Direkt Bild zu diesem Denkmal hochladen | Zwei winkelförmig aneinandergebaute Seitengebäude eines Vierseithofes                                                | Pegauer Straße 22 (Karte)     | um 1820                   | Fachwerkbauten mit ortsgeschichtlicher und baugeschichtlicher Bedeutung. Das erste Seitengebäude ist traufständig, Erdgeschoss und Giebel massiv, das Obergeschoss zweiriegeliges Fachwerk, Krüppelwalmdach, im Erdgeschoss ursprünglich Ställe, jetzt zu Garagen umgebaut. Das zweite Seitengebäude ist giebelständig und mit dem ersten Seitengebäude baulich verbunden, im Erdgeschoss massiv, das Obergeschoss zweiriegeliges Fachwerk, z. T. mit Kopfbändern, im Erdgeschoss wohl ursprünglich Ställe, jetzt Garageneinbauten, im Obergeschoss Futterboden und Taubenschlag, ein Satteldach, zur Straße abgewalmt. | 09255826 |
| Direkt Bild zu diesem Denkmal hochladen | Seitengebäude eines Vierseithofes                                                                                    | Pegauer Straße 23 (Karte)     | Anfang 19. Jh.            | Das teilweise aus verputztem, teilweise sichtbarem Fachwerk bestehende Gebäude besitzt ein Satteldach. | 09255823 |
| Direkt Bild zu diesem Denkmal hochladen | Einzeldenkmal der Sachgesamtheit Elsterfloßgraben: Mittelbrücke (siehe Sachgesamtheit 09304747)                      | Zum Monarchenhügel (Karte)    | 16./17. Jh. (Floßgraben)  | Die Kombination von künstlich geschaffenen Gräben und natürlichen Wasserverläufen macht den Elsterfloßgraben zu einem bedeutenden Zeugnis der Wasserbaukunst des 17. Jahrhunderts, mit hoher regionalgeschichtlicher und technikgeschichtlicher Bedeutung. Die Rundbogenbrücke aus Bruchstein mit überbetoniertem Sandsteingewölbe ist Zeugnis des Elster-Pleiße-Flößsystems, das ab 1579 ursprünglich der Versorgung mit Holz der kursächsischen Salinen bei Weißenfels diente, später der Holzversorgung der Stadt Leipzig. 1864 wurde der Betrieb aufgrund der Unrentabilität eingestellt. Das Gewässersystem der Weißen Elster war über Jahrhunderte ein prägender Bestandteil der regionalen Landschaftsstruktur, der im 20. Jh. durch die tiefgreifenden Veränderung des Braunkohlenabbaus in großen Teilen zerstört wurde, somit eignet den Zeugnissen, die auf dieses System, das für die historische Entwicklung Leipzigs und seines Umlandes so wichtig war, anschaulich verweisen, ein hoher Dokumentationswert. | 09304844 |
| Direkt Bild zu diesem Denkmal hochladen | Friedhof Werben: Kriegerdenkmal für die Gefallenen des 1. Weltkrieges und Grufthaus Rümler auf dem Friedhof          | Zur Lehmgrube (Karte)         | 1923                      | Von ortsgeschichtlicher und künstlerischer Bedeutung. Kapelle/Grufthaus (1923, datiert nach Sterbedaten) auf Betonsockel, Spitzbogenportal, Halbsäulen mit Knospenkapitellen, Schäfte geschuppt, Archivolten mit Weintraubenfries, Giebel mit Fries auf Pilastern, im Giebel Nische mit segnendem Christus, Kriechblumen. Gedenkstein für Gefallene des Ersten Weltkrieges, Eichenlaub und Namen. | 09255847 |

## Wiederau
| Bild                                    | Bezeichnung | Lage                                | Datierung                | Beschreibung | ID       |
| --------------------------------------- | --- | ----------------------------------- | ------------------------ | --- | -------- |
| Direkt Bild zu diesem Denkmal hochladen | Wohnhaus | Am Schloß 1 (Karte)                 | um 1800                  | Ein eingeschossiges Gebäude mit ortsbildprägendem Charakter, mit Putzfassade, Walmdach, baugeschichtlich von Bedeutung. Das Gebäude besitzt Sandsteintürgewände, teils Porphyrsohlbänke. | 09257902 |
| Weitere Bilder                          | Sachgesamtheit Schloss und Rittergut Wiederau mit folgenden Einzeldenkmalen: Schloss (Nr. 6, mit Ausstattung) und Wirtschaftsgebäude (Nr. 6c und 6d – Nr. 6a 2015 durch Brand zerstört, 6b vor 2012 abgebrochen) des Rittergutes (siehe Einzeldenkmal 09257901) sowie Gutspark (Gartendenkmal) | Am Schloß 6; 6a; 6b; 6c; 6d (Karte) | 1705 (Schloss)           | Das barocke Schloss mit wertvoller Ausstattung, ist baugeschichtlich, künstlerisch, ortsgeschichtlich, kunstgeschichtlich sowie gartenhistorisch eine bedeutende Anlage. | 09300523 |
| Weitere Bilder                          | Einzeldenkmal der Sachgesamtheit Schloss und Rittergut Wiederau: Schloss (Nr. 6, mit Ausstattung) und Wirtschaftsgebäude (Nr. 6c, 6d) des Rittergutes (siehe auch Sachgesamtheit 09300523) | Am Schloß 6; 6c; 6d (Karte)         | 1705 (Schloss)           | Ein barockes Schloss mit wertvoller Ausstattung, baugeschichtlich, künstlerisch und ortsgeschichtlich von Bedeutung. Ein Gebäude mit drei Geschossen über hohem Sockel, Mansarddach, zwei Seitenrisalite und einer originalen Sandsteinfreitreppe. Gewände, Porphyrportal mit Wappen, der symmetrisch angelegte Wirtschaftshof ist nur in Teilen erhalten, vier zweigeschossige Gebäude, Erdgeschoss massiv, Obergeschoss offenliegendes Fachwerk, teils originale Deckung, Gewände, Türen, Wirtschaftsgebäude Am Schloß 6a – 2015 durch Brand zerstört                                                                                            | 09257901 |
| Direkt Bild zu diesem Denkmal hochladen | Wohnhaus | An der Schmiede 2 (Karte)           | um 1850                  | Das ehemalige Braumeisterhaus ist ortsgeschichtlich von Bedeutung, besitzt zwei Geschosse in drei Achsen, das Erdgeschoss massiv, das Obergeschoss in offenliegendem Fachwerk, Bruchsteinsockel, Sandsteintürgewände, Hausnummer 2 lt. UDB | 09257904 |
| Weitere Bilder                          | St.-Johannis-Kirche Wiederau (Kirche (mit Ausstattung) sowie Kirchhof mit Einfriedung) | Hauptstraße (Karte)                 | 1699-1704, im Kern älter | Ein markantes Bauwerk aus mehreren Epochen, im Kern ein romanischer Sakralbau (Chorturmkirche), barock überformt, baugeschichtlich und ortsgeschichtlich von Bedeutung. Eine einschiffige Halle mit Chorturm und romanischem 5/8-Chorschluss, mit barocker Haube und Laterne. | 09257916 |
| Direkt Bild zu diesem Denkmal hochladen | Wohnhaus (Umgebinde) eines ehemaligen Dreiseithofes | Hauptstraße 27 (Karte)              | um 1800                  | Das Gebäude von ortsbildprägendem Charakter ist ein Fachwerkhaus mit den Resten eines Umgebindes im Erdgeschoss, baugeschichtlich von Bedeutung. Es besitzt zwei Geschosse, vier Achsen, das Erdgeschoss massiv mit Resten eines Umgebindes, im Obergeschoss offenliegendes Fachwerk. | 09257908 |
| Direkt Bild zu diesem Denkmal hochladen | Seitengebäude (mit Oberlaube) und Scheune eines Bauernhofes | Hauptstraße 29 (Karte)              | um 1800                  | Eine gut erhaltene Hofanlage in Fachwerk von ortsbildprägendem Charakter, das Wohnstallhaus mit Fachwerk auch im Erdgeschoss, eine seltene Oberlaube, baugeschichtlich und ortsgeschichtlich von Bedeutung. Das Gebäude besitzt zwei Geschosse, zwei Achsen, ist giebelständig, eine Erdgeschosslängswand massiv in Bruchstein, sonst offenliegendes Fachwerk, Krüppelwalmdach, Querscheune, Fachwerk mit Ziegelausfachung, originale Öffnungen. | 09257909 |
|                                         | Wohnstallhaus eines Bauernhofes | Hauptstraße 31                      | 18. Jh.                  | Das Gebäude von ortsbildprägendem Charakter ist ein Fachwerkhaus mit strebenreicher Konstruktion, baugeschichtlich von Bedeutung und besitzt zwei Geschosse, zwei Achsen, giebelständig, das Erdgeschoss massiv, im Obergeschoss offenliegendes Fachwerk. | 09257910 |
| Direkt Bild zu diesem Denkmal hochladen | Wohnhaus (mit Stall-Anbau), Seitengebäude und Scheune eines Dreiseithofes, sowie Toranlage (Toreinfahrt mit Pforte), Einfriedung und Hofpflaster | Hauptstraße 34 (Karte)              | um 1790                  | Eine große, bis ins Detail erhaltene Hofanlage im Ortskern, das Wohnhaus und die Seitengebäude im Obergeschoss Fachwerk, eine regionaltypische Ziegelscheune, als Hofzufahrt Sandsteintorpfeiler mit Vasenaufsätzen, baugeschichtlich und wirtschaftsgeschichtlich von Bedeutung. Das Wohnhaus aus den Jahren um 1790 besitzt zwei Geschosse, drei Achsen, Backsteingiebel, das Erdgeschoss massiv, im Obergeschoss offenliegendes Fachwerk mit Ziegelausfachung, Sandsteinboden, Diele mit Terrazzoboden, die Querscheune mit aufwendiger Backsteingliederung von 1906, Stall Fachwerk und Backstein, Sandsteintorpfeiler mit Vasenaufsätzen.     | 09257923 |
| Direkt Bild zu diesem Denkmal hochladen | Wohnhaus | Hauptstraße 36 (Karte)              | um 1810                  | Ein Gebäude von ortsbildprägendem Charakter, Fachwerkhaus, baugeschichtlich von Bedeutung. Das Haus besitzt zwei Geschosse, zwei Achsen, giebelständig, das Erdgeschoss Backstein massiv, im Obergeschoss offenliegendes Fachwerk, teils mit Lehmausfachung. | 09257922 |
| Direkt Bild zu diesem Denkmal hochladen | Wohnhaus und Scheune eines ehemaligen Dreiseithofes sowie Toreinfahrt | Hauptstraße 38 (Karte)              | um 1800                  | Ein stattliches Wohnhaus mit Fachwerk-Obergeschoss, Fachwerk-Scheune und einer Hofzufahrt mit vier Sandsteintorpfeilern, ortsgeschichtlich und baugeschichtlich von Bedeutung. Das Wohnhaus mit zwei Geschossen besitzt ein Krüppelwalmdach mit seitlicher Abschleppung, die Giebel sind massiv mit Eckquaderung, das Erdgeschoss aus Backstein, das Obergeschoss aus offenliegendem Fachwerk, teils mit Lehmausfachung, die Fenster sind original. Eine Durchfahrtsscheune in Fachwerk, der Stall aus Backstein und Lehmfachwerk, Sandsteintorpfeiler, Abbruchgenehmigung 1998 erteilt, Abbruch 2004 noch nicht vollzogen, Stall 2006 abgebrochen | 09257921 |
| Direkt Bild zu diesem Denkmal hochladen | Wohnhaus eines ehemaligen Dreiseithofes | Hauptstraße 41 (Karte)              | um 1790                  | Das Haus ist von ortsbildprägendem Charakter, ortsgeschichtlich und baugeschichtlich von Bedeutung. Das Wohnhaus besitzt zwei Geschosse, 3 Achsen, Mansarddach, Putzfassade, originale Holzgewände. Die Querscheune, eine Durchfahrtsscheune besteht aus Fachwerk mit Lehmziegeln, das Backstein-Stallgebäude ist verputzt, Scheune vor 2012 abgebrochen, Seitengebäude 2012 gestrichen. | 09257913 |
|                                         | Pfarrhaus mit Einfriedung | Hauptstraße 45 (Karte)              | um 1800                  | Das Gebäude besitzt zwei Geschosse, vier Achsen, das Erdgeschoss ist massiv, das Obergeschoss ist offenliegendes Fachwerk, original erhalten sind Sandsteingewände, Haustür, Walmdach. Ein rückwärtiges Stallgebäude mit originaler Deckung wurde 2005 abgebrochen. | 09257915 |
| Direkt Bild zu diesem Denkmal hochladen | Wohnhaus und zwei Seitengebäude eines ehemaligen Vierseithofes | Hauptstraße 46 (Karte)              | um 1800                  | Eine weitgehend geschlossen erhaltene Hofanlage, ortsgeschichtlich und baugeschichtlich von Bedeutung. Das Wohnhaus stammt aus der Zeit um 1800 und wurde in Fachwerkbauweise mit Ziegelausfachung auf massivem Sockel errichtet. Die Wirtschaftsbauten aus dem Jahr 1908 bestehen aus Backstein mit Putzgliederung, original sind Dachdeckung und Öffnungen, eine Scheune 2005 abgebrochen, die Einfriedung des Vorgartens vor 2012 abgebrochen. | 09257917 |
| Weitere Bilder                          | Sachgesamtheit Sender Wiederau, mit den Einzeldenkmalen: Senderhaus (mit zwei Sendern und Kühlanlage), daran angebaut ehemaliges Verwaltungsgebäude, Maschinenhaus (mit zwei Schiffsdiesel), daran angebautes Umspannhaus, Kulturhaus mit Werkstattgebäude, Antennenabstimmungshaus I, Fernsehsendergebäude und Rohrmast-Antenne sowie Luftschutzbunker (siehe Einzeldenkmal 08966045, gleiche Anschrift) sowie weitere technische Einrichtungen (darunter Fundamente verschiedener Antennen-Abspannungen, Antennenabstimmungshaus II, Wasseraufbereitungshäuschen, Lüfterhaus und weiteres Sendergebäude) als Sachgesamtheitsteil | Senderstraße (Karte)                | 1930er–1960er Jahre      | Von technikgeschichtlicher Bedeutung, Seltenheitswert, Lorenz-Sender 1939, Sender aus dem VEB Funkwerk Köpenick, 1962. Das Senderhaus ist ein flachgedecktes, mehrteiliges Gebäude in gelber Klinkerarchitektur, das Schiffsdieselhaus ist flachgedeckt und verputzt, ein seitlicher Schornstein besteht aus gelbem Ziegelmauerwerk, das Senderabstimmungshaus ist ein Rundbau in roten Klinkern. | 09304710 |
| Weitere Bilder                          | Einzeldenkmale der Sachgesamtheit Sender Wiederau: Senderhaus (mit zwei Sendern und Kühlanlage), daran angebaut ehemaliges Verwaltungsgebäude, Maschinenhaus (mit zwei Schiffsdiesel), daran angebautes Umspannhaus, Kulturhaus mit Werkstattgebäude, Antennenabstimmungshaus I, Fernsehsendergebäude und Rohrmast-Antenne sowie Luftschutzbunker (siehe Sachgesamtheit 09304710, gleiche Anschrift) | Senderstraße (Karte)                | 1930er–1960er Jahre      | Von technikgeschichtlicher Bedeutung, Seltenheitswert, Technisches Denkmal, Lorenz-Sender 1939, Sender aus dem VEB Funkwerk Köpenick, 1962, das Senderhaus ist ein flachgedecktes, mehrteiliges Gebäude in gelber Klinkerarchitektur, das Schiffsdieselhaus ist flachgedeckt und verputzt, ein seitlicher Schornstein besteht aus gelbem Ziegelmauerwerk, das Senderabstimmungshaus ist ein Rundbau in roten Klinkern. | 08966045 |